# Historia de Italia
La historia de Italia está íntimamente ligada a la de la cultura occidental y a la historia de Europa. Muchos importantes acontecimientos históricos del mundo occidental, así como varios de los logros que han condicionado la cultura universal, han tenido lugar en el país o los han protagonizado sus pueblos.
Heredera de múltiples culturas antiguas, como las preindoeuropeas de nuragicos, ligures y etruscos, y la indoeuropea de los itálicos (latinos, sabinos, samnitas, umbros, picenos, etc.); receptora de asentamientos celtas en partes de su norte peninsular, fenicio-púnicos en sus islas mayores, y de antiguos griegos en la llamada Magna Grecia; fue cuna de la civilización romana, que federó y absorbió a los demás pueblos peninsulares bajo un único régimen durante su etapa republicana; y vio posteriormente nacer el Imperio romano, legador de una significativa parte de la cultura occidental y uno de los mayores de la historia, del cual Italia constituyó el centro político, económico y cultural, en el curso de la Antigüedad clásica.
Tras la caída del Imperio romano de Occidente, Italia quedó en manos del general Odoacro, y luego de los ostrogodos, cuyo reino perduró hasta la llamada guerra gótica desencadenada por los bizantinos, que se hicieron con el poder en Italia en su intento de Recuperatio Imperii, logrando mantener toda la península bajo su control hasta la llegada de los lombardos, que fueron luego derrotados por los francos y la parte septentrional de su reino anexada al Imperio carolingio; mientras el sur peninsular quedaba subdividido entre thémas bizantinos y ducados lombardos, y la isla de Sicilia invadida por los sarracenos, que posteriormente lograron establecer en ella un emirato. Roma, sede del papado y fuente de legitimidad imperial, fue en esos tiempos un foco que atrajo a figuras como el emperador Justiniano antes, y Carlomagno después.
En el curso de la Edad Media, la Italia septentrional se convertiría en un mosaico de ciudades-Estado (llamadas liberi comuni) a menudo en lucha entre sí para conseguir la hegemonía sobre el resto, con frecuentes intervenciones de las potencias circundantes y de la Santa Sede que, a través de la figura del papa en calidad de soberano, gobernaba buena parte del centro de Italia en el territorio conocido como Estados Pontificios, con capital en Roma; por el contrario, a partir del año 1130, la Italia meridional fue unificada por los reyes normandos de la Casa de Hauteville bajo un único reino, conocido como Reino de Sicilia, cuya parte continental se convertiría luego en el llamado Reino de Nápoles, bajo diferentes dinastías. La privilegiada situación geográfica de Italia hizo que esta fuera clave en el comercio continental y favoreció el florecimiento de ricas repúblicas marítimas conectadas con la historia europea y de todo el Mar Mediterráneo. La lucha entre el poder temporal imperial, que incluía a los Estados italianos, y el espiritual papal, que tenía su sede en Roma, tuvo en Italia especiales repercusiones políticas.
Esta herencia de relevancia política la convirtió en foco de las luchas por el poder en el continente europeo. Además, el legado cultural clásico y eclesiástico fue el caldo de cultivo de nuevas tendencias. En los siglos XV y XVI Italia se convirtió en el centro cultural de Europa, dando origen al Renacimiento y llevando un renovado interés por el humanismo, las artes y las ciencias; y fue uno de los campos en los que se decidió la supremacía europea del Imperio español con la victoria sobre Francisco I de Francia, a través de las llamadas Guerras de Italia. Tras el declive de la Monarquía Hispánica, los Habsburgo de Austria pasarían a controlar la región, así como buena parte de Europa Central. Transformada en un campo de batalla durante las guerras revolucionarias francesas y el primer Imperio de Napoleón Bonaparte, pasaría a luchar por su independencia. Entre 1848 y 1870 se llevó a cabo la Unificación de Italia, después de una serie de guerras que implicaron enfrentarse tanto al Imperio austríaco como a la soberanía papal sobre los Estados Pontificios, y, a partir de las cuales, Italia se instituye como un único reino políticamente unificado bajo la dinastía real de los Saboya.
Posteriormente, el Reino de Italia, junto con las demás potencias europeas, llevaría a cabo políticas imperialistas que conformarían el Imperio italiano y que la llevaron a participar en la Primera Guerra Mundial del lado de la Entente, a desarrollar el fascismo de Benito Mussolini, a la invasión de Albania y Abisinia, y a participar en la Segunda Guerra Mundial con las Potencias del Eje junto a la Alemania nazi y al Imperio del Japón. Después de la derrota en la Segunda Guerra Mundial, la monarquía sería derrocada mediante referéndum y se instauró la actual república, que tuvo una excelente recuperación, colocando a Italia entre las mayores economías desarrolladas y entre los países más industrializados del mundo.
En la actualidad Italia pertenece a importantes organizaciones internacionales, como el G-4, el G-7 y el G-20, así como a la Unión Europea, a la OTAN, al Quint y al OCDE.

## Definición de Italia

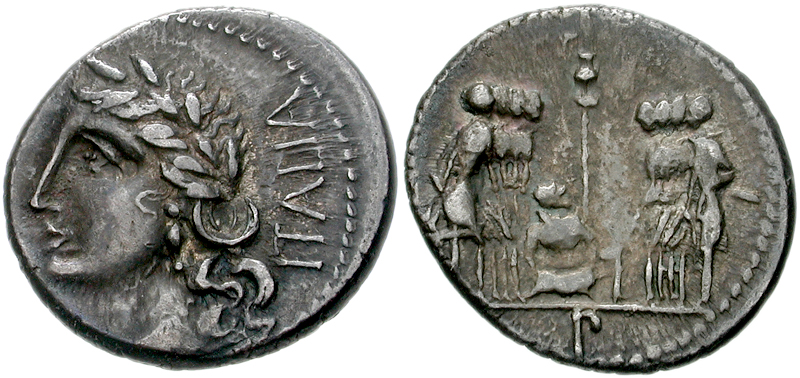
Moneda en plata del acuñada en Corfinium (Corfinio) durante la guerra Social, exhibiendo la inscripción ITALIA, al borde de la personificación de Italia, representada como una diosa con corona de laurel, símbolo de victoria.

El nombre de Italia ha sido usado desde antiguo, al menos desde el siglo VIII a. C., inicialmente para designar a las regiones del sur y del centro de la que se conoce como península itálica, haciendo referencia a los pueblos itálicos, hablantes de las lenguas llamadas igualmente. La etimología del nombre es incierta: Pallottino defiende que deriva del gentilicio de uno de los pueblos itálicos nativos de la región de Calabria, los (v)itàlii, el cual mutua su nombre de su animal sagrado: el ternero (viteliú en idioma osco, vitulus en latín y vitello en italiano); y que fue usado por los antiguos griegos como término general para designar a los habitantes de toda la península.
El término se asentó definitivamente cuando, la ciudad itálica de Roma, a partir del siglo V a. C., unificó gradualmente toda la península conquistando y federando al resto de pueblos itálicos peninsulares, empezando por los latinos, de los cuales la misma constituía una aldea, y terminando con los etruscos hacia el norte y los brucios hacia el sur, unificando así todo el territorio peninsular bajo un único régimen, el de la República romana, y dándole nombre de Italia, la cual, desde entonces, constituirá el territorio metropolitano de la misma Roma.
El nombre de Italia fue usado también en monedas acuñadas por la coalición de los aliados itálicos (socii) descontentos por no haber aún recibido la ciudadanía romana, a pesar de la fundamental contribución ofrecida para la conquista de las provincias (al tiempo la ciudadanía romana había sido otorgada a muchas ciudades dentro de Italia, pero todavía no a todas, y era aún totalmente inexistente en los territorios fuera de Italia, que eran las provincias), que se declaró independiente; es decir, la coalición de los socios itálicos insatisfechos, compuesta por habitantes de ciudades samnitas, picenas, apulias y sabinas, entre otras, se levantó contra Roma y los demás centros itálicos ya provistos de ciudadanía, en el siglo I a. C., y desplazó la capital de Italia, de Roma a Corfinium (hoy Corfinio), rebautizada Itálica, con la intención de erigir el Senado en ella y acuñando monedas, las cuales llevaban imprimida la escrita Italia, y marcando así el comienzo de la guerra Social (guerra de los aliados), o sea, la guerra entre Roma y las demás ciudades itálicas ya provistas de ciudadanía romana contra sus aliados itálicos desprovistos de ciudadanía, a la que se puso fin en el año 89 a. C. y con el conseguimiento de la Lex Plautia Papiria, que otorgaba la plena ciudadanía romana a todos los habitantes de la Italia peninsular; remarcando así aún más la diferenciación de estatus entre Italia (ya territorio metropolitano de Roma exento de los impuestos provinciales y, tras la susodicha guerra Social, habitada en su totalidad por ciudadanos romanos de pleno derecho) y las provincias (los restantes territorios fuera de Italia).
Hacia el final de la época republicana, en el año 42 a. C., al territorio de Italia fueron añadidas,  de iure,  también las tierras situadas al norte del río Rubicón, llevando así el territorio metropolitano de Roma y el nombre de Italia hasta los pies de los Alpes, y englobando dentro de Italia la que hasta entonces había sido una provincia (a diferencia de la Italia peninsular, que nunca fue una provincia) conocida con el nombre de  Gallia Cisalpina (correspondiente al  norte de Italia) la cual, siete años antes,  en el 49 a. C., por voluntad de Julio César y a través de la Lex Roscia,  había recibido el Plenum Ius, es decir, la plena ciudadanía romana para todos sus habitantes (los cuales, diferentemente de las demás provincias, gozavan ya complexivamente, desde casi un siglo, del Ius Latii, es decir, de la ciudadanía latina). A partir de entonces, Italia, quedó en su totalidad como unidad central del Imperio y siguió siendo administrada de manera totalmente distinta de los territorios provinciales, en cuanto evolución natural del mismo Ager Romanus y corazón político, económico y cultural del Imperio Romano.
Tras la caída del Imperio romano de Occidente, la palabra Italia, además de hacer referencia al Reino ostrogodo de Italia y al Exarcado bizantino de Italia, siguió, en el curso de los siglos, designando al conjunto de Estados, reinos y repúblicas que poblaban el antiguo territorio de la Italia romana y que compartían una cierta afinidad cultural, histórica y lingüística, además de geográfica, destacando especialmente un mismo conjunto de dialectos del latín, las lenguas italorromances (y el subgrupo de las lenguas galoitálicas), que darían origen al idioma italiano; mientras, siempre en la alta Edad Media, el antiguo gentilicio de itálico se convirtió en italiano, quedando el primero como referencia para todos los habitantes de la Italia romana y prerromana, hablantes antiguos idiomas itálicos (como el latín), y el segundo como referencia para todos los habitantes de Italia hablantes lenguas neolatinas contemporáneas (como el italiano), es decir, desde la época medieval en adelante. Siglos después, el nacionalismo romántico, así como pasó en muchas otras partes de Europa (como, por ejemplo, en Alemania o en Grecia), basó en esta unidad cultural, geográfica, histórica y lingüística su búsqueda de una unidad política y estatal, que desembocaría en el moderno Estado italiano.
Algunos territorios que bajo esos mismos baremos podrían ser llamados italianos, por diferentes cuestiones históricas, no entraron a formar parte del Estado italiano moderno, como es el caso de regiones limítrofes con Eslovenia (o de parte de la península de Istria en Croacia, ver Cuestión Adriática y foibe), con Suiza (la Suiza italiana: el Tesino y la parte italoparlante de los Grisones) y con Francia (Niza y sus alrededores, y la isla de Córcega), así como Mónaco, Malta y el micro-Estado de San Marino, el cual constituye un enclave dentro del Estado italiano.
Un caso aparte, único en el mundo y mucho más sui generis, es el resultante tras los pactos entre el entonces Reino de Italia y la Santa Sede (conocidos como Pactos de Letrán), donde, en 1929, se concedía a la Santa Sede soberanía política sobre una minúscula parte de la ciudad de Roma, la que constituye el llamado Estado Vaticano, para que el papa, en calidad de obispo de Roma y, al mismo tiempo, jefe espiritual de todos los católicos, pudiera ejercer su poder temporal sobre de un territorio físico sin depender políticamente de Estado alguno, y obteniendo así una entidad religiosa estatalizada dentro de la ciudad de Roma.

## Primeras culturas y Edad del Hierro

### Primeros pobladores

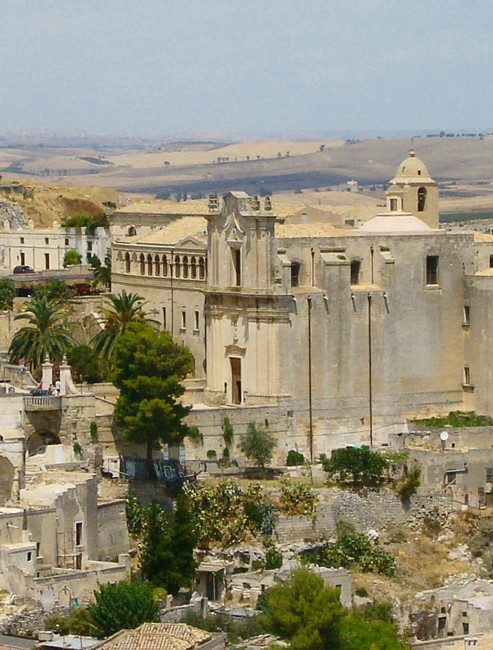
Matera: con sus casas troglodíticas y cuevas cavadas que datan del Paleolítico (milenio a. C.).

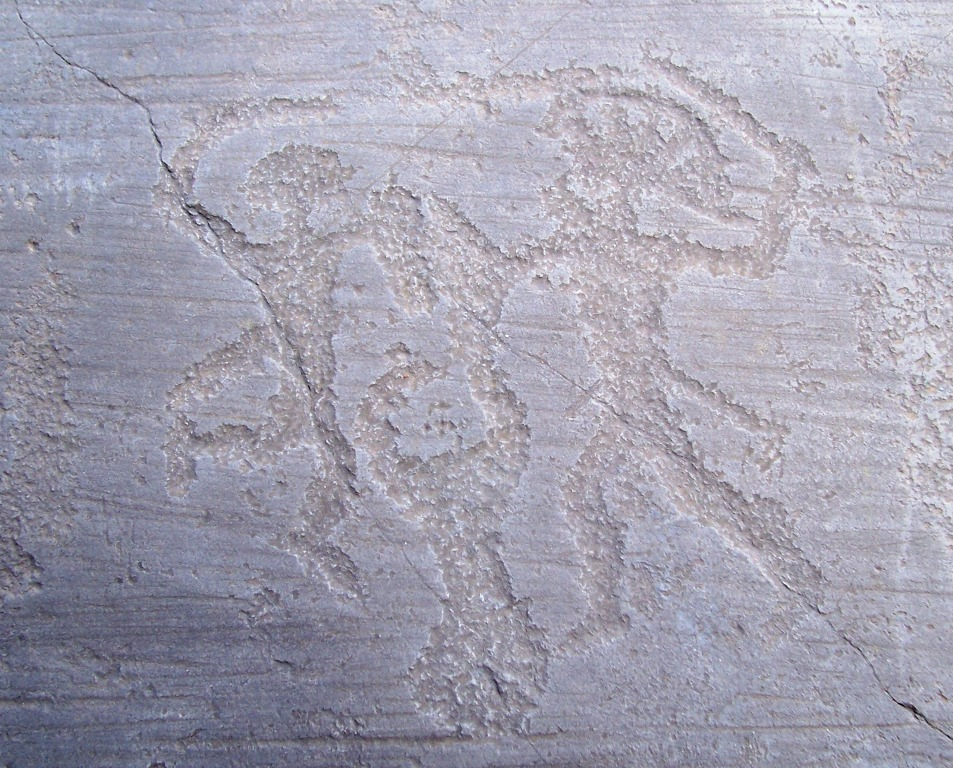
Petroglifos de la Edad del Hierro: arte rupestre de Val Camonica.

La población del territorio italiano sube durante la prehistoria, época de la cual muchos testimonios arqueológicos importantes han sido encontrados.
Italia ha sido habitada por lo menos a partir del Paleolítico. Varios yacimientos arqueológicos de esta época, y entre los más importantes al mundo, se sitúan en Italia.
El sitio de Monte Poggiolo, que data del Paleolítico, e Isernia-La Pineta, son unos de los sitios más antiguos donde el hombre utilizó el fuego (quizás los más viejos en absoluto). En las Cuevas de Addaura se encuentran unos complejos vastos y ricos de grabados, datables entre el Paleolítico superior y el Mesolitico, grabados únicos al mundo de hombres y animales. Cuando el hombre se sedentariza y pasa de cazador a pastor y agricultor, deja en Italia unos de los rastros más importante de toda la prehistoria, constituyente el más grande conjunto de petroglifos del mundo, sobre una duración de 8000 años, conocido como Arte rupestre de Val Camonica.
Las primeras culturas más o menos estudiadas en lo que hoy en día es Italia, incluyen a los ligures, un enigmático pueblo que habitaba el noroeste de Italia. Durante la Cultura de la Cerámica Impreso-Cardial crearon las primeras sociedades en Italia, con conocimientos muy adelantados de agricultura y navegación. Se sabe relativamente poco de estos pueblos, presuponiéndolos preindoeuropeos y, por ende, antecedentes a los indoeuropeos, los cuales fueron asimilados pronto por las subsiguientes culturas.

### Primeras civilizaciones

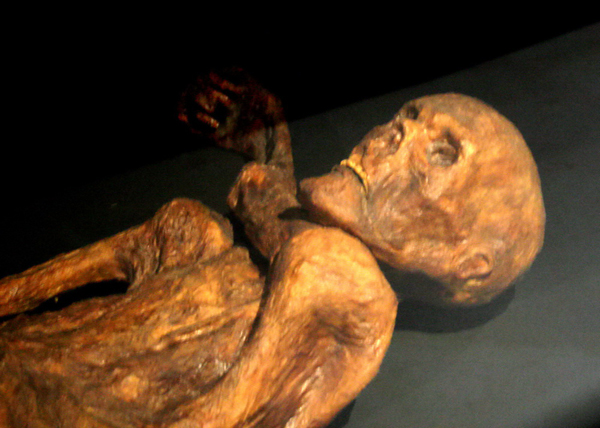
Ötzi: la momia más vieja del mundo. Encontrada al sur de los Alpes con un importante y rico equipo (3300 a. C.).

De forma similar, en el sur (Sicilia, principalmente), los primeros aventureros incluyen, tras leyendas ciclópeas, a élimos, sicanos y sículos como habitantes de esas tierras. Sin mucha información sobre ellos, se especula con la posibilidad de que estos fueran o no indoeuropeos. En Cerdeña se desarrolló un pueblo con grandes conocimientos de metalurgia y famoso por sus construcciones megalíticas, las nuragas, cuyo principal yacimiento se localiza en Su Nuraxi.
Las similitudes fonológicas hacen a algunos estudiosos relacionar algunas de estas culturas con los Pueblos del Mar: los shirdana con Cerdeña, los shekelesh con Sicilia y los teresh con los tirrenios, basándose solo en las similitudes etimológicas. Las evidencias arqueológicas solo sostienen un cierto auge de la cerámica de origen micénico por todo el Mediterráneo, en medio de un cambio cultural, diferente según el sitio. Es posible que algunos de los pueblos del mar operaran desde o se movieran por las costas itálicas.

### Llegada de pueblos indoeuropeos

Mapa lingüístico de Italia en la Edad de Hierro. El mapa es posterior a la llegada de los pueblos osco-umbrios pero previa a la llegada de los galos.

Con la Edad del Hierro llegaron a Italia los pueblos indoeuropeos, principalmente en cuatro grandes migraciones desde el norte.
Una primera oleada migratoria, probablemente indoeuropea, se dio hacia el III milenio a. C. Son características de este periodo las estelas o estatuarias de tipo menhir, que frecuentemente llevaban grabados signos solares, aparentemente signos distintivos indoeuropeos. Una segunda oleada entre el final del III milenio y los inicios del II milenio a. C. llevó a la difusión de poblaciones asociadas a la cultura del vaso campaniforme y del bronce en la llanura padana, en Etruria, y en las zonas costeras de Cerdeña y Sicilia. Hacia la mitad del II milenio a. C., una tercera oleada, conocida como cultura de las Terramaras, junta a pueblos itálicos del grupo latino-falisco, que difunden el uso del hierro y la incineración de los muertos.
Hacia el final del II milenio y la primera mitad del I milenio a. C., se da la cuarta y principal oleada asociada a la Cultura de los campos de urnas, es la de los pueblos osco-umbrios (pertenecientes al mismo grupo itálico de los latino-faliscos), así como de leponcios y de vénetos. Se trata de contemporáneos al florecimiento de la preindoeuropea cultura de Villanova, así llamada por uno de sus principales yacimientos arqueológicos. Se sabe, además, que practicaban la cremación e incineración de sus muertos, caracterizándose sus necrópolis por unas urnas típicas de forma cónica. Hablaban las lenguas itálicas, de origen indoeuropeo. Se asentaron principalmente al norte, junto al Po, en Emilia, y en el centro de la península (Umbría, Lacio y Abruzos). Más al sur, aunque la práctica general era la inhumación, se han encontrado también enterramientos de esta cultura desde Capua, en Campania, hasta Calabria.
De estas culturas provienen la mayoría de los pueblos que habitarían el centro, el norte y el sur de Italia de forma hegemónica desde entonces. Los latinos, cuya principal ciudad era Alba Longa, darían con el tiempo lugar a Roma. Los sabinos, que dieron nombre a la región Sabinia, habitaban cerca, en ciudades cercanas como Reate (Rieti), Interocrea (Antrodoco), Falacrinum (Cittareale), Foruli (Civitatomassa), Amiternum y Nursia (Norcia). Los oscos, que incluyen a los samnitas, se asentaron en Campania y en el resto del sur de Italia, así como a los lucanos, entre otros. Los umbros dan nombre a Umbría y habitaron en el centro de Italia, en ciudades como Perugia, Interamna Nahars (Terni), Fano, Osimo, Fermo y San Severino Marche, entre otras.

### Los etruscos

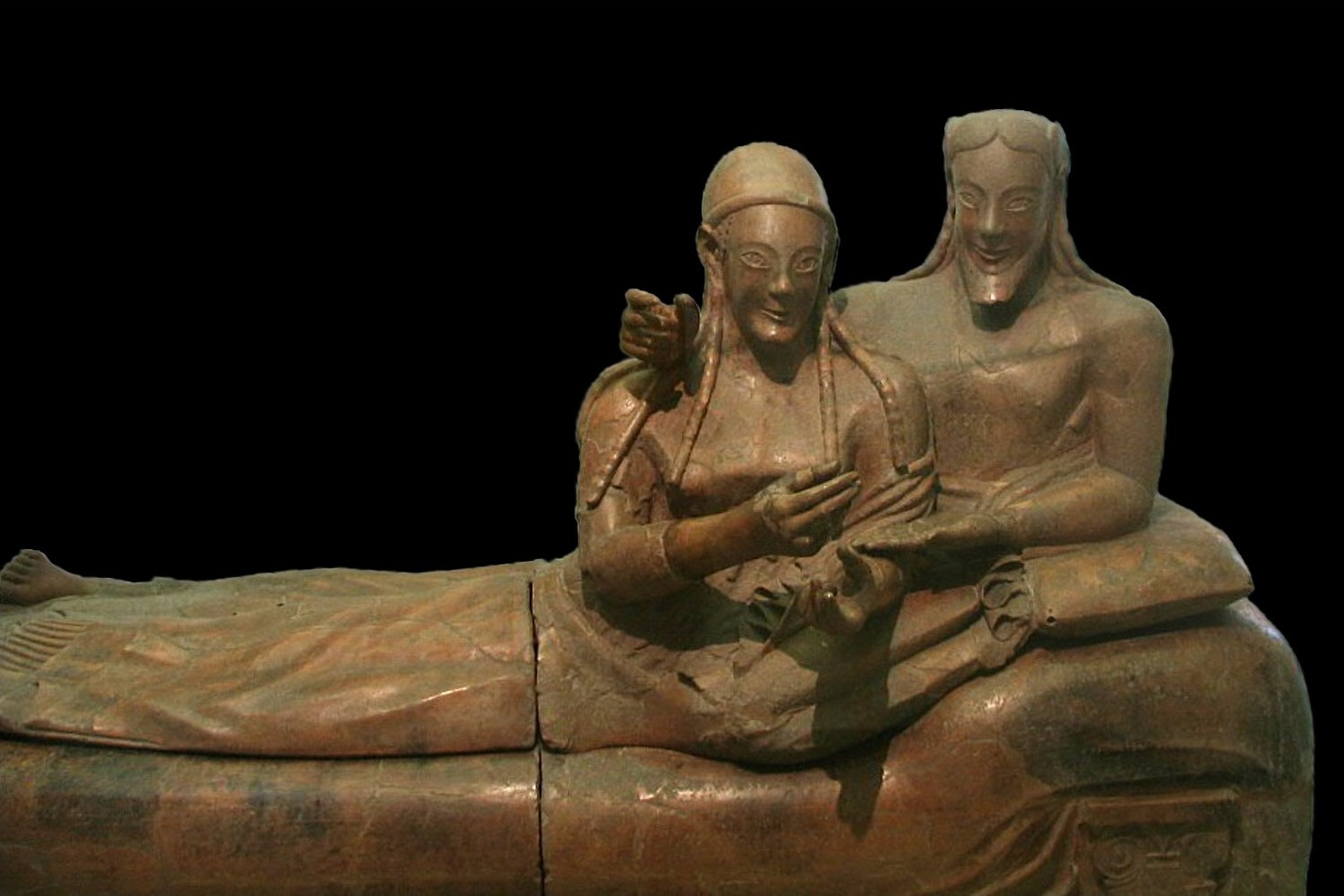
Sarcófago de los esposos (Sarcofago degli Sposi), ejemplo de arte funerario etrusco del 600 a. C.

Los etruscos fueron un pueblo de lengua preindoeuropea cuyo núcleo histórico fue la Toscana, a la cual dieron su nombre (eran llamados Τυρσηνοί (tyrsenoi) o Τυρρηνοί (tyrrhenoi) por los griegos y tuscii y luego etruscii por los romanos; ellos se denominaban a sí mismos rasena o rašna).
Por mucho tiempo los orígenes de los etruscos se creían desconocidos, debido a ello surgieron tres teorías que trataban de explicar dicha problemática:
1. La teoría orientalista, propuesta por Heródoto, que cree que los etruscos llegaron desde Lidia hacia el siglo XIII a. C. Para demostrarlo se basa en las supuestas características orientales de su religión y costumbres, así como en que se trataba de una civilización muy original y evolucionada, comparada con sus vecinos.
2. La teoría autóctona, propuesta por Dionisio de Halicarnaso, que consideraba a los etruscos como oriundos de la península itálica. Para argumentarlo, esta teoría explica que no hay indicios de que se haya desarrollado la civilización etrusca en otros lugares y que el estrato lingüístico es mediterráneo y no oriental.
3. Teoría de un origen «nórdico», defendida por muchos a finales del siglo XIX y primera mitad del XX; se basaba solo en la similitud de su autodenominación (rasena) con la denominación que los romanos dieron a ciertos pueblos celtas que habitaban al norte de los Alpes, en lo que actualmente es el Este de Suiza y Oeste de Austria: los ræthii o réticos, tal origen supuesto solo en parofonías está ya descartado.

Sin embargo, las modernas investigaciones sobre el origen de los etruscos, llevadas a cabo por un grupo de genetistas y coordinadas por Guido Barbujani, miembro del departamento de Biología y Evolución de la Universidad de Ferrara (Italia), llegaron a la conclusión que, genéticamente, el origen de los etruscos corresponde a la segunda teoría, es decir, la de Dionisio de Halicarnaso, confirmando así el origen autóctono de la península itálica de este pueblo.

Etruria, territorio de los etruscos en Italia.

Desde la Toscana se extendieron por el sur, hacia el Lacio y la parte septentrional de Campania, en donde chocaron con las polis griegas de la Magna Grecia (sur de Italia); hacia el norte de la península itálica ocuparon la zona alrededor del valle del río Po, hasta el sur de la actual región de Lombardía. Llegaron a ser una gran potencia naval en el Mediterráneo Occidental, lo cual les permitió establecer factorías en Cerdeña y Córcega. Sin embargo, hacia el siglo V a. C. comenzó a deteriorarse fuertemente su poderío, en gran medida al tener que afrontar, casi al mismo tiempo, las invasiones de los celtas, desde el norte, y la competencia de los cartagineses para los comercios marítimos, desde el sur.
Su derrota definitiva, por los romanos, se vio facilitada por tales enfrentamientos y por el hecho de que, los rasena (o etruscos), nunca formaron un Estado sólidamente unificado, sino una especie de débil confederación de ciudades de mediano tamaño. Algunas de sus principales ciudades fueron: Veyes, Chiusi, Tarquinia, Caere, Valathri, Felsina (Bolonia), Aritim (Arezzo), Volsinios (Orvieto) y Vetulonia, entre otras.
A partir del siglo IV a. C., Etruria (nombre del territorio de los etruscos), fue gradualmente conquistada y absorbida por la República romana y, los etruscos, al igual de los demás itálicos, federados por los romanos, volviéndose así parte integrante de la Italia romana.
En cierto modo predecesores de Roma y herederos del mundo helénico, su cultura (fueron destacadísimos orfebres, así como innovadores constructores navales) y técnicas militares superiores, hicieron de este pueblo el dueño del norte y centro de la península itálica, desde el siglo VIII a. C. hasta la llegada de Roma. El arte etrusco, influenciado por el griego, marcaría el posterior arte romano. Son exponentes del mismo: el Apolo de Veyes, el Marte de Todi, la Quimera de Arezzo o el Frontón de Talamone, entre otros. A tal punto llegó su influencia que los primeros reyes de Roma fueron etruscos.

### Celtas e ilirios

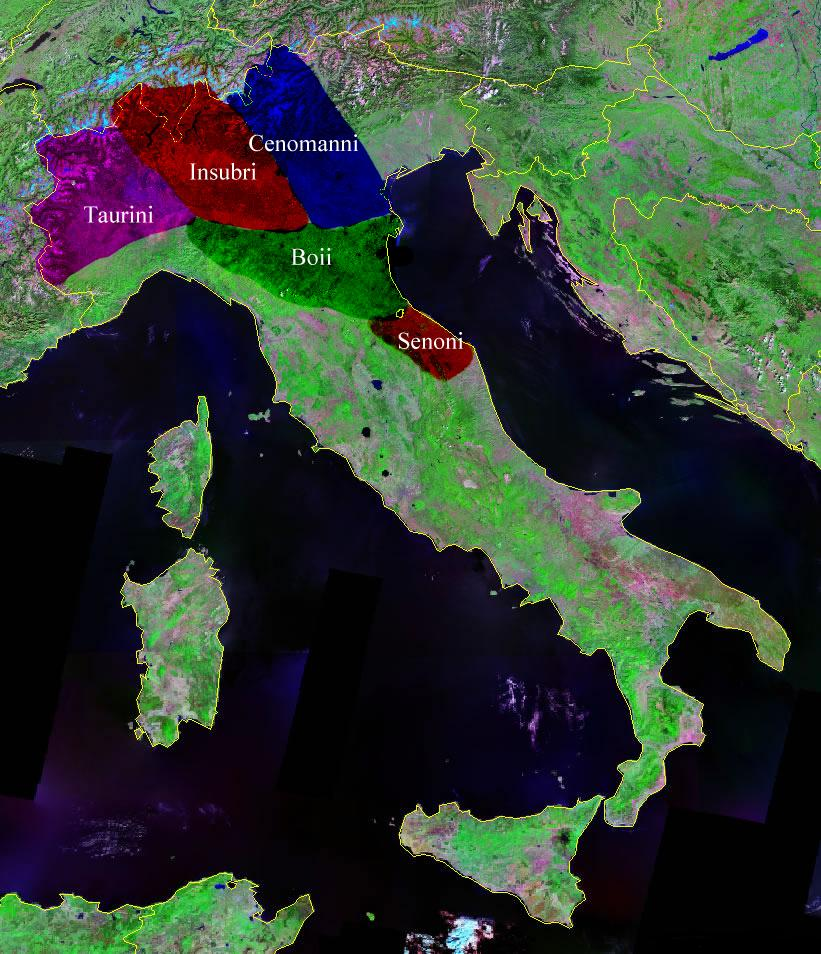
Los pueblos celtas del norte de Italia.

A partir del siglo XII a. C. se desarrollaron, en Centroeuropa, las culturas de Hallstatt y su sucesora de La Tène, de la que derivan los pueblos celtas que se expandieron por buena parte de Europa. Su expansión hacia el sur los llevó a asentarse en el noroeste de Italia, en la zona entre los Alpes y el llano al norte del río Po, con una constante presión hacia el sur de la península, enfrentados a los pueblos itálicos.
Los taurinos se asentaron en la zona de lo que hoy es Turín, que fue su capital. Una de las ramas de la gran tribu de los boyos llegó hasta a la actual Bolonia, cuyo topónimo es de raíz celta, acompañados por lingones y senones (que dan nombre a Senigallia). La Llanura Padana y la parte norte de la actual región de Marcas serían llamados por ello Ager Gallicus. Otras tribus incluyen a los insubrios, que se asentaron en la parte oeste de Lombardía y a los cenómanos, asentados en la parte oriental de la misma región. En muchos casos se produjo una asimilación o amalgamación entre los celtas y los pueblos ligures preexistentes, dando vida así a una cultura celto-ligur.
De forma similar, los ilirios, empujados por los anteriores, se vieron desplazados hacia el sur, poblando algunas zonas de Véneto (cuyo nombre viene del pueblo itálico de los vénetos), Istria (por los istrios) y las costas meridionales del mar Adriático. Algunos defienden que los mesapios, que ocupaban Apulia, son de origen ilirio, aunque otros les dan un origen helénico o itálico ilirizado.

Magna Graecia a principios del

### Magna Grecia
Desde el siglo VIII a. C. la zona sur de la península itálica recibió una fuerte influencia griega. El descontento con la clase dirigente, el aumento demográfico, la falta de tierras y el deseo de crear nuevas factorías comerciales, llevó a los antiguos griegos a crear numerosas colonias en el extranjero. Su cercanía, así como su relativa poca resistencia a este fenómeno, hizo del sur de Italia una de las principales zonas de asentamiento griegas.
Varias de las principales polis (ciudades) griegas se ubicaron entre el arco que forma el Golfo de Tarento (donde destacaban ciudades griegas como Taras, Síbari, Metaponto, Kalípolis, etc) y el Golfo de Nápoles (donde se encontraban colonias griegas como Parténope, Pitecusas, Cumas, Poseidonia, etc), en la parte oriental de Sicilia y, en menor medida, en determinadas zonas de la costa adriática. El conjunto de estas poderosas polis griegas del sur de Italia era conocido como Magna Grecia (Gran Grecia) y a sus habitantes peninsulares se les conocía como italiotas (esto es, griegos del sur de Italia o itálicos de lengua y cultura griega y, de la misma manera, a los habitantes de las polis griegas de Sicilia se les conocía como siciliotas).
Los eubeos y rodios fundaron Cumas, Regio de Calabria, Nápoles, Giardini-Naxos y Mesina; los corintios Siracusa (que a su vez sería un foco de ulteriores colonias en Italia, como Ancona); los megarenses, Lentini; los partenios-espartanos, Tarento; los focenses, Elea y los aqueos Síbari, Metaponto, Turios, Caulonia y Crotona, entre otras. Mientras, Heraclea de Lucania y Locri Epicefiris, fueron ligeramente posteriores.

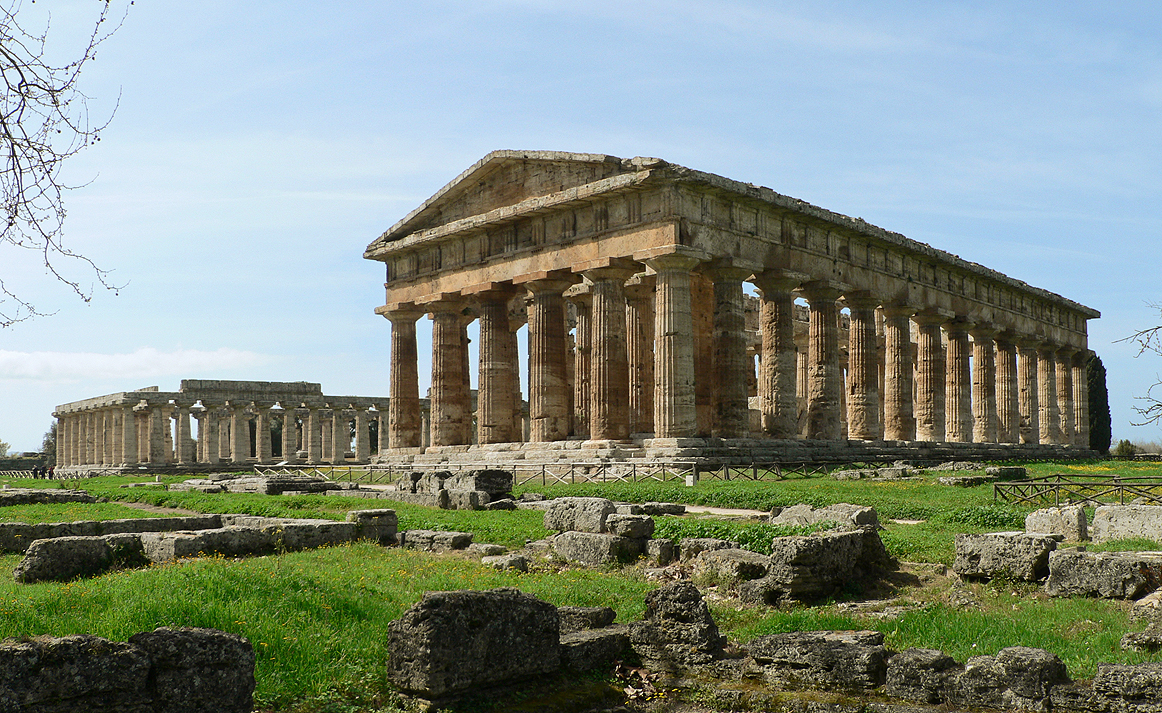
Templo de Poseidón en Paestum (Campania).

Esta colonización supuso el primer contacto de los pueblos itálicos con la cultura clásica griega. Las colonias no fueron meros enclaves comerciales, sino que también fueron hitos de la naciente civilización helénica: Pitágoras residió en Crotona, Arquímedes y Teócrito eran nativos de Siracusa, Parménides era natural de Elea... No en vano, los griegos conocían a la región como Magna Grecia. Supusieron además las primeras democracias de Italia. El contraste con las poblaciones locales favoreció en muchos casos una aculturación de los itálicos cercanos a las colonias.
La colonización griega llegó a sus límites en los territorios insulares que rodean la península. En el caso de Sicilia, los griegos se asentaron en la zona norte, cerca del Estrecho de Mesina, y en la costa oriental, donde ciudades como Siracusa tuvieron un papel importante en el mundo griego. Chocó ahí, sin embargo, con el imperialismo cartaginés. Las Guerras Sicilianas entre griegos y púnicos no tuvieron un vencedor, aunque la isla terminó dividida en dos esferas de influencia:
- La zona oriental, con Siracusa, Agrigento, Mesina... quedó bajo control griego.
- La zona occidental, donde destacaba la colonia cartaginesa de Panormos (Palermo)... quedó bajo control púnico.

Algo parecido ocurrió con los intentos griegos de establecer colonias frente al mar Tirreno. Aunque los comienzos en Córcega y Cerdeña fueron prometedores, con la fundación de Alalia y el establecimiento de una base en Olbia (Cerdeña), la derrota frente a etruscos y púnicos en la batalla de Alalia dejó Córcega y Cerdeña en manos cartaginesas. Los nuevos amos del Mediterráneo occidental se concentraron en el sur de Cerdeña, naciendo las colonias púnicas de Cagliari, Nora, Sulcis y Tharros.
Las nuevas colonias griegas importaron el gobierno de polis (ciudades-Estado), muchas veces compitiendo o aún enfrentándose entre sí. Así la rica Síbari fue derrotada por Tarento, que se convirtió en una de las potencias de la península. No era infrecuente que se pidiera ayuda a las demás potencias griegas para combatir a colonias enemigas o a los pueblos itálicos, destacando campañas como las de Arquidamo II o la de Alejandro de Epiro. Pero la mayor colonia griega sería Siracusa, que gobernada bajo una serie de tiranos como Dionisio I, se convirtió en el gran poder de Sicilia, rechazando una expedición ateniense en el 415 a. C., a pesar de estar Atenas en el cénit de su poder y encabezando la lucha con los púnicos.
A partir del siglo IV a. C., de la misma manera que los etruscos, los italiotas de la Magna Grecia, al igual que todos los pueblos itálicos del sur de Italia, fueron gradualmente conquistados, absorbidos y federados por la República romana, volviéndose así parte integrante de la Italia romana.
Posteriormente, este movimiento de población desde Grecia a Italia se repetiría en otros momentos de la historia, dada la cercanía entre ambos países. En la Edad Media, durante los siglos de dominio bizantino y las posteriores emigraciones griegas debidas a la conquista otomana de los Balcanes, llegaron nuevas olas de griegos que encontraron en el Sur de Italia un pueblo hermano de raíces comunes y, a veces, grecoparlante (ver: grikos del sur de Italia). Nápoles, especialmente, sería durante siglos uno de los mayores puertos del Mediterráneo y un foco de cultura griega.

## Roma

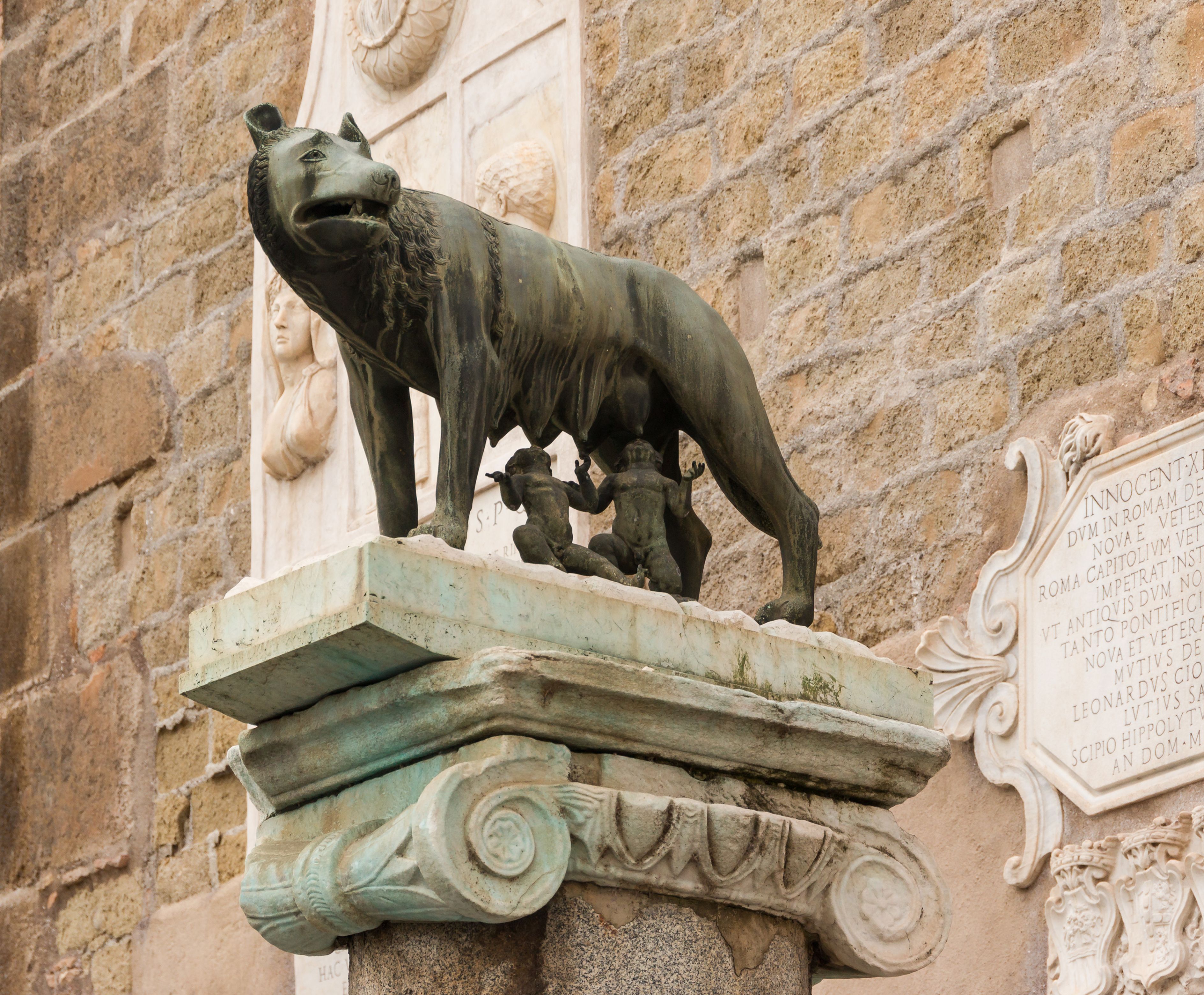
Rómulo y Remo, los legendarios fundadores de Roma, amamantados por la loba Luperca.

### Orígenes

Expansión romana en Italia.

En el 753 a. C. se fundó, a orillas del río Tíber, en la parte central de la región de Lacio, en el centro de Italia, una ciudad clave para la historia de la humanidad: Roma.
En base exclusivamente a su origen legendario: la mitología romana vincula el origen de Roma, y de su institución monárquica, al héroe troyano Eneas, quien, huyendo de la destrucción de su ciudad, navegó hacia el Mediterráneo occidental hasta llegar a Italia, tras un largo periplo. Allí, tras casarse con la hija del rey de los latinos, pueblo del centro de Italia, fundó la ciudad de Lavinium.
Posteriormente, su hijo Iulo, fundaría Alba Longa, ciudad de cuya familia real descenderían los gemelos Rómulo y Remo, hijos de Rea Silvia y del dios Marte, los cuales, después de haber sido abandonados en el río Tíber por su madre, salvados y amamantados por una loba llamada Luperca, y criados por los pastores Fáustulo y Acca Larentia, se asentaron entre las colinas del Palatino y del Aventino, donde tuvieron una violenta discusión y, tras el asesinado de Remo por manos de su hermano Romulo, este último, en el día 21 de abril del año 753 a. C, fundó Roma.
Según la historiografía y la arqueología contemporánea, el origen real de Roma, se debe a unos
asentamientos de tribus itálicas de latinos, sabinos (de ahí el legendario episodio del rapto de las sabinas) y etruscos, que, entre los siglos X y VIII a. C., se establecieron en el punto del Latium Vetus que se convertiría en Roma, entre las siete colinas y la confluencia entre el río Tíber y la Vía Salaria, a 28 km del mar Tirreno. En este lugar el Tíber tiene una isla donde el río puede ser atravesado. Debido a la proximidad del río y del vado, Roma estaba en una encrucijada de tráfico y comercio. Alrededor del siglo VIII a. C. los asentamientos se unificaron en la que se conoce como Roma Quadrata.

### La Monarquía romana
La monarquía romana (en latín, Regnum Romanum) fue la primera forma política de gobierno de la entonces ciudad-Estado de Roma, desde el momento legendario de su fundación, el 21 de abril del 753 a. C., hasta el final de la monarquía, en el 510 a. C., cuando el último rey, Tarquinio el Soberbio, fue expulsado, instaurándose la República romana.
Los orígenes de la monarquía son imprecisos, si bien parece claro que fue la primera forma de gobierno de la ciudad, un dato que parecen confirmar la arqueología y la lingüística. Mitológicamente, se enraíza en la leyenda de Rómulo y Remo. De cualquier manera, tras Rómulo y el sabino Numa Pompilio, llegó al poder Tulio Hostilio, que expandió el puerto de escala de Roma en la ruta costera de la sal, a costa de sus vecinos, transformando Roma en la más influyente ciudad de Lacio.
Tras el reinado de Anco Marcio, ascendió al poder una dinastía de origen etrusco, los Tarquinios, bajo la que Roma amplió aún más su poder en la región. Sin embargo, los excesos de Tarquinio el Soberbio fueron origen de disputas internas, a las que se sumaron la coalición de etruscos y latinos amenazados por la ciudad, desembocando en la expulsión del rey gracias a la intervención de Lucio Junio Bruto y Lucio Tarquinio Colatino. Roma perdió la mayor parte de su poder frente a los etruscos liderados por el rey de Chiusi, Lars Porsenna, a lo que se sumó la humillación de un saqueo por celtas liderados por Breno, que asolaron varias ciudades italianas.

### La República romana

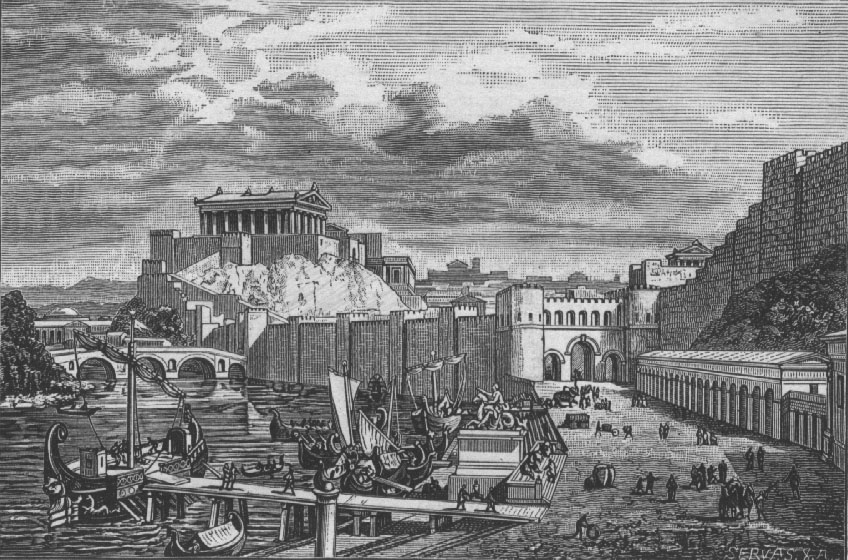
Ciudad de Roma durante los tiempos de la república. Grabado de Friedrich Polack (1896).

La República (509 a. C.-27 a. C.) fue la siguiente etapa de la antigua Roma en la cual la ciudad de Roma y sus territorios mantenían un sistema republicano de gobierno. En circunstancias históricas poco claras, la monarquía romana fue abolida, en el 509 a. C., y sustituida por la República.
Una característica del cambio fue que la administración de la ciudad y sus distritos rurales quedó regulada en el derecho de apelar al pueblo contra cualquier decisión de un magistrado concerniente a la vida o al estatuto jurídico.La administración ejecutiva quedó dotada de Imperium o poder omnímodo el cual tenía un origen religioso que arrancaba del propio dios Júpiter. Los magistrados dotados de imperium eran los cónsules, pretores y, eventualmente, los dictadores. Sin embargo, el imperium sólo se ejercía extra pomoerium, es decir, fuera de las murallas de Roma. En consecuencia, tenía un carácter esencialmente militar. En la ciudad, y en sus funciones civiles, los magistrados estaban sometidos a limitaciones legales y controles mutuos.
Con el paso de los años la ciudad fue conquistando a sus vecinos latinos, sabinos y etruscos, a los que agruparía en la Liga Latina, y recuperando su antiguo poder en el Lacio. La expansión continuó hacia el sur y, aceptando una petición de protección de los samnitas de Capua frente a sus vecinos montañosos, se involucró en las guerras samnitas, con las que terminaría obteniendo Campania. La ciudad griega de Nápoles logró un acuerdo similar. Para asegurar el territorio conquistado se fundaron colonias romanas en varios puntos de Italia, como Ostia, Urbinum Mataurense (Urbino), Aruminium (Rímini), Cremona, Placentia (Piacenza) o Mediolanum (Milán). Uno a uno los diversos pueblos itálicos fueron conquistadas y federados, Roma impuso un protectorado sobre las colonias griegas del sur, encabezadas por Tarento, que pese a la campaña del rey Pirro de Epiro, terminaron de igual manera que los demás itálicos bajo el yugo romano.
Con esto Roma completó la conquista de la intera Italia peninsular que, de este momento en adelante, quedará como extensión ampliada del antiguo Ager Romanos, es decir, como territorio metropolitano de la misma Roma, políticamente diferenciado de cualquier otro territorio fuera de ella, los cuales serán las provincias.
La petición de socorro de los mamertinos, un grupo de mercenarios que se habían adueñado de Mesina, hizo que el avance romano continuara hacia Sicilia, donde chocó con los cartagineses. Tras ganar la primera guerra púnica, a tres bandas, entre Roma, Cartago, y Siracusa, Roma se anexionó la mayor parte de la de isla. Pronto la siguieron Cerdeña y Córcega, ante la debilidad de Cartago durante la Guerra de los Mercenarios, y la propia Siracusa, tras la caída de su tirano Hierón II de Siracusa, y su famoso sitio. Convertida en una de las principales potencias del Mediterráneo, junto a Cartago y los reinos helénicos, Roma practicó una política exterior cada vez más importante. Datan de esa época las Guerras Ilirias, en el Adriático, y los primeros serios choques con Macedonia y las tribus de la Galia.

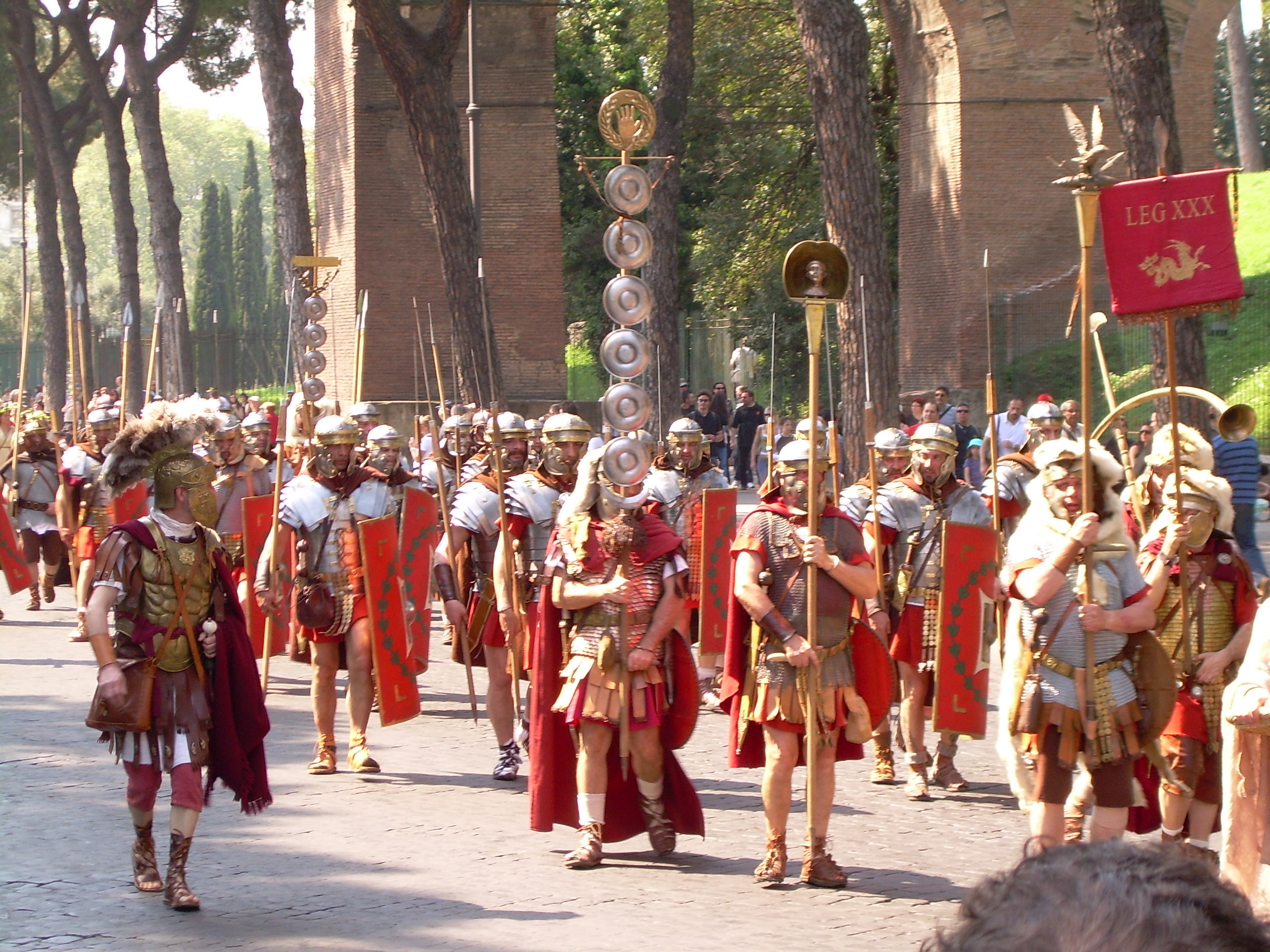
Legión romana en orden de marcha.

El rearme cartaginés, liderado por Amílcar Barca, llevó a la ocupación púnica de buena parte de la península ibérica y a un nuevo periodo de rivalidad con Roma. Con la excusa del asedio a los aliados romanos de Sagunto, el hijo y sucesor de Amílcar, Aníbal, invadiría Italia a través de los Alpes. Durante esta segunda guerra púnica, Aníbal infligió históricas derrotas a los Romanos, culminando en Cannas, pero finalmente se impuso la victoriosa campaña de Publio Cornelio Escipión, en Iberia, que terminó trasladando la guerra al norte de África y llevó a la victoria definitiva de los romanos en Zama.
Roma fue, a partir de entonces, la mayor potencia mediterránea. Se anexionó las provincias cartaginesas en la península ibérica, que amplió mediante varias guerras en los dos siglos siguientes, durante su conquista de Hispania, a pesar de contratiempos como el Sitio de Numancia o la resistencia de Viriato. Roma comenzó a intervenir en Grecia y Macedonia, durante las guerras macedónicas, conquistándolas tras una victoria en Pidna. Tras una tercera guerra púnica, largo tiempo buscada por el sector más conservador del Senado y su portavoz, Marco Porcio Catón, con la que destruyó definitivamente a sus antiguos enemigos cartagineses, así Roma puso el pie en África, en lo que hoy es Túnez.
Las herencias del rey Átalo III en Asia y de Nicomedes en Bitinia, le dieron nuevos territorios en Anatolia, que llevaron a otra guerra con Mitrídates VI del Ponto y Tigranes I de Armenia, con las que su dominio se amplió a Siria y Turquía, mientras conquistaba a sus antiguos aliados númidas, liderados por Yugurta, que se habían vuelto contra Roma. Lo mismo ocurriría con el reino de Cirene, junto a Egipto, legado a Roma por su último rey, Ptolomeo Apión. La necesidad de mantener las rutas que conectaban estos territorios llevó a campañas contra piratas y a ocupar Cilicia, a aliarse y realizar pactos de protección con ciudades como Marsella o Rodas y a la conquista de la Galia Narbonense. Publio Clodio Pulcro dirigiría con el tiempo la ocupación de Chipre, una alejada provincia egipcia sometida a los vaivenes de la política mediterránea. La construcción de calzadas romanas facilitó las comunicaciones, tanto en Italia como en las provincias.
Este incombustible expansionismo de la República tuvo importantes consecuencias sociales, sobre todo debidas al hecho de que el ejército romano no estaba concebido para las largas campañas de ultramar. La ausencia de sus hogares tenía duras consecuencias para los confederados itálicos que componían la base del ejército romano, tanto entre los itálicos provistos de ciudadanía (que integraban las legiones) como, y sobre todo, entre los itálicos socii (los aliados, todavía desprovistos de ciudadanía y que conformaban las alae sociorum, la base mayoritaria del ejército romano).
Esto llevó a la rebelión itálica de los socii (aliados), descontentos por no haber aún recibido la ciudadanía a pesar de la fundamental contribución ofrecida para la conquista de las provincias, así como por las rencillas con los demás itálicos ya ciudadanos, desencadenando  la guerra Social (o guerra de los aliados), es decir, la guerra entre Roma y las demás ciudades itálicas ya provistas de ciudadanía contra sus aliados itálicos desprovistos de ciudadanía, la cual llevó al otorgamiento de la plena ciudadanía romana para todos los itálicos, a través de la Lex Plautia Papiria; acontecimiento que remarcó aún más la diferenciación de estatus entre Italia (ya territorio metropolitano de Roma exento de los impuestos provinciales y, tras la susodicha guerra Social, habitada en su totalidad por ciudadanos romanos de pleno derecho) y las provincias (los restantes territorios fuera de Italia).
En el mismo periodo, el ejército de Metelo había sido asignado al cónsul sénior, Lucio Casio Longino, para expulsar a los cimbrios, que volvían a amenazar a Italia desde los Alpes. Cayo Mario introdujo una serie de importantes reformas.
Mario aplastó a los germanos en la batalla de Vercelae y se convirtió en el primer hombre de la Roma de su tiempo, cinco veces consecutivas cónsul, pero a costa de un mayor grado de enfrentamiento político. Mario, de extracción humilde, representaba el éxito de las clases populares frente a la tradicional aristocracia romana, que se le opuso agravando un enfrentamiento entre clases sociales que databa de los mismos orígenes de la ciudad.

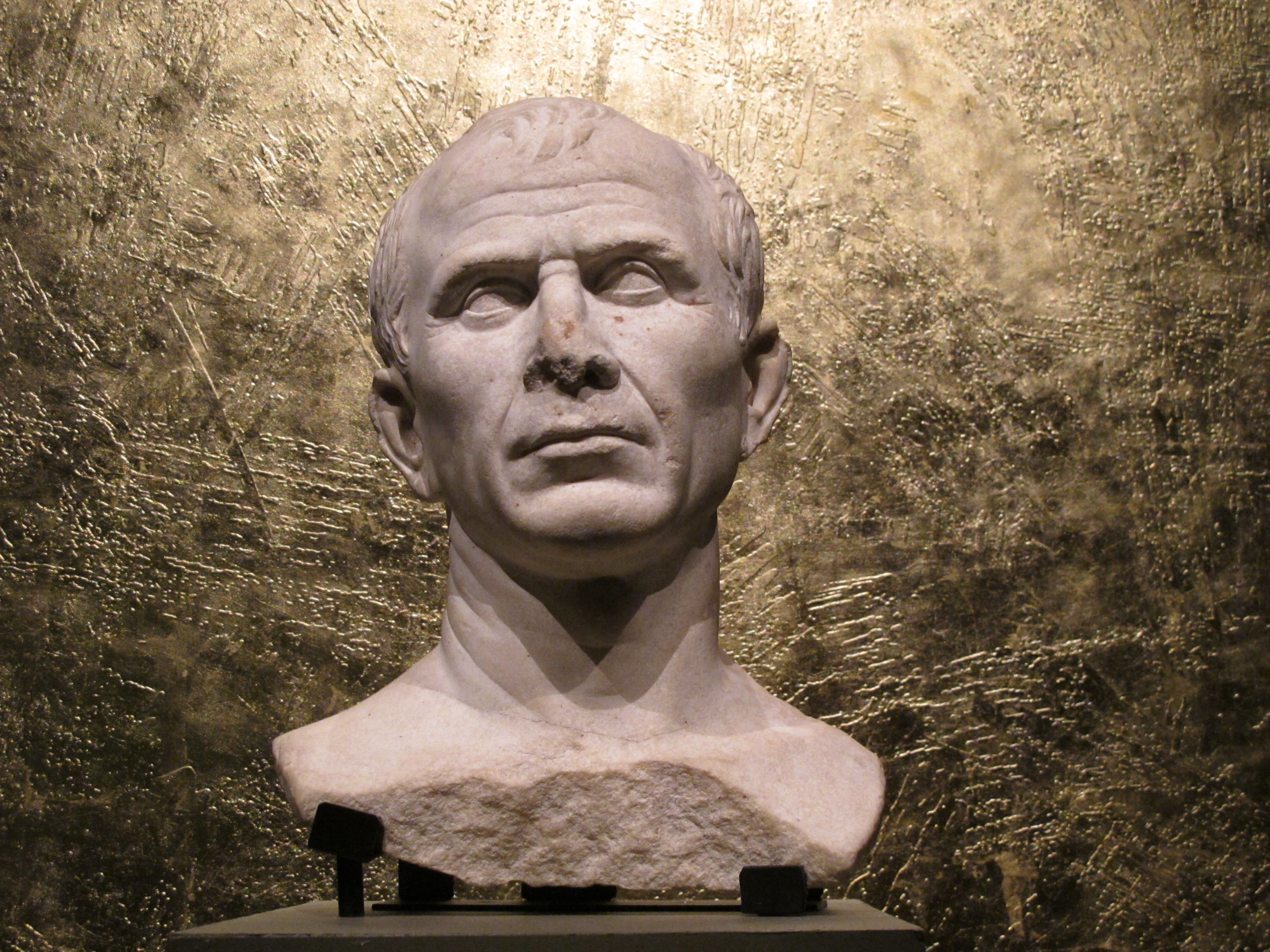
Busto de Julio César.

Las reivindicaciones de las clases más pobres, que desde los intentos de reforma agraria de los hermanos Tiberio y Cayo Sempronio Graco aspiraban al reparto de tierras públicas fruto de las conquistas que beneficiaban a los latifundistas, y el nuevo ejército, que dependía del poder de su general para obtener tierras al licenciarse, dio pie a una serie de conflictos y pulsiones internas. Lucio Cornelio Sila, antiguo lugarteniente de Mario que se enfrentó a este en sus últimos años liderando a la aristocracia patricia, reinstauró la paz tras una dictadura personal, pero con el tiempo se fueron anulando sus medidas. Se trata de una de las épocas más famosas de la ciudad, con la oratoria de Marco Tulio Cicerón en el Senado, el intento de golpe de Estado de Lucio Sergio Catilina o la revuelta de esclavos de Espartaco.
Destaca entonces el poder acumulado por el triunvirato de Pompeyo, Julio César y Craso, que se repartieron los cargos públicos en Italia y el gobierno de sus provincias. Craso fue derrotado por los partos en Oriente durante la batalla de Carrhae, pero César ganó la fama inmortal al conquistar a los belicosos galos y poner el pie en Britania y Germania.
La enemistad entre el político y general que había conquistado las Galias y reunido un poder sin precedentes, y la mayor parte de la aristocracia, desembocaron en una cruenta sucesión de guerras civiles cuando se le trató de desposeer del mando de sus tropas, previa alianza con su otrora aliado Pompeyo. César cruzó entonces el río Rubicón, imponiéndose en Italia, y persiguiendo a los que se le opusieron por los dominios de Roma. Venció en la clave batalla de Farsalia y logró finalmente el poder absoluto, pero fue asesinado por un complot liderado por Marco Junio Bruto que reinició la lucha partidista.
En la nueva la guerra civil los cesaristas persiguieron a lo que quedaba de sus oponentes mientras se disputaban entre ellos la sucesión. Después de una lucha con los antiguos lugartenientes de César, Marco Antonio y Marco Emilio Lépido, el hijo adoptivo y sucesor de Julio César, Cayo Julio César Octaviano, se hizo con el poder de la facción cesarista y de Roma, terminando con las guerras civiles.

### El Imperio romano

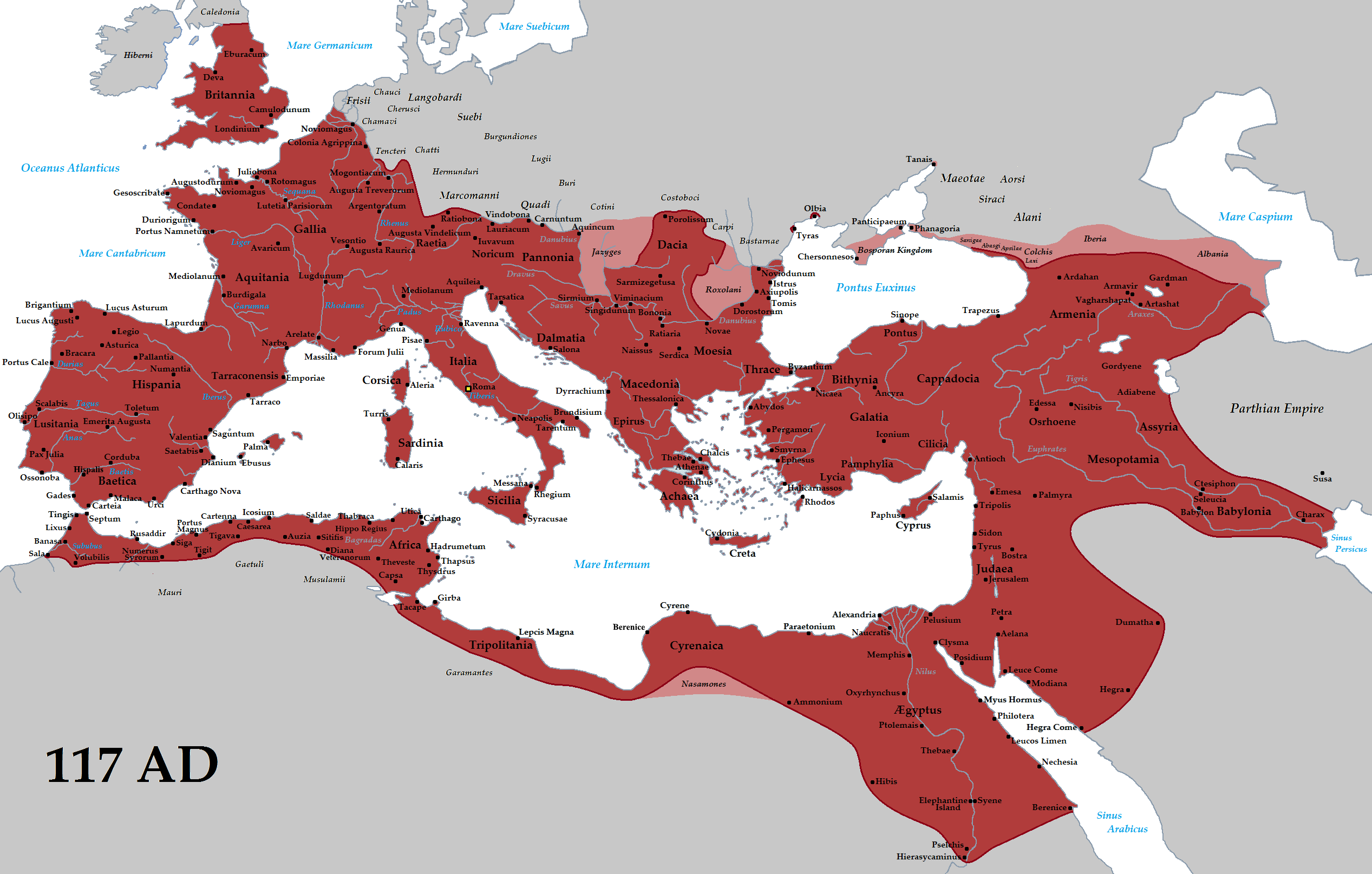
El Imperio romano en su apogeo, en el año 117.

El nacimiento del imperio viene precedido por la expansión de su capital, Roma, que extendió su control en torno al mar Mediterráneo, y la larga sucesión de conflictos internos que marcaron el final de la República.
Tras la victoria final de Augusto, se estableció por fin una paz perdurable, caracterizada por la concentración del poder en manos del susodicho, primero como Princeps y luego como Domine. Paralelamente, se continuó con la pacificación interna y la expansión exterior, buscando la conocida como Pax Romana, un largo periodo de estabilidad y paz que vivió Europa, el norte de África y Oriente Medio bajo el yugo romano. Augusto buscó consolidar y racionalizar las fronteras y crear una administración que permitiera gestionar los ya extensos territorios bajo el poder romano. Para ello contó con el apoyo de leales colaboradores como el acaudalado Cayo Mecenas o el general Marco Vipsanio Agripa.

El territorio metropolitano de Roma: Italia (en rojo), dentro del contexto imperial, en el año 117, rodeada por las provincias (en rosa).

Sucedido por Tiberio, hijo adoptivo de Augusto, comenzó la transmisión del poder imperial en una única familia, si bien muchas veces se dieron sucesiones a hijos adoptivos, como los mismos Augusto y Tiberio. Tiberio resultó un emperador duro y eficaz, aunque algo inestable con una temporada ausente en la isla de Capri. Fue sucedido por su hijo adoptivo Calígula, hijo natural del gran general Germánico. Inicialmente aclamado por todos, fue pronto famoso por su megalomanía, sus locuras y sus excesos. Finalmente asesinado por un complot en el que intervino la Guardia Pretoriana, fue sucedido por su tío Claudio, que era considerado incapaz pero se ganó reputación de buen gobernante por su hacer. En sus últimos años se vio marcado por su esposa y probable asesina, que logró colocar a Nerón, hijo adoptivo de Claudio. Nerón resultó ser un nuevo Calígula, y a su muerte, en otro golpe de Estado, se produjo el año de los cuatro emperadores, que muestra hasta que punto la dinastía imperial podía ser frágil frente al ejército. Vespasiano, hábil general y político, finalmente se impondría, sustituyéndose la dinastía Julio-Claudia por la Flavia.
Le sucedieron sus hijos, primero el querido Tito y luego el cruel Domiciano, que murió en otra conspiración. Tras él llegaron los conocidos como cinco buenos emperadores, que llevaron Roma a su culmen territorial, económico y de poder: Nerva; Trajano, que extendió las fronteras del Imperio; Adriano, querido emperador que realizó grandes reformas y visitó numerosas provincias; Antonino Pío y Marco Aurelio, pensador a la par que defensor de las fronteras. A este último le sucedió su hijo natural, Cómodo, con el que reaparecerían muchos de los problemas previamente presentes en cuanto a sucesiones e inestabilidad.
El año de los cinco emperadores fue seguido de la nueva dinastía Severa, con emperadores de extracción provincial como Septimio Severo, el cual fue un capaz general que restableció el imperio tras la dejadez de Cómodo. Le sucedió su hijo Caracalla, de costumbres militares y buen general aunque impopular por haber matado a su hermano Publio Septimio Geta, y que murió asesinado en campaña. Durante un par de años ocuparon el poder el general que le había asesinado, Macrino, con su hijo, pero se impuso finalmente la dinastía Severa con Heliogábalo, un polémico adorador del Sol. Tan polémico resultó que su propia familia apoyó a su primo y respetado general Alejandro Severo. El nuevo emperador, tranquilo y pacífico, terminaría abandonando el poder en manos de su madre y abuela, que se dedicaron a reparar los errores cometidos durante la administración de Heliogábalo. Acabó siendo asesinado. Fue el último gobierno civil de Roma y el final de la dinastía Severa: con su muerte, en el 235, se inician cincuenta años de anarquía militar en el Imperio. Es la llamada Crisis del siglo III.

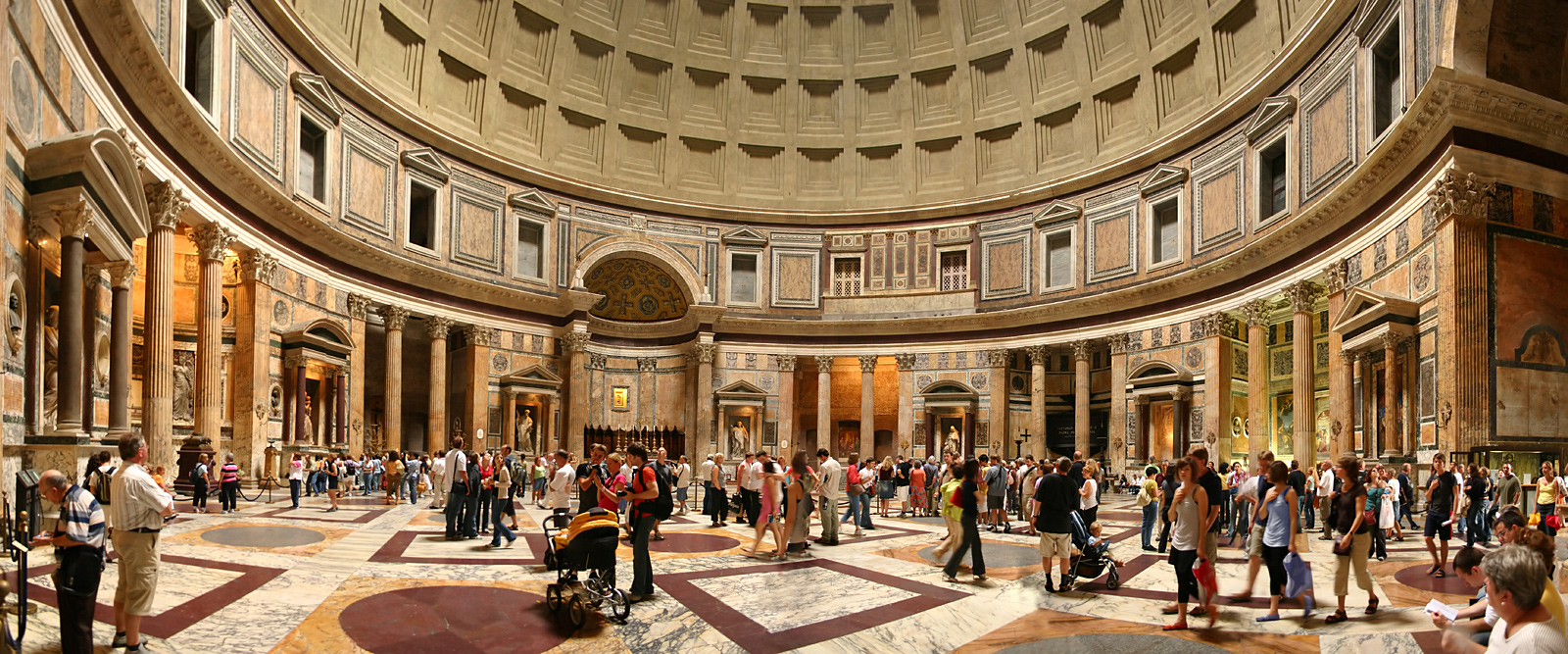
El Panteón de Agripa, una de las muestras de la arquitectura de la Antigua Roma.

El Imperio romano fue el mayor foco cultural, artístico, literario, filosófico, científico, militar y técnico de su tiempo. La cultura de la Antigua Roma no solo es relevante por el Derecho o la asunción del Cristianismo como religión dominante; también, fue especialmente fructífera en materia de ingeniería civil; se construyó la primera red de carreteras europeas cuando las calzadas romanas se expandieron por todo el imperio; entre las obras civiles, destacaron los puentes y los acueductos para llevar agua desde los acuíferos a las ciudades. La cultura urbana romana permitió el desarrollo de ciudades extremadamente complejas, tanto en Italia como fuera de ella.
Roma tomó el relevo de la cultura griega. Destacan autores como Virgilio (autor de la Eneida, principal poema épico romano), los historiadores Plinio el Joven, Plinio el Viejo, Tácito, Tito Livio y Suetonio, el poeta Horacio, el comediante Plauto o el filósofos y orador Cicerón. La romanización de los territorios ocupados, tanto por la superioridad cultural, la conquista militar y la creación de colonias, llevaron a expandir el latín por toda Europa y siendo el germen de las lenguas romances.
En sentido inverso, los romanos importaron numerosos conocimientos de otros pueblos: la filosofía helenística, el calendario egipcio... El sincretismo romano importó numerosos cultos de todas partes como la Cibeles anatolia, el griego-egipcio Serapis o el fenicio Melkart. Hacia los últimos años del imperio cobraron importancia sectas y cultos orientales como el judaísmo, su escisión cristiana, el mitraísmo o el culto al Sol Invictus.
La capital de Italia y de todo el Imperio, Roma, se convirtió en la mayor urbe del mundo de su época, y en la primera metrópolis de la historia, con habitantes venidos de todas las provincias romanas y numerosos arcos triunfales, como los de Tito, Augusto o el de Trajano, columnas como las de Trajano y Constantino y templos votivos por las victorias militares; se trajeron numerosos obeliscos de Egipto.

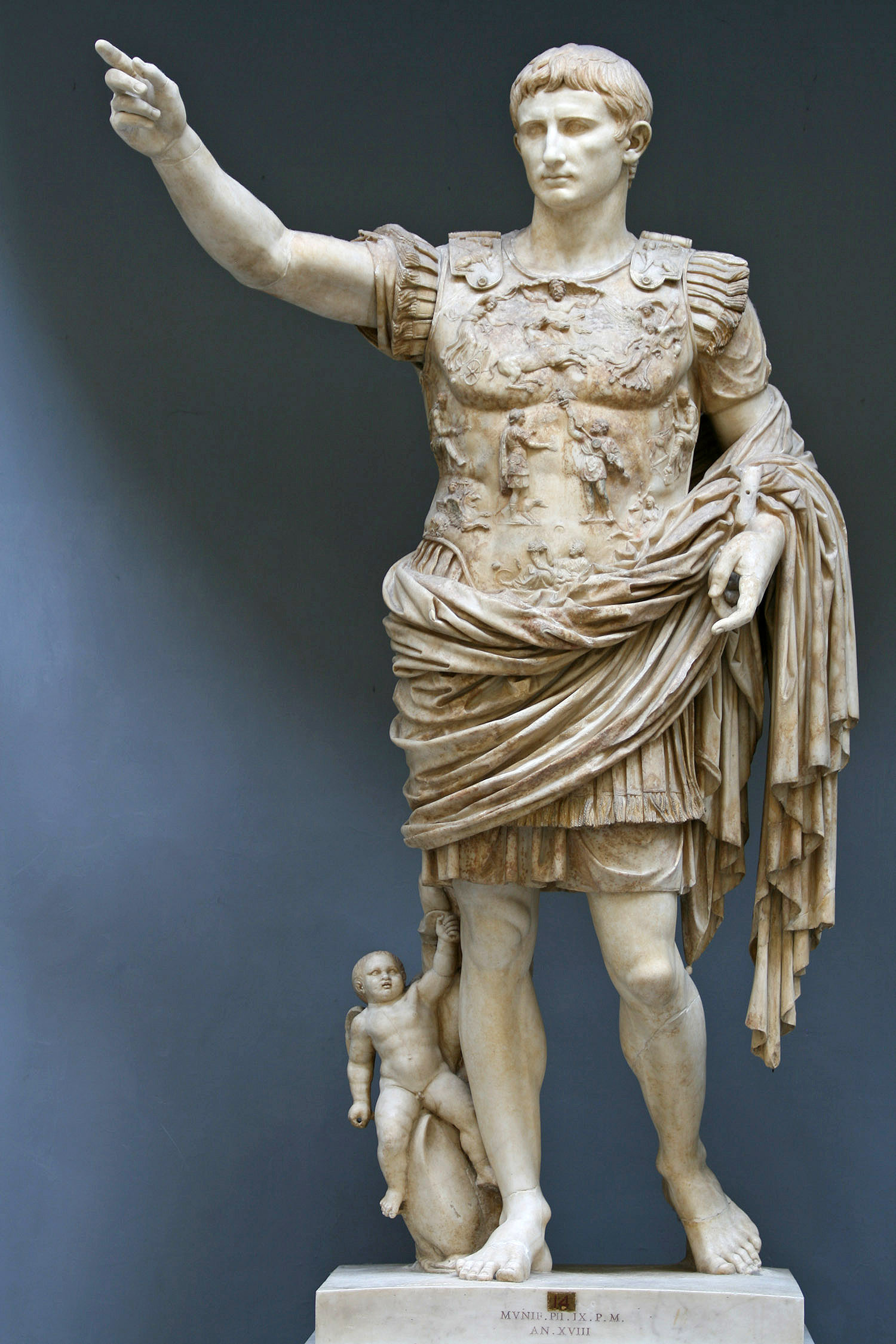
El famoso Augusto de Prima Porta.

La paz exterior, la seguridad, la red de comunicaciones que implicaban calzadas y rutas marítimas, impulsaron el comercio y la economía. La agricultura y ganadería en la antigua Roma continuó el proceso tardorrepublicano de concentración de propiedad de la tierra en latifundios merced a la distribución de las tierras conquistadas y a la ruina de los pequeños agricultores. El esclavismo fue clave en la explotación de dichos latifundios y otro motivo del militarismo romano. La ingeniería romana permitió explotar por primera vez a gran escala minas en Hispania y Britania. Con gremios nacieron primitivas industrias como el vidrio romano, el garum o la púrpura. La existencia de una serie de Estados organizados a lo largo de Eurasia permitió la creación de la Ruta de la Seda, que enlazaba Occidente con el Imperio chino y la India.
Bajo la etapa imperial los dominios de Roma siguieron aumentando. Augusto, después de que las guerras que le llevaron al trono le enfrentaran a Cleopatra, conquistó Egipto, incorporó el antiguo protectorado romano de Galacia y, en su intento de crear un imperio cohesionado. terminó la conquista de Hispania contra cántabros y astures, la de Nórico y Rhetium al norte de los Alpes, y la cuenca del Danubio (Panonia, Moesia y Tracia). Tiberio incorporaría como provincia Capadocia, que desde los tiempos de la República había dependido de Roma para sobrevivir entre los imperios de la región. Calígula, en uno de sus excesos, asesinó al rey de Mauritania y se anexionó el país. Claudio, tratando de ganarse la fama, invadió Britania, que sería conquistada finalmente tras varias campañas. Tito es famoso por haber conquistado Judea, desde tiempos de César aliado o protectorado romano. La lucha con Roma marcó muchos hitos nacionales en dichos países, como la rebelión de la reina britana Boudica, las campañas contra los pictos de Cneo Julio Agrícola o la última resistencia judía en Masada. El imperio llegó a su máxima extensión durante el reinado de Trajano, conquistador de Dacia (actual Rumanía) tras las guerras dacias, de Petra y de Asiria, de Mesopotamia y Armenia tras una guerra con los persas.

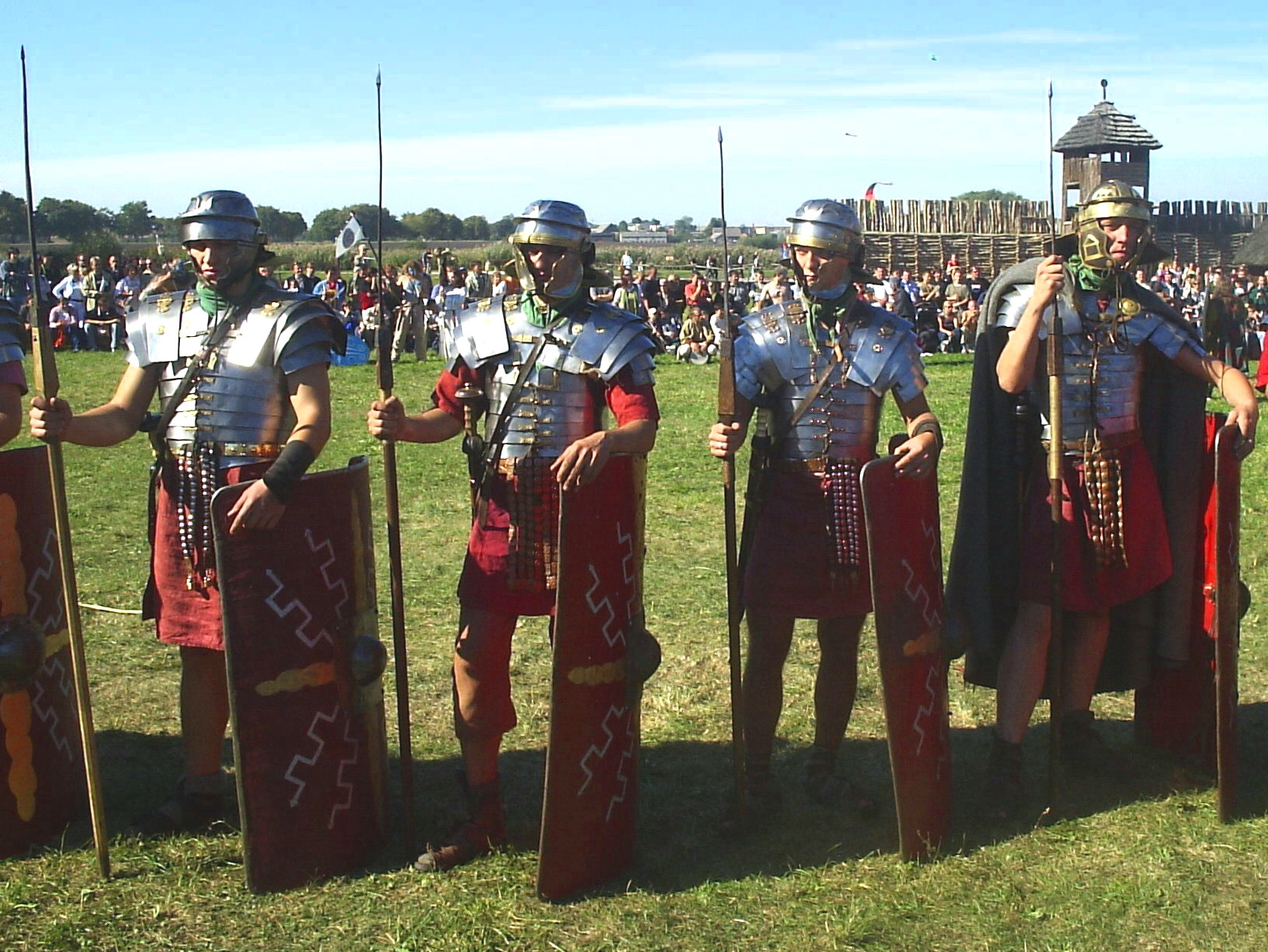
Recreación de una legión imperial.

El Imperio romano abarcaba desde el Océano Atlántico, al oeste, hasta las orillas del mar Negro, el mar Rojo y el golfo Pérsico, al este, y desde el desierto del Sahara al sur, hasta las tierras boscosas a orillas de los ríos Rin y Danubio y la frontera con Caledonia al norte. Su superficie máxima estimada sería de unos 6.14 millones de km².
Con el tiempo las fronteras se fueron estabilizando. La derrota ante los germanos de Arminio en Teotoburgo, en tiempos de Augusto, arruinó la conquista de Germania proyectada por el emperador. Las constantes guerras con el Imperio parto en el este marcaron el límite final por Oriente, teniéndose que librar muchas guerras con persas o Estados levantiscos como Palmira para conservar lo conquistado. Las dificultades para gestionar el ya inmenso territorio imperial llevaron a la construcción de limes, o fronteras fortificadas, para defender un imperio que comenzaba a dar señales de agotamiento.
El sucesor de Trajano, Adriano, abandonó parte de sus conquistas en Oriente Medio para mejor gestionar el imperio y creó el Muro de Adriano frente a los pictos escoceses. Marco Aurelio pasó buena parte de su reinado luchando en las guerras marcomanas contra los sármatas en el Oriente y los marcomanos en el Danubio, a medida que la presión de los hunos empujaba a estos y otras tribus (godos, alanos...) contra las fronteras del Imperio.

### El Bajo Imperio y la decadencia
El período conocido como Bajo Imperio (284-395) comienza con Diocleciano, que fue emperador de Roma desde 284 hasta 305. Diocleciano, para facilitar la administración del Imperio, ideó la Tetraquía, dividiendo el Imperio entre Occidente y Oriente. Él inaugura la dinastía Constantiniana (305-363), llamada así en honor al más relevante de sus emperadores. Tras ella, se sucedieron la dinastía Valentiniana (364-395) y la dinastía Teodosiana.
Desde Diocleciano, el imperio se volvió a unir y a separar en diversas ocasiones, siguiendo el ritmo de guerras civiles, usurpadores y repartos entre herederos al trono hasta que, a la muerte de Teodosio I el Grande, que hizo del Cristianismo no arriano la religión oficial, quedó definitivamente dividido.

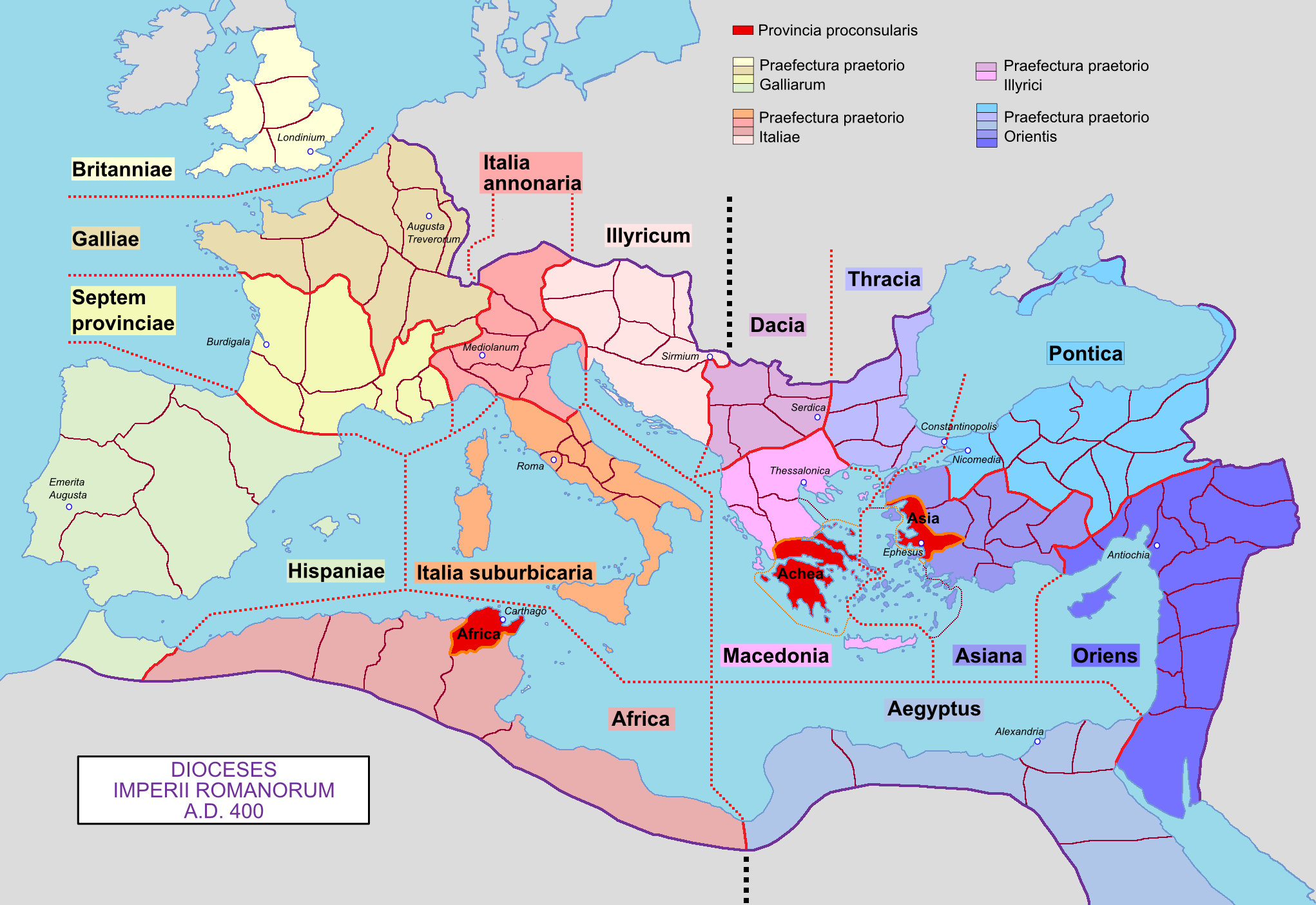
Diócesis de Italia en el año 400.

La oleada de pueblos orientales terminó empujando a las tribus germánicas, empujadas hacia el Oeste, que varias veces penetraron en un Imperio romano cada vez más débil. Las fronteras cedieron por falta de soldados que las defendiesen, después de que Caracalla hubiera extendido la ciudadanía romana a todo el Imperio en el siglo III, dejando que Italia (y con ella la misma Roma) perdiera gradualmente su diferenciación con las provincias.
En muchas ocasiones se llegaron a ceder provincias fronterizas a los germanos a cambio de que las defendiesen de sus compatriotas (estableciendo foedus con ellos), pues el servicio militar había sido abolido entre los italianos. Otras veces se vio como generales se autoproclamaban emperadores en Galia o Britania, provincia que fue finalmente abandonada para concentrar las tropas en el continente. El Imperio, sofisticado y rico como pocos en la historia, era ya decadente, y en los siglos III y IV, sus últimas glorias vinieron de generales de origen bárbaro como Aecio, que derrotó a Atila en la batalla de los Campos Cataláunicos y Estilicón, que logró las últimas victorias contra los germanos.
En el Medio Oriente, la rebelión de Zenobia en Palmira y las guerras con los sasánidas pusieron varias veces en aprietos al Imperio. La frontera del Rin fue rebasada por los francos un día que el río se heló y la del Danubio cedió ante los godos que causaron una histórica derrota a las últimas legiones en la batalla de Adrianópolis. En el culmen de la debilidad, la misma Italia fue atacada. La gloriosa ciudad de Roma fue saqueada por los visigodos de Alarico I en 410. Atila atacó la península devastando Aquilea (cuyos prófugos fueron el germen de la desde entonces pujante Venecia) y llegó hasta Roma, que sin embargo no atacó después de un parlamento con el papa León I el Magno.
Paralelamente, la capitalidad había sido desplazada a Milán primero, y a la fácilmente defendible Rávena después, mientras que varias provincias iban siendo conquistadas por diversos pueblos germanos o directamente abandonadas por el poder central. La parte oriental, más rica y militarmente fuerte, se convirtió en el gran foco de poder del Mediterráneo, el naciente Imperio Bizantino, a costa de reducir los recursos de Italia y Occidente. El cristianismo, otrora perseguido, se convirtió en religión oficial gracias a los edictos de Milán de Constantino I el Grande de 313, que proclamaba la libertad religiosa y el de Tesalónica de Teodosio I el Grande, que hizo el cristianismo oficial en el 380. El obispo de Roma, el papa, empezó a cobrar importancia política y a ser uno de los principales dirigentes cristianos. Las ciudades decayeron, produciéndose una emigración al campo, con el consecuente efecto negativo en el comercio, la cultura y la ciencia.
El emperador de Roma ya no controlaba el Imperio, de tal manera que en el año 476, un jefe bárbaro, Odoacro, destituyó a Rómulo Augústulo, un niño de apenas 10 años que fue el último emperador Romano de Occidente y envió las insignias imperiales a Zenón, emperador Romano de Oriente.

## Alta Edad Media (s.ValXII)

### El Reino ostrogodo

Mapa del Reino ostrogodo de Italia.

Los ostrogodos eran un grupo de godos que habían sido sojuzgados por los hunos. Tras su liberación de aquellos, eligieron a Teodomiro como rey y se asentaron bajo protección bizantina en Panonia, en el cauce del Danubio. A este le sucedió su hijo Teodorico el Grande, que con la bendición del emperador de Oriente condujo a su pueblo a Italia en 488.
En la península gobernaba el hérulo Odoacro tras deponer al último emperador romano en 476. Tras una campaña en el Norte de la península, Teodorico tomó la capital, Rávena, matando a Odoacro en 493 y estableciéndose como señor del país. Su reinado fue recordado por mantener la administración romana, que protegió, logrando mantener la estabilidad de Occidente. Regente de sus primos visigodos al ser abuelo del joven rey, Teodorico, llegó por un tiempo a parecer ser capaz de reconstruir el antiguo Imperio de Occidente. Mandó construir y decorar joyas como la Capilla Arzobispal de Rávena, el Baptisterio Arriano o su mausoleo, obra maestra del arte ostrogodo en Italia.
Sin embargo, en 526, la muerte de Teodorico acabó con esta etapa de paz, heredando Italia su nieto, Atalarico. El Reino Ostrogodo de Italia se desmoronó, con un sobrino de Teodorico, Teodato, asesinando a Atalarico, nieto y heredero del gran rey e iniciando una guerra civil. Los excesos de Teodato rompieron con el apoyo del Imperio Romano de Oriente al dominio ostrogrodo y propició una invasión bizantina paralela a las luchas nobiliarias.

### El Exarcado bizantino

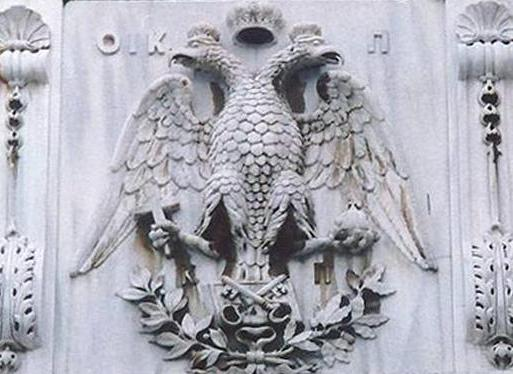
El emblema del Imperio bizantino.

Bajo Justiniano I, el Imperio bizantino inició una serie de campañas con el objetivo de reconstruir la unidad mediterránea, y principalmente con el intento de recuperar Italia, centro del antiguo Imperio.
La debilidad del reino ostrogodo, y los deseos bizantinos de recobrar la ciudad de Roma, convirtieron a Italia en un objetivo. La guerra civil ostrogoda le dio la oportunidad de intervenir en la guerra gótica, para lo que mandó a su mejor general, Belisario.

El Imperio bizantino en el 565, con las conquistas de Justiniano destacadas.

En 535, Belisario, había invadido Sicilia, Cerdeña y Córcega, dentro de sus campañas contra los vándalos, y desde allí marchó a través de la península, entrando en Reggio di Calabria, tomando Nápoles (donde cayó el usurpador ostrogodo Teodato) y llegando a Roma en 536. Bloqueado allí, tuvo que mantener la posición hasta que la llegada de refuerzos, los cuales desembarcaron en Rímini, cambió las tornas. Prosiguió hacia el norte y tomó Mediolanum (Milán) y Rávena, en 540 , acabando con el nuevo rey ostrogodo, Vitiges. Un acuerdo con los ostrogodos, que conservaron un reino en el noroeste de Italia, trajo la paz.
Belisario fue entonces llamado a Oriente, donde los persas amenazaban las fronteras. Su sucesor, Juan, no logró mantener el control en un momento en que el Imperio Bizantino andaba escaso de recursos, y en 541 los godos estaban enfrentados de nuevo con Bizancio, liderados por un enérgico rey llamado Totila que había recuperado Italia del Norte y tomado Roma. La vuelta de Belisario permitió recuperar Roma, para perderla de nuevo no mucho después.
En 548, el eunuco Narsés sustituyó a Belisario. Totila fue asesinado en 552, y el ejército del último rey godo, Teias, cayó derrotado en 553. Hacia 561 los bizantinos habían pacificado la zona.
Los bizantinos controlaron Italia desde su capital en Rávena, bajo el Exarcado de Rávena. El arte bizantino dejó en Italia huellas significativas como las iglesias de San Nicola in Carcere y Santa Maria in Cosmedin de Roma; la iglesia de San Vital de Rávena o la basílica de San Apolinar in Classe en la misma ciudad. El conjunto de edificios tardorromanos, ostrogodos y bizantinos de la ciudad de Rávena es hoy en día patrimonio de la humanidad.

### El Reino lombardo

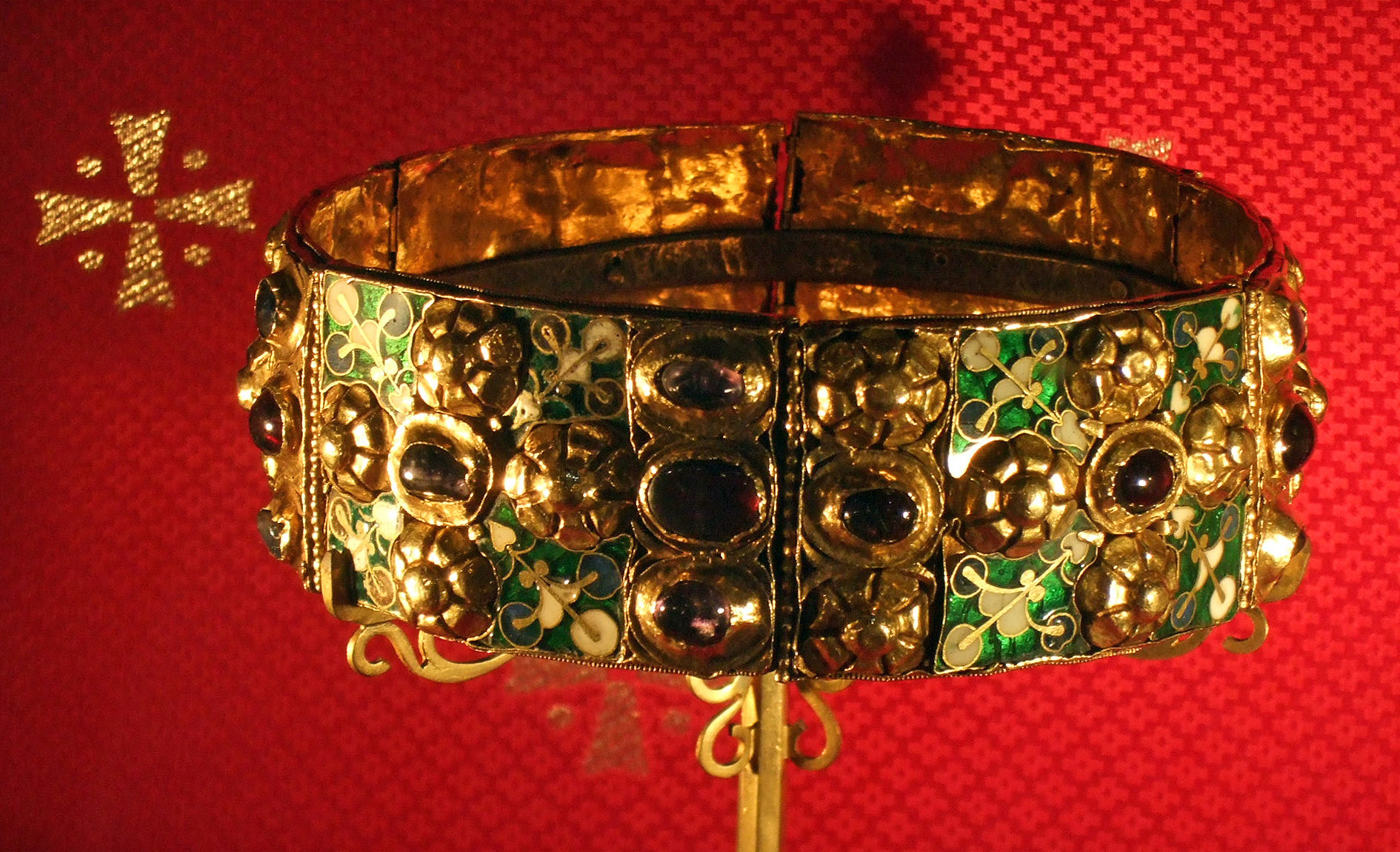
La Corona de Hierro de los lombardos, posteriormente convertida en símbolo del Reino de Italia.

Entre los diferentes pueblos germánicos que habían abandonado su antigua morada para vivir en mejores tierras, se contaban los lombardos (o longobardos), a los que Justiniano I había dejado asentarse en Panonia, a condición de que defendieran la frontera. Atraídos por la riqueza de Italia y la presión de los ávaros, atravesaron los Alpes, ocupando las actuales regiones de Piamonte, Liguria, Lombardía y Véneto, sin mucha oposición. Milán, el centro del norte de Italia, cayó en el 569. Le sucedió la caída de la Toscana, Spoleto en el centro y Benevento en el sur de Italia. Se le llama Longobardia Maior a la zona del norte de Italia, donde establecieron su capital, Pavía (la región de Lombardía es llamada así aún hoy por esto), mientras que Spoleto y Benevento, sus avanzadas en el centro y sur de Italia, eran conocidas como Longobardia Minor.
Los nuevos señores de Italia organizaron sus posesiones en Ducados lombardos, como el ducado del Friul, el ducado de Tuscia, el ducado de Spoleto o el ducado de Benevento, bajo la autoridad de un rey en Pavía. La falta de una autoridad central durante el mandato de los duques posibilitó la fragmentación de Italia en treinta y seis ducados cuasiindependientes, separados por franjas de territorio en manos del bizantino Exarcado de Rávena. Si bien el reino lombardo volvió a tener un rey, el poder central fue siempre débil.
Así, mientras se enfrentaban a la oposición de los territorios del Imperio bizantino en Oriente, y a la de los francos, naciente potencia en Occidente, los lombardos consiguieron recomponer una monarquía común electiva, tradicionalmente germánica. Es de destacar el reinado de Agilulfo que abandonó el arrianismo y se convirtió al catolicismo, generando persecuciones religiosas entre ambas confesiones.
Mientras los conflictos iconoclastas ocupaban a Bizancio y lo enemistaban con el papa (pues la posición del emperador de Oriente también regía en sus tierras italianas), los lombardos aumentaron sus dominios, con el pretexto de socorrer al papa. En el 750, Aistolfo tomó la ciudad imperial de Rávena.
A partir de este período de la Alta Edad Media, y con la difusión entre el pueblo de los idiomas romances (de las lenguas italorromances y 
galoitálicas, en el caso de Italia), el gentilicio italiano toma el lugar del antiguo gentilicio itálico, utilizado hasta entonces.

### Los francos y el Reino de Italia en el Imperio carolingio

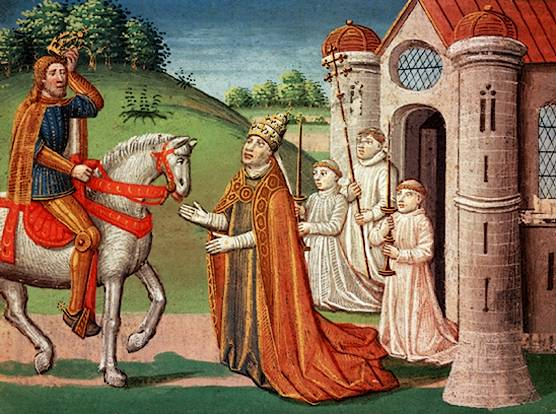
Miniatura del papa Adriano I solicitando la asistencia de Carlomagno durante un encuentro cerca de Roma.

La presión de los lombardos sobre el papa hizo que el rey de los francos, Pipino el Breve, realizara entre 756 y 758 repetidas campañas en el norte de Italia. El papa, en agradecimiento, le confirmó como rey de los franco (a pesar de haber usurpado el título) y concedió el rango de patricio a la familia que había tomado el trono de los merovingios en Francia.
La situación se recrudeció a la muerte de Pipino. El reino franco fue dividido entre sus hijos, aumentando de nuevo la presión lombarda sobre el papado. Sin embargo, la reunificación de los francos bajo Carlomagno, llevó a una nueva intervención en Italia en el 774. Tras una breve batalla, Carlos se hizo con el reino de Lombardía, que, manteniendo su autonomía, se integró en el Imperio carolingio que con el tiempo uniría a la mayor parte de Europa Occidental. Carlomagno auspició un renacimiento cultural y una unidad política y religiosa, que cristalizó con su coronación como Emperador de Occidente por el papa León III, en el año 800. Su nuevo imperio se consideraba heredero del Imperio romano de Occidente, siendo el emperador la máxima autoridad temporal de Europa y el encargado de velar por la Cristiandad.
Desde entonces, el norte de Italia formó parte de los territorios carolingios, con el nombre de Reino de Italia.

### Los Estados Pontificios

Bandera de los Estados Pontificios.

Desde los tiempos en que Constantino I hiciera el cristianismo religión oficial, el poder de la Iglesia se había ido acrecentando en Italia. La Donación de Constantino, una falsificación histórica, fue la base de reclamaciones del poder temporal sobre la ciudad de Roma por parte del papa, que ganó fuerza a medida que los emperadores la abandonaban. Valga como ejemplo como Atila parlamentó con el papa León I Magno al aproximarse a la ciudad en el 452. Ya en tiempos de los bizantinos y en medio de los enfrentamientos iconoclastas, se eliminó el ducado de Roma ganando la ciudad Gregorio II, con reconocimiento de su gobierno por parte del rey lombardo Liutprando. Era el Patrimonio de San Pedro.
Ante la ocupación del territorio por los lombardos, la ayuda de Carlomagno y los francos a León III fue vital. Comenzó así el cesaropapismo, una estrecha vinculación papa-emperador. Parte de las tierras arrebatadas a los lombardos fueron cedidas al papa, que creó entonces un Estado en el centro de Italia, los Estados Pontificios, germen histórico de la actual Ciudad del Vaticano. Estos eran administrados directamente por él o mediante vasallos.
El gobierno de estos territorios atravesó una fase clave durante el periodo conocido como pornocracia. Dicho periodo se caracteriza por numerosas luchas por el poder en la Iglesia, Roma, e Italia central; entre intrigantes muchas veces motivados por cortesanas y nobles (particularmente los señores de Spoleto). Se inicia en el año 904 con Sergio III y su amante Marozia y data hasta la encarcelación en el 935 de Juan XI por el duque de Spoleto Alberico II, ambos hijos de Marozia.

### El contexto del sur y el surgimiento del Reino de Sicilia

Mapa político de Italia hacia el año 1000, en la víspera de la llegada normanda.

Los ducados lombardos del sur no llegaron a ser conquistados por Carlomagno, que tuvo que marchar al norte a combatir a los sajones, y no formaron parte de su imperio. Los duques lombardos de Benevento mantuvieron su independencia, llegando a convertirse en el Principado de Benevento y a empujar hacia el sur a los bizantinos. Sin embargo, el asesinato del duque Sicardo de Benevento dividió el Estado entre su hermano, Siconulfo de Salerno, que fue proclamado príncipe de Salerno, y su asesino, Radelchis, que se hizo con el poder en Benevento. La división permitió ganar autonomía a nobles en Gaeta, Capua y Amalfi, que formaron principados y ducados propios. Los restantes territorios del sur, como en Nápoles, Sicilia y la parte más meridional de la península itálica (Apulia y Calabria), seguían siendo una provincia bizantina.
En la misma época, el sur de Italia entró en contacto con el islam, inicialmente como víctima de razias desde el norte de África. Cerdeña fue ocupada por los árabes en el 710 tras ser abandonada por los bizantinos a su suerte, pero, 70 años después, aprovechando la lejanía con las bases árabes, se produjo una revuelta isleña que estableció gobiernos locales conocidos como giudicati. Córcega sufrió también los ataques musulmanes, combinados con intervenciones francas, lombardas y del marqués de la Toscana Bonifacio II, para asegurar la frontera.
En el 826, un desertor bizantino ofreció el territorio siciliano al emir musulmán de Ifriquiya, lo que llevaría a una serie de guerras. Para 965 la isla había sido convertida en el Emirato de Sicilia, desde el que se lanzaban ataques a los puertos de la península. Los bizantinos reformaron sus posesiones en la zona sur de la península tras repeler uno de los ataques musulmanes sobre Bari en el 876, creando el Catapanato de Italia, en guerra con musulmanes y lombardos.
La situación dio un vuelco con la llegada de los normandos. Diversas leyendas envuelven su llegada, siendo la más famosa la que los describe como unos peregrinos del norte que se ofrecieron como mercenarios a los lombardos. Inicialmente sirvieron a estos, pero en palabras de Amatus de Montecassino:

Los normandos nunca desearon que ninguno de los lombardos ganara una victoria decisiva, lo que les hubiera dejado en desventaja. Pero apoyando a uno y luego ayudando a otro evitaron que nadie fuera totalmente arruinado.

Pronto eran señores de posiciones conquistadas a bizantinos y lombardos, llegándose a la conquista normanda de Italia Meridional, con los nórdicos estableciendo un Estado en Nápoles capitaneados por Roberto Guiscardo. De ahí cruzaron el estrecho de Mesina y llegaron a reconquistar Sicilia a los musulmanes, que formaría parte de un reino unificado cuando Rogelio II de Sicilia reunió, en 1130, ambos tronos en el Reino de Sicilia. El reino sería una amalgama cultural de sustrato latino, lombardo, grecobizantino y normando, como su arte, ejemplificado en la catedral de Cefalú, la capilla palatina de Palermo y la catedral de Monreale.
A finales del siglo XII dicho reino pasó a la dinastía imperial alemana de los Hohenstaufen, cuando el emperador Enrique VI reclamó el trono en 1212 por ser su esposa Constanza I de Sicilia, heredera del reino.

## Baja Edad Media (s.XIIalXV)

### Guelfos y gibelinos, el Sacro Imperio y la Liga Lombarda
La muerte de Carlomagno y las luchas por retener su imperio repartido entre sus diversos hijos inició un periodo de guerras civiles que no se estabilizaron hasta la creación, a principios del siglo X, del Reino de Francia y del conglomerado del Sacro Imperio en lo que hoy es Alemania, el norte y centro de Italia, Suiza, Países Bajos y otros territorios orientales de sus ex dominios. La ausencia de un poder central fuerte supuso la atomización de estas regiones en principados, obispados, condados y ciudades prácticamente independientes y con frecuencia enfrentados entre sí. Esto fue particularmente importante en Italia, donde las ricas ciudades del norte emergieron como ciudades-Estado comerciales cuasi-independientes. El emperador era elegido por los principales nobles, lo que facilitó este clima de enfrentamiento que tuvo en numerosas ocasiones a Italia como campo de batalla.

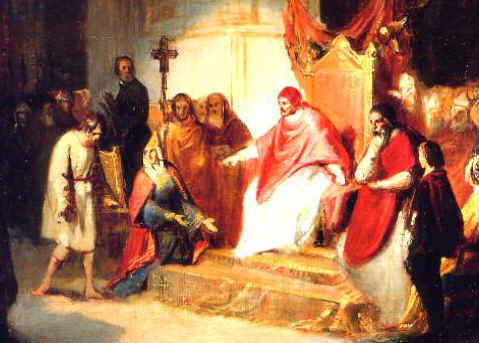
Enrique IV delante de Gregorio VII en Canossa.

En el siglo X, se introdujo un nuevo elemento de discordia: el enfrentamiento entre la Iglesia y el Imperio, que fue conocido como la Querella de las Investiduras de 1073, que inició una serie de conflictos por la primacía del papa o el emperador en la cristiandad y el Sacro Imperio. Ambos se discutían el sometimiento teórico del poder temporal imperial al religioso papal o viceversa, y el derecho al nombramiento de los obispos. La lucha dividió Italia entre güelfos (por los Welfen de Baviera), que apoyaban al papa, y gibelinos (por los Hohenstaufen de Waiblingen), los defensores del poder imperial. A raíz de esto diversos emperadores se enfrentaron al papa e invadieron Lombardía, apoyando cuando les convenía a antipapas. En respuesta, diversos emperadores fueron excomulgados, mientras los Estados Pontificios rechazaron el poder temporal del emperador y promovieron facciones pro-eclesiásticas.
Ciudades como Florencia, Milán y Mantua abrazaron la causa güelfa, mientras que otras como Forli, Pisa, Siena y Lucca se unieron a la causa imperial. Se trataba en general de una lucha por la autonomía, donde las ciudades que temían el poder del emperador trataban de contrarrestarlo con la influencia papal, y las cercanas al Lacio Papal buscaban una autoridad imperial que les garantizara su libertad. Otras veces, eran las luchas intestinas entre ciudades rivales las que convertían rencillas locales en nuevos episodios de este enfrentamiento: la güelfa Florencia presentó batalla a la liga gibelina de las otras ciudades toscanas (Arezzo, Siena, Pistoia, Lucca y Pisa), causando un largo conflicto que tuvo como máximas exponentes las batallas de Montaperti, en 1260, (que se celebra en la famosa fiesta del Palio di Siena) y la de Altopascio, en 1325. Sin embargo, muchas veces, en el seno de una ciudad coexistían ambas tendencias alternándose según la que fuera más fuerte en el momento. Con el tiempo incluso se desarrollaron subfacciones dentro de cada grupo.

Escudo de los emperadores de la Casa de Hohenstaufen, reyes de Sicilia y Emperadores del Sacro Imperio.

Enrique IV, comenzó la querella al enfrentarse a Gregorio VII. Llegó a presentarse descalzo y en penitencia ante él durante el Paseo de Canossa en 1077, para lograr que le levantaran la excomunión, pero luego volvió a apoyar al antipapa Clemente III contra Gregorio y su cuñado Rodolfo de Suabia. Los siguientes papas no lograron desactivar el conflicto, hasta que Calixto II logró con el Concordato de Worms, la paz con el hijo y sucesor de Enrique IV, Enrique V. Por sus términos se diferenciaba entre la coronación canónica del emperador por el papa y la laica, y se admitía la autoridad del emperador sobre la Iglesia en Alemania, previa invasión de Italia por Enrique en 1110.
Tras los Enriques, gobernó Lotario II, derrotado por Rogelio II de Sicilia y enfrentado a Conrado III. Este noble era el primer Hohenstaufen, familia que comenzó a acumular poder en Alemania. Probablemente el mayor enfrentamiento entre papa y emperador se produjo con su hijo Federico I Barbarroja, emperador entre 1155 y 1190, cuya activa política italiana acentuó la intervención imperial. Las ciudades del norte de Italia se vieron involucradas en la guerra, cambiando frecuentemente de partido. La Liga Lombarda fue una alianza establecida el 1 de diciembre de 1167 entre 26 Ciudades Opositoras del norte de Italia, entre las que destacan Milán, Cremona, Mantua, Bérgamo, Brescia, Plasencia, Bolonia, Padua, Treviso, Vicenza, Verona, Lodi, Parma y Venecia. Posteriormente se unieron otras cuatro ciudades más, hasta formar un total de 30. El propósito inicial de la Liga era combatir la política italiana de Federico I, que en aquel momento reclamaba el control total sobre el norte de Italia. La respuesta imperial quedó expresada en la Dieta de Roncaglia, y fue llevada a cabo con la invasión de 1158 y luego otra vez en 1166. La Liga recibió el apoyo incondicional del papa Alejandro III y sus sucesores, deseosos tanto de verse libres de la influencia imperial como de aumentar su poder en la península itálica. En la batalla de Legnano (29 de mayo de 1176), las tropas imperiales fueron derrotadas, y Federico se vio forzado a firmar una tregua de seis años (1177-1183). La situación se resolvió al finalizar ésta, cuando ambas partes firmaron el Tratado de Constanza, según el cual las ciudades italianas reconocían la soberanía del emperador de Alemania, pero a su vez éste se veía obligado a reconocer la jurisdicción propia de cada ciudad sobre sí misma y su territorio circundante, lo que supuso el reconocimiento de su independencia de facto.

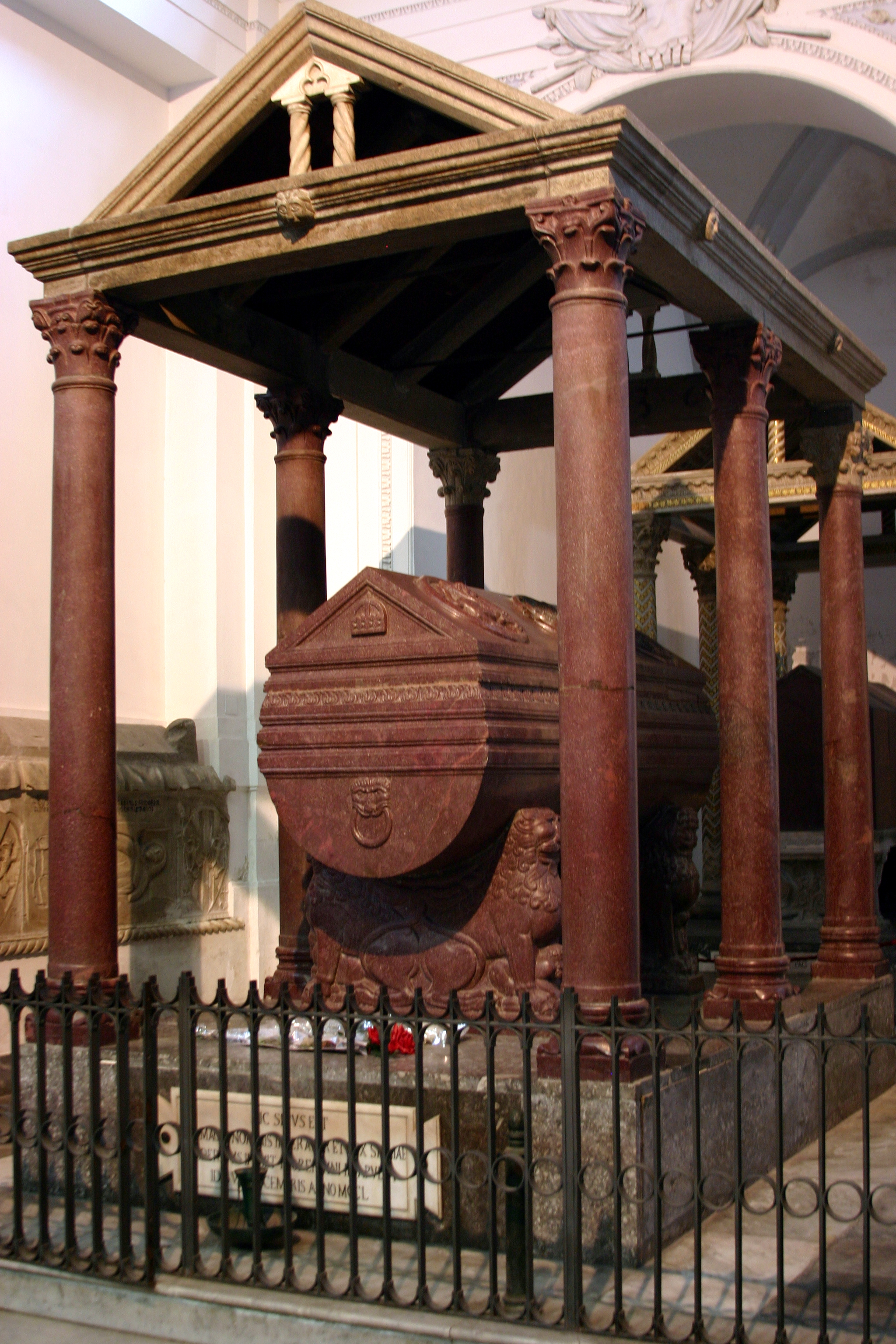
Sarcófago de Federico II, rey de Sicilia y emperador del Sacro Imperio, en la Catedral de Palermo. Profundo reformador de Italia y gran guerrero, a su muerte se propagó la leyenda de que solo dormía en espera de volver a su reino.

Tras Barbarroja, su hijo Enrique VI reuniría tanto el reino alemán como el de Sicilia, por su matrimonio con Constanza I de Sicilia. El güelfo Otón IV gobernaría brevemente (1208-1218), dejando el Ducado de Spoleto bajo dominio papal en 1213, pero terminó alejándose del papado y trató de restaurar la autoridad imperial en Italia, solo para caer ante el gibelino Federico II Hohenstaufen, rey de Sicilia e hijo de Enrique VI. Con Federico II, Stupor Mundi (el asombro del mundo), los Hohenstaufen recuperaron el trono imperial alemán. Federico II reagrupó unos poblados de los Abruzos para fundar la ciudad de L'Aquila en 1254, reorganizó el Reino de Sicilia con las Constituciones de Melfi, y fundó la Universidad de Nápoles. El intento del papa de reunir a las ciudades güelfas contra él desencadenó, en 1229, una nueva invasión imperial, que fue seguida por nuevas luchas e incluso una excomunión de Federico en 1239. Hacia el final de su vida, el papa Inocencio IV logró sin embargo una victoria en la batalla de Parma. Su muerte en 1250 marcó un interregno en el trono imperial, a medida que su hijo Conrado IV y su nieto, Conradino de Hohenstaufen, se enfrentaban al papa en Alemania y en Italia.
Enrique VIII, terminó con el interregno al ser elegido emperador en 1308, y pese a pertenecer a una dinastía distinta volvió a enfrentarse por Italia con la Iglesia. El papa, Clemente V, contó esta vez con el apoyo de Sicilia, que, pese a la disputa con la Corona de Aragón, estaba en manos de los proeclesiásticos Anjou de Francia. En 1314 fue elegido Luis IV de Baviera, que acogió a teólogos contrarios al papa como Marsilio de Padua o Miguel de Cesena, y se enfrentó al papa Juan XXII. Apoyó al antipapa Nicolás V contra él, mientras el papa apoyaba a Carlos IV de Luxemburgo como Rey de Romanos. Este accesió en 1355 al trono, con el apoyo del papa. Su hijo, Wenceslao de Luxemburgo, tuvo que afrontar la creciente independencia de los nobles italianos y el Cisma de Occidente desde el comienzo de su reinado como Rey de Romanos en 1376. En 1400, fue depuesto por Roberto del Palatinado, que fue derrotado por Gian Galeazzo Visconti cuando trató de imponer su autoridad sobre Milán. Segismundo de Luxemburgo llegó al poder en 1410, volviendo a usar el título de emperador y reinó hasta que, en 1437, Federico III de Habsburgo comenzó la desde entonces interrumpida sucesión de emperadores de la familia austríaca de los Habsburgo.

### Ciudades-Estado italianas:ComuniySignorie
Así, estos continuos conflictos dieron la ocasión para forjar  ciudades-Estado autónomas, gobernadas por repúblicas (Comuni) o por gobernantes nobiliarios (Signoria) locales, que gracias al enfrentamiento entre los grandes poderes de la época, no estaban supeditados a nadie. Historiadores contemporáneos suelen asociar las Signorie al fracaso de las repúblicas en mantener la ley y el orden. No era raro que una ciudad se ofreciera a un líder poderoso para garantizar su prosperidad: Pisa lo hizo posteriormente con Carlos VIII de Francia y Siena con César Borgia ante la presión de sus enemigos florentinos. Cada ciudad mantenía su peculiar equilibrio entre un gobierno y otro con distinto poder de los gobernantes. A veces, una república nominal enmascaraba el control de una pequeña aristocracia o incluso de una sola familia. Florencia era una república controlada sin embargo por la familia Médici, la más rica de la ciudad. En otras, directamente los derechos hereditarios de una familia eran parte del derecho de la ciudad como en las monarquías modernas.
El delicado equilibrio entre la Iglesia, la nobleza local, y una pequeña burguesía fluctuante, con los conflictos permitió el establecerse de repúblicas como la República de Pisa, cuyas leyes de mar son reconocidas por el papa en 1077, la República de Lucca, nacida en 1119, o la República de Siena en 1125, las tres en la región de la Toscana. Bolonia, sede desde 1088 de la universidad más antigua de Occidente, también tuvo una república, alternada con épocas bajo la órbita de Milán o el papado. Ciudades costeras como Venecia, Génova, Ancona o  Amalfi, crearon un subtipo particular de repúblicas, las repúblicas marítimas, fuertemente ligadas al comercio internacional. De forma no sostenida en el tiempo, otras muchas ciudades italianas alternaron gobiernos nobiliarios con revoluciones y repúblicas de dispares duraciones.

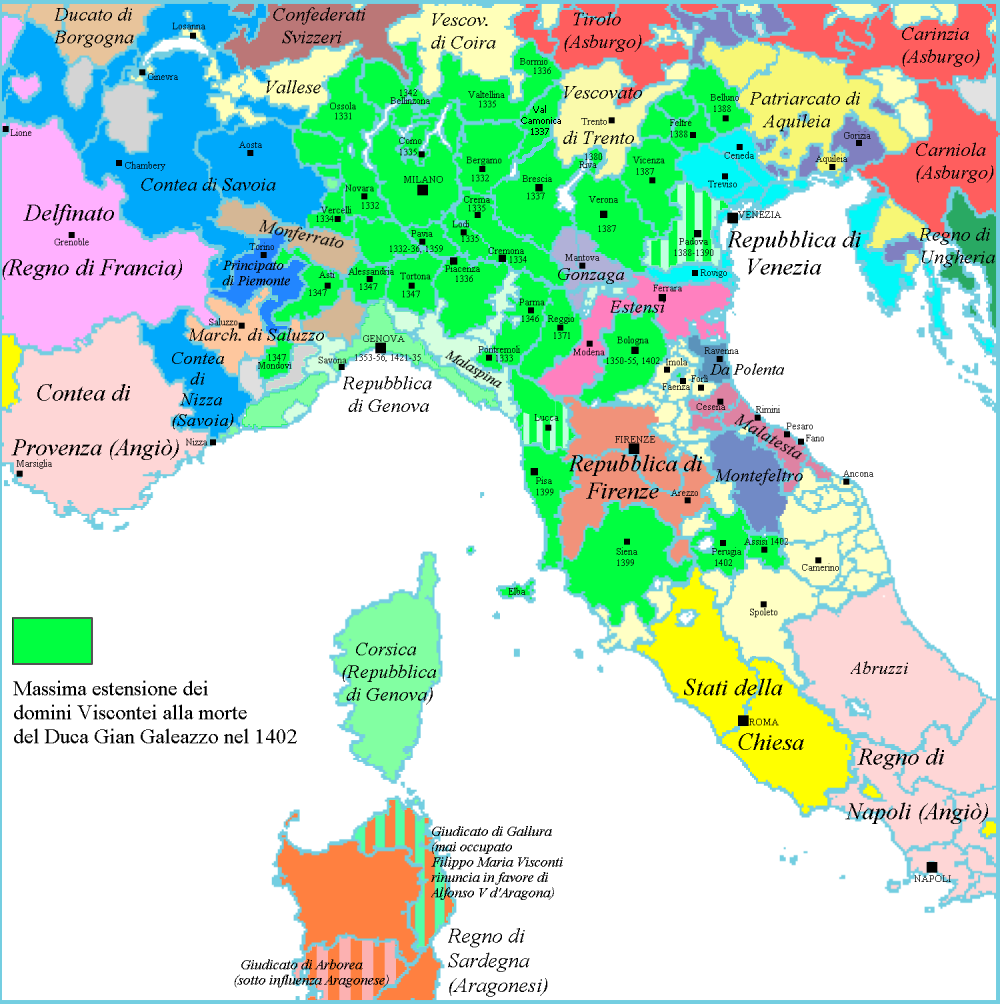
En verde, la máxima extensión del poder milanés de los Visconti.

Particularmente clave fue la evolución de Milán, que devendría en la mayor potencia del norte de Italia. El señorío de Milán estuvo en manos de la familia Della Torre, que lo perdió al enfrentarse al arzobispo de la ciudad, Otón Visconti. Con el ascenso de Otón y de su sobrino, Mateo I Visconti, cabeza de sus ejércitos, en 1277 comenzó el reinado de los Visconti. Apoyaron al emperador en el norte de Italia y llegaron a sitiar Génova en 1318. Azzone Visconti conquistaría las ciudades papales de Bérgamo, Cremona y Lodi, ampliando su poder en la región.
Otras dinastías también aprovecharon los acontecimientos para fundar Estados en el norte de Italia. La Casa de Saboya, una familia borgoñona que había unificado la Marca de Turín y el Condado de Saboya, alcanzó el título ducal del emperador Segismundo en 1416. La familia Montefeltro controlaba Urbino y Pésaro desde 1213, siendo agraciados en 1443 con el título de duques de Urbino. Rávena, que estaba bajo dominio papal, cayó en 1218 bajo los Traversari, a los que en 1270 sustituyeron los Da Polenta. Rímini cayó en manos de la familia Malatesta en 1239, que desde 1285 también gobernaron en Pésaro y que temporalmente ocuparon Ancona. Camerino, destruida en 1256, fue desde su reconstrucción, en 1262, liderada por los Varano, que lo convirtieron en el Ducado de Camerino. La familia Gonzaga se hizo, bajo Luigi Gonzaga, con el dominio de Mantua en 1328, que convirtieron con el tiempo en marquesado y ducado. La Casa de Este, vicarios del papa en Ferrara desde 1332, recibieron en 1452 el gobierno del Ducado de Módena del emperador Federico III de Habsburgo, y el Ducado de Ferrara del papa Paulo II en 1471. Los Baglioni controlaron, salvo interludios, la ciudad de Perugia desde 1393.

Estados italianos en 1494

Muchos de estos Estados nobiliarios fueron, en diversos periodos, sometidos u anexionados por los milaneses (tanto en la etapa de los Visconti como en la de los Sforza), que pasaron a ser la principal potencia de Lombardía. Pavía, Alessandria, Lodi y Parma pasaron a depender del  Ducado de Milán. Diversos miembros de la familia Visconti intervinieron en Cerdeña. El cénit de este dominio fue el reinado de Gian Galeazzo Visconti, que alcanzó la máxima expansión territorial después de las guerras contra los señores de Padua, en el  Véneto, y de Florencia en Toscana. Conquistó Verona, Vicenza, Bolonia y temporalmente Padua. Compró el título de duque de Milán en 1395 por cien mil florines al emperador Wenceslao, y derrotó a su sucesor Roberto cuando trató de acabar con su poder.
A su muerte, sin embargo, empezó el declive de los Visconti, que fueron perdiendo territorios.  Venecia, que había comenzado su expansión en el Véneto, erosionó las posesiones milanesas en el oriente de Italia. El intento de su hijo, Filippo Maria Visconti, de conquistar la Romaña en 1423, le hizo enfrentarse al emperador y perder Bérgamo y Brescia. Cuando con su muerte la dinastía Visconti se extinguió, en 1447, Milán pasó a ser la República Ambrosiana, a pesar de las pretensiones del duque de Orleans, legítimo heredero. Orleans fue incapaz de tomar posesión de su herencia, pero la República fue corta. El aventurero Francesco Sforza, casado con una hija del último Visconti, tomó Milán en 1450 y se autoproclamó duque, en enfrentamiento a los pretendientes franceses.
Como la mayor parte de Europa, Italia fue asolada en ese tiempo por la peste negra, que en 1348 causó un grave daño demográfico al acabar con un tercio de la población del país. Culturalmente, esta convulsa época sentó las bases del esplendor culturar siguiente, destacando el poeta Dante Alighieri y su Divina Comedia, una de las obras clásicas del idioma italiano, que datan de estos tiempos.

### Las Vísperas sicilianas y el surgimiento del Reino de Nápoles

Reino de Nápoles (Casa de Anjou) en naranja, Reino de Sicilia insular (Corona de Aragón) en rojo. En amarillo las conquistas de Ladislao I de Nápoles, perdidas a su muerte.

A la muerte de Conradino de Hohenstaufen en 1266, el papado maniobró para colocar en el trono napolitano a Carlos de Anjou, hermano del rey de Francia, a fin de acabar con al influencia imperial gibelina en el reino. A esta intromisión papal se opuso Manfredo I de Sicilia, hijo del rey, que logró algunos éxitos iniciales en su lucha, pero fue definitivamente derrotado – y muerto – en la batalla de Benevento. La oportunidad llevó al rey aragonés, Pedro III, a reclamar el reino, al ser su mujer hija del último representante de la dinastía legítima. Carlos fue impopular por sus impuestos y su administración, y esto, en 1282, le valió una feroz revuelta popular conocida como las Vísperas sicilianas. Pedro acudió entonces en apoyo de los sublevados sicilianos, ganándose el trono de la parte insular del Reino de Sicilia. En 1302 la Paz de Caltabellota dejaba la isla a la dinastía aragonesa, mientras, la parte continental del hasta entonces Reino de Sicilia – ahora conocida como Reino de Nápoles – a los Anjou. Como fue típico en la Corona de Aragón, el nuevo territorio insular terminó en manos de una rama menor de la familia real, siendo Pedro sucedido por su segundo hijo, Jaime II de Aragón. En Nápoles, los Anjou reorganizaron la administración y protegieron las universidades y la cultura.
A la muerte de Roberto I de Nápoles hubo una guerra por la sucesión entre Juana I de Nápoles y Carlos de Durazzo, que dio un breve gobierno de Luis II de Anjou y finalmente dio el trono a Ladislao I, que impondría su autoridad hasta Italia central y del norte. Con la muerte de Ladislao, en 1414, Nápoles perdió sus conquistas y dejó a una reina sin herederos.

La Corona de Aragón en 1443, incluyendo sus posesiones en Italia.

A raíz de una concesión del papa Bonifacio VIII, que trató de reunificar el reino siciliano en 1295 con la Paz de Anagni, dando a Jaime II de Aragón Córcega y Cerdeña a cambio de su renuncia a Sicilia, comenzó la intervención aragonesa en territorios sardos y corsos. La oposición siciliana a los Anjou hizo que en el trono siciliano continuaran los aragoneses con Federico II de Sicilia. Por otro lado, el dominio aragonés sobre Cerdeña y Córcega fue disputado por potencias marítimas como la República de Pisa (cuyo obispo había recibido también en donación Cerdeña de Gregorio VII durante la guerra de las Investiduras) y la República de Génova, cuyo interés comercial chocaba con los anteriores. La dominación efectiva significó largas guerras y conflictos dinásticos. Córcega, que no llegó a ser ocupada de forma efectiva por la Corona de Aragón, terminó entregándose en 1347 a la República de Génova a cambio de protección.
Fue Pedro IV de Aragón, el Ceremonioso, quien de nuevo logró unir Mallorca y el Rosellón al tronco principal, y pacificar Cerdeña. Su hijo y sucesor, Martín I de Aragón, reunió de nuevo Sicilia y Aragón con su matrimonio con Leonor de Sicilia. Además, su victoria en la batalla de Sanluri, supuso la supresión del último intento sardo de independencia.
La adopción de Alfonso V de Aragón por la última reina angevina, Juana II de Nápoles, le dio justificaciones a este para heredar y reclamar el trono napolitano. Apoyado por el Ducado de Milán, Alfonso conquistó el reino en 1442, que legó a su hijo bastardo Ferrante, el cual resultó una avezado gobernante.

### Las repúblicas marítimas

Bandera que agrupa los emblemas de las cuatro principales repúblicas marítimas: desde arriba a la izquierda, en sentido horario, los emblemas de Venecia, Génova, Amalfi y Pisa.

El resurgimiento económico y demográfico de los siglos XI y XII tuvo un gran efecto en Italia, donde confluían dos de los principales ejes económicos de la cristiandad. Ahí se interconectaban las rutas que, desde las ciudades comerciales del norte de Alemania y el Báltico (agrupadas en la Hansa), atravesaban el Rin y el Ródano hacia Italia, con las rutas marítimas que a través del Mediterráneo trasportaban las especias y productos de lujo de Oriente y los países musulmanes.
Convertidas en emporios comerciales, muchas ciudades costeras italianas experimentaron un desarrollo económico que les llevó a crear flotas mercantes y barrios comerciales en Oriente (Palestina, Bizancio, Siria, Egipto...). Algunas, particularmente Génova y Venecia, extendieron su dominio a islas y puertos a lo largo del mar Mediterráneo y el mar Negro, forjando auténticos imperios de ultramar. Políticamente, supuso el ascenso social de los comerciantes, que formaron una oligarquía gobernante en muchas de las ciudades del centro y del norte de Italia. Es la etapa de las repubbliche marinare (las repúblicas marítimas).
Venecia estaba formada por las islas pobladas por los supervivientes de Aquilea, que habían estado nominalmente bajo soberanía bizantina dentro del Exarcado de Rávena. Con Orso Ipato, en el 726, comenzó un autogobierno local que terminó reconocido en el 803 por el Imperio Bizantino y el Sacro Imperio. Aunque evolucionó en el tiempo, las grandes familias de la ciudad lograron un sistema en el que el dogo o gobernante era electivo, y un consejo le supervisaba. Poco a poco, Venecia se extendió hasta dominar el Véneto, a medida que el ducado de Milán y el Patriarcado de Aquilea perdieron poder. Sus rutas marítimas surcaban el mar Adriático hasta las islas del Mediterráneo Oriental. Sus posesiones incluyeron en su apogeo el Friul, Istria, Dalmacia, Zara, Rávena, Ragusa, Durazzo, Corfú, las islas Jónicas, el Archipiélago egeo, Eubea, Imbros, Tenedos, Creta y Chipre. Sus delegaciones comerciales abarcaban hasta Oriente Medio, y expedicionarios como el famoso Marco Polo llegaban hasta el Imperio Mongol en China, siguiendo la Ruta de la Seda.

El Mediterráneo oriental hacia el fin del periodo de las repúblicas marítimas. Los Estados italianos que dominaron algunos de estos territorios fueron la República de Venecia (territorios en verde) y la República de Génova (territorios en amarillo).

Génova era un antiguo puerto ligur que, dejado de la mano imperial, terminó sin más señor que su obispo. Sin embargo, con el tiempo, las magistraturas elegidas ganaron importancia. Las principales familias nobiliarias y comerciantes, como los Grimaldi, los Doria y los Spínola, lucharon por el poder sobre un Estado que llegó a controlar Liguria, Córcega, Cerdeña, Lesbos, Samos, Caffa...entre otras posesiones de ultramar. Sin embargo con el tiempo decayó, perdiendo Cerdeña frente a Aragón, posesiones en Oriente frente a Venecia en la Guerra de Chioggia, y trayendo la peste a Europa desde el  mar Negro. Terminaría entrando primero en la órbita del  Reino de Francia (1394–1409), para después tener una etapa en la que fue regida por los Visconti milaneses.
Otras repúblicas marítimas incluyen a Pisa, república que tuvo su parte en la lucha marina contra los árabes en Salerno, Regio y Palermo, además de controlar Córcega, Cerdeña, y el mar Tirreno, antes de ser desbancada por Génova y entrar en la órbita florentina; Amalfi, repúblicas independiente de facto del poder bizantino y lombardo cuando estos flaquearon, tuvo una significativa importancia histórica antes de ser englobada en el Reino de Sicilia por los reyes normandos , siendo las Tabulae amalphitanae (o Leyes amalfitanas) el origen del Derecho marítimo. Las ciudades de Ancona y Ragusa (esta última sita en la actual costa croata) son también a veces consideradas repúblicas marítimas.

## El renacimiento italiano (s.XValXVI)

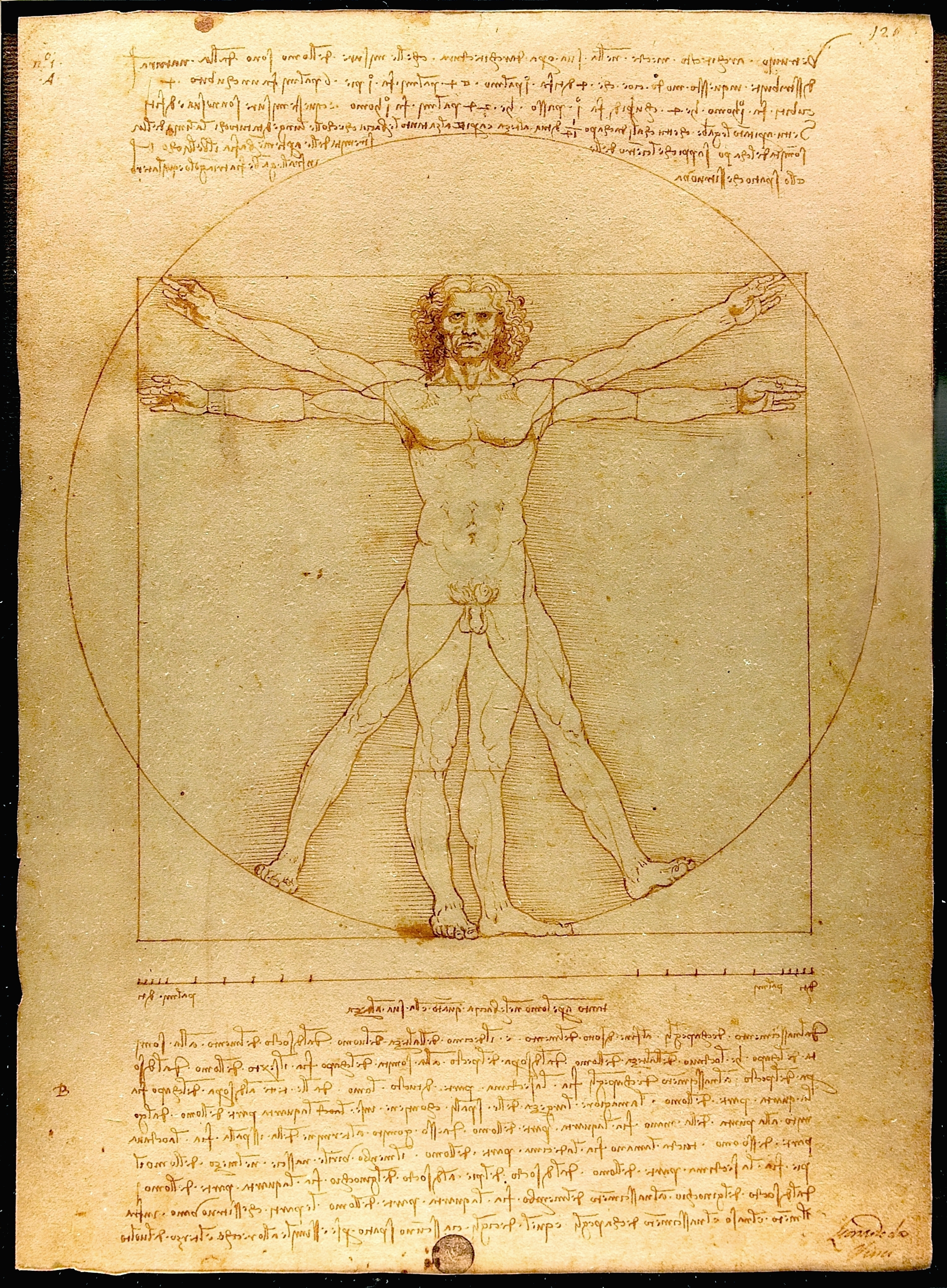
Hombre de Vitruvio de Leonardo da Vinci: ejemplo de la combinación de ciencia y arte.

El Renacimiento italiano inició la era del Renacimiento, un período de grandes logros y cambios culturales en Europa que se extendió desde fines del siglo XIV hasta alrededor de 1600, constituyendo la transición entre el Edad Media y la Edad Moderna.

Escudo papal de Alejandro VI.

Aunque los orígenes del movimiento, confinado principalmente a la cultura literaria, el esfuerzo intelectual y el mecenazgo, pueden rastrearse hasta inicios del siglo XIV, muchos aspectos de la cultura italiana permanecían en su estado medieval y el Renacimiento no se desarrolló totalmente hasta finales del mismo siglo.
La palabra "Renacimiento" (Rinascimento en italiano) tiene un significado explícito, que representa el renovado interés del período en la cultura de la Antigüedad clásica, luego de lo que allí mismo se etiquetó como la "Edad Oscura". Estos cambios, aunque significativos, estuvieron concentrados en las clases altas, y para la gran mayoría de la población la vida cambió poco en relación con la Edad Media.
El Renacimiento italiano comenzó en Toscana, con epicentro en las ciudades de Florencia y Siena. Luego tuvo un importante impacto en Roma, que fue ornamentada con algunos edificios en el estilo "antiguo", y después fuertemente remodelada por los papas del siglo XVI. La cumbre del movimiento se dio a fines del siglo XV, mientras los invasores extranjeros sumían a la región en el caos. Sin embargo, las ideas e ideales del Renacimiento se difundieron por el resto de Europa, posibilitando el surgimiento delRenacimiento francés, el Renacimiento español, el Renacimiento alemán, el Renacimiento nórdico y el Renacimiento inglés, entre otros.
El Renacimiento italiano es bien conocido por sus logros culturales. Esto incluye creaciones literarias con escritores como Petrarca, Boccaccio, Castiglione y Maquiavelo, obras de arte de Miguel Ángel, Rafael y Leonardo da Vinci, y grandes obras arquitectónicas como la Catedral de Santa María del Fiore en Florencia y la Basílica de San Pedro en Roma. Políticamente fue un periodo de constantes luchas por el poder, cambios dinásticos, guerras e invasiones extranjeras.

### Los Borgia
En 1492 ascendió al trono papal el cardenal de origen español Rodrigo Borgia, que tomaría el nombre de Alejandro VI. Su gobierno pronto se hizo famoso por su nepotismo y su legendaria falta de moral. El nuevo papa era partidario de una recuperación del poder político en Italia por la Iglesia, lo que lo llevó a establecer múltiples y cambiantes alianzas con sus vecinos.
La situación política seguía marcada por el deseo francés bajo Carlos VIII de Francia de extenderse hacia el sur. La extensión de la casa real napolitana les daba pretensiones de sucederles, dado el parentesco. A pesar de haber devuelto a Fernando el Católico el Rosellón a cambio de su neutralidad y de las simpatías iniciales de Milán, enfrentada al rey de Nápoles, el temor de que Francia pasara a controlar Italia se extendió. La Guerra italiana de 1494-1498 le enfrentó a la Liga de Venecia, que unía las reivindicaciones aragonesas con el Papado, Milán, Venecia y el Emperador, deseos de impedir el control francés de Italia. Un ejército español fue levantado bajo el mando de Gonzalo Fernández de Córdoba, que se ganaría el apodo de "El Gran Capitán" al mando de los nacientes Tercios. Una enconada guerra en Calabria colocó en el trono al monarca de origen aragonés Fernando II de Nápoles, con el Tratado de Marcoussis de 1498.

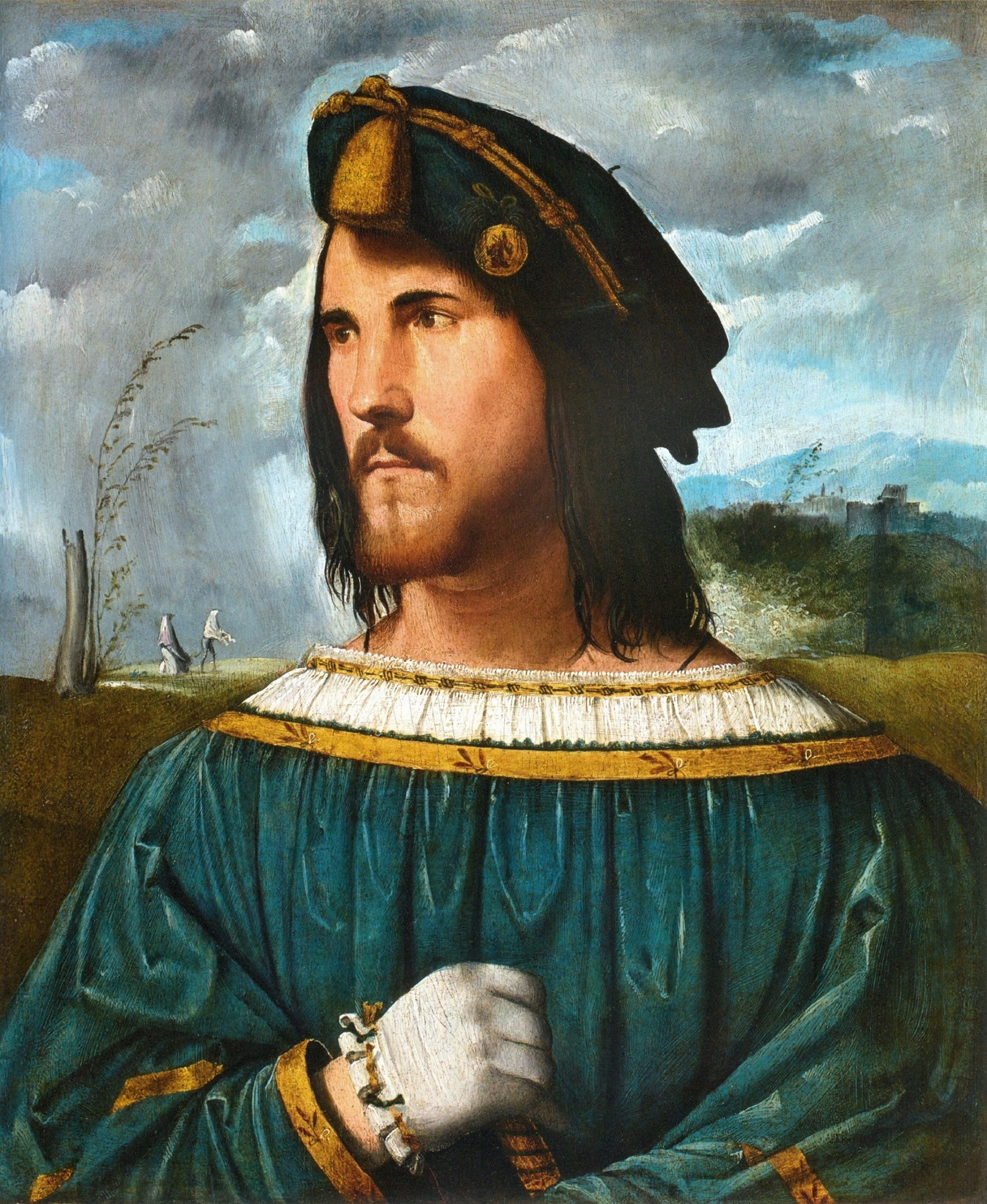
César Borgia por Altobello Melone.

Sin embargo, la muerte del rey francés en 1498, siendo sustituido por su primo Luis XII, le permitió cambiar de bando. Así, emitió una bula que permitía el nuevo matrimonio del rey con la mujer de su predecesor, Ana de Bretaña, necesaria para garantizar la fijación de la poderosa Bretaña a Francia a cambio del apoyo galo. El nuevo rey, emparentado con los Visconti, antiguos duques de Milán, reclamó exitosamente el Ducado de Milán que había sido ocupado por los Sforza. Fue la Guerra italiana de 1499-1501. Con sus tropas, el hijo del papa y capitán de los ejércitos pontificios, César Borgia, conquistó una tras otra las ciudades de la Romaña, (Imola, Forli, Rímini, Pésaro, Faenza...) a pesar de la resistencia de sus señores (Caterina Sforza, los D'Este). César lo convirtió en su señorío particular como representante del Papado, antes de ser nombrado en 1501 duque de Romaña. Invadió también el Ducado de Urbino y amenazó Bolonia y Florencia. César se convertiría en uno de los prototipos de hombre renacentista y en un claro ejemplo de condottiero o caudillo militar que marcarían esa convulsa etapa de Italia. Venecia aprovechó la ocasión para anexar Cremona
Entre tanto, un pacto en Granada había repartido el Reino de Nápoles entre Francia y España. El país fue fácilmente ocupado en la Guerra de Nápoles (1501-1504) tras el desgaste acusado durante la primera guerra. Sin embargo, discrepancias posteriores desembocaron en una guerra en la que Gonzalo Fernández de Córdoba expulsó del país a los franceses en 1504 tras vencerles en batallas como Seminara y Ceriñola. Con el Tratado de Lyon, Nápoles se uniría ya definitivamente en la Corona de Aragón.
En 1503, mientras la situación se complicaba, el papa murió, siendo elegido como sucesor un cardenal de la familia Della Rovere, con el nombre de Julio II. Se trataba del principal antagonista desde hace años de los de Borja o Borgia dentro de la Iglesia. César Borgia cayó en desgracia y terminaría sus días en Navarra, con sus tierras reincorporadas al papado. Bolonia fue saqueada en 1506 y definitivamente reintegrada en los Estados Pontificios. Su hermano Francesco Maria I della Rovere ganó también el trono ducal vacante de Urbino. Temeroso del beneficio que sacaba Venecia de la lucha en Italia, el papa reunió a las potencias contra ella en la Guerra de la Liga de Cambrai en 1508 y recuperó Rávena. Sin embargo, el juego de alianzas se complicó, con el Papado uniéndose a una Venecia derrotada en Agnadello y luego salvada por la intervención francesa en Marignano. En 1516, los contendientes aceptaron volver al mapa previo a esta lucha.

### La Toscana

Escudo de armas de los Médici, señores de Florencia y mecenas del Renacimiento.

Florencia no había intervenido especialmente en las luchas de poder por la península, pero influidas por ellas había sufrido sus propias convulsiones. La República Florentina había pasado a estar controlada por la patriarca de la familia Médici, principal casa de comerciantes de la localidad. Tras la muerte de Lorenzo de Médici en 1492, quien había llevado a la ciudad al esplendor cultural y económico que le ganó el sobrenombre de il Magnífico, la ciudad cayó en manos del predicador y monje Savonarola, fanático religioso y defensor de una reforma eclesiástica. Esto condujo a una temporada de disturbios famosos por sus hogueras de vanidades en las que se quemaron numerosas obras de arte.
El enfrentamiento con el papa Alejandro VI les llevó a excomulgarse mutuamente, lo que terminó significando el arresto y, tras la muerte de su defensor Carlos VIII de Francia, la ejecución en la hoguera del monje con la consiguiente restauración de la preeminencia de los Médici, liderados por el hijo de Lorenzo, Piero de Médici. Sin embargo este careció de la diplomacia de su padre, labrándose numerosos enemigos entre los defensores del gobierno republicano, que terminaron expulsándole. Dedicó desde entonces su vida a intentar recobrar el poder, infructuosamente.
Esta República se vio marcada por las guerras contra Pisa, Arezzo y otras ciudades de la Toscana que intentaron aprovechar estas disputas para minar la supremacía florentina en la región. La ascensión en 1513 de uno de los hijos de Lorenzo como papa, bajo el nombre de León X, fue determinante para el retorno de la familia a la preeminencia en la ciudad. Tras un interregno en el que volvieron a perder el poder tras la muerte del papa, se restablecieron con la elección del también Médici Clemente VII en 1523. Las posteriores alianzas con el Papado y el Imperio de Carlos V reforzaron su dominio y lo convirtieron en un señorío hereditario a partir de Cosme I, al principio como duque de Florencia.

### Las guerras por el predominio en Italia

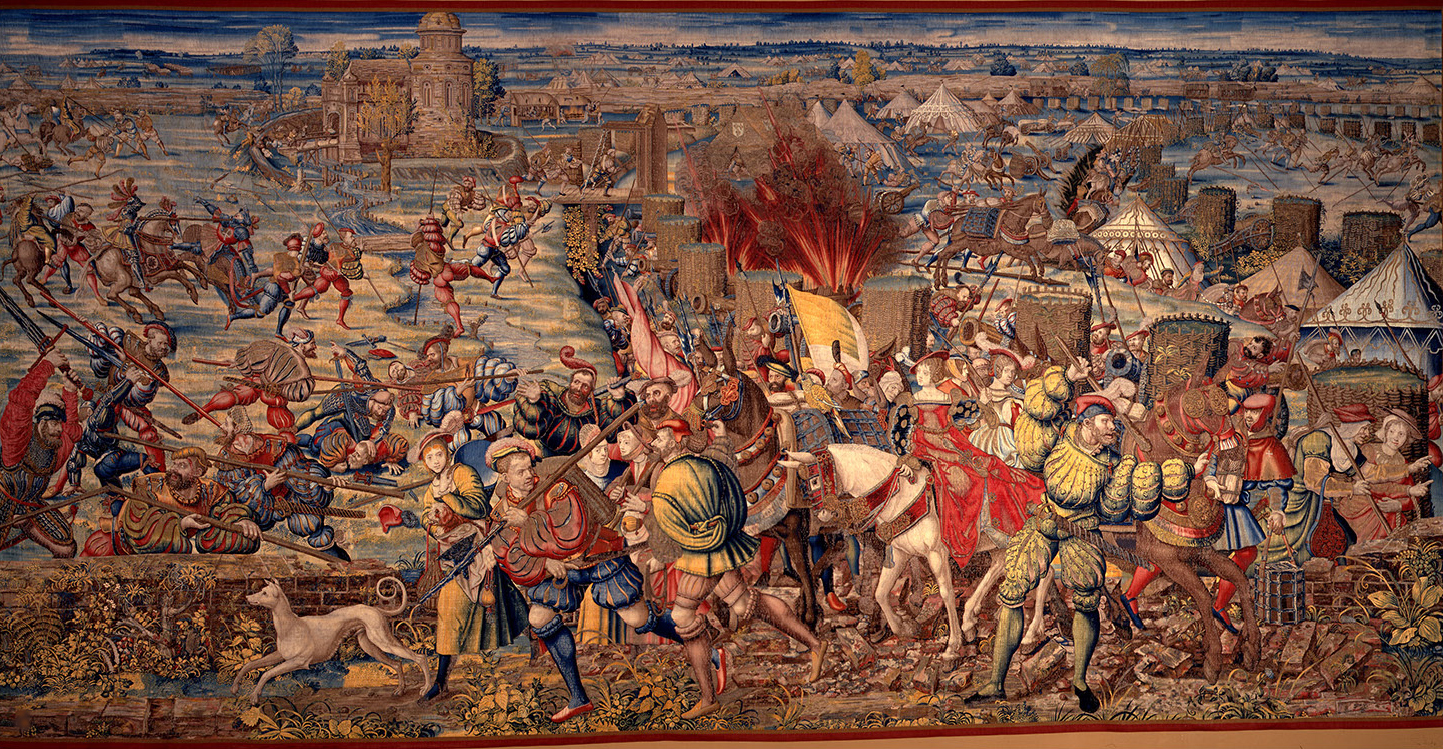
La decisiva batalla de Pavía, que supuso la victoria española en Italia.

El paso del tiempo trajo el relevo generacional y Francisco I se convirtió en rey de Francia y Carlos I en monarca tanto de los reinos hispanos como de los territorios de las casas de Borgoña y de Habsburgo. Ambos gobernantes se enfrentaron por el título de emperador y el dominio de territorios disputados en Italia y Borgoña, desembocando en la Guerra Italiana de 1521-1526. Francisco I invadió Italia, pero sufrió derrotas frente a las fuerzas habsburgo como Bicoca y sobre todo, Pavía. En esta batalla de 1525, donde Francisco I fue capturado, se marcó el punto de inflexión a favor de España. Francisco tuvo que abandonar muchas de sus pretensiones sobre Italia y Borgoña. Aunque tras su liberación se negó a cumplir los términos del acuerdo, España se había convertido en la mayor potencia del momento.
Alarmado, el nuevo papa Clemente VII reunió a múltiples estados italianos en una liga contra España. La guerra de la liga de Cognac de 1526 resultó un desastre: las fuerzas españolas tomaron Florencia y en 1527 se produjo un afamado Saco de Roma por lansquenetes imperiales. En 1528, el almirante genovés Andrea Doria cambia de bando pasando de Francia a España y expulsando a los franceses de Génova. Doria impuso importantes reformas en la república de Génova, que quedó integrada en la esfera española. La república fue clave para garantizar las comunicaciones marítimas entre España e Italia, así como clave en la financiación de la monarquía hispánica. Con la retirada de Francia con la Paz de Cambrai de 1529, la guerra terminó con el poder español revalidado y Florencia de nuevo bajo control de los Médici.
La muerte de Francesco Maria Sforza dio ocasión a la Monarquía Hispánica para reclamar el Milanesado y desencadenó la Guerra italiana de 1536-1538, que dejó con la Tregua de Niza a España en control de Milán y a Francia como dueña de Saboya. Notablemente Manuel Filiberto de Saboya, cuyas tierras quedaban ocupadas por los franceses, pasó a servir en los ejércitos imperiales de Carlos V. La guerra había llegado a implicar en paralelo acciones fuera de Italia como una invasión imperial en la Provenza.
La elección en 1537 de Paulo III como papa favoreció a su familia, los Farnesio. Legitimado su hijo bastardo Pedro Luis Farnesio, le concedió los dominios papales de Parma, Piacenza, Camerino y Guastalla con lo que fundó el Ducado de Parma, además del Ducado de Castro. El nuevo estado reunió las tierras entre el poder Médici del sur y el Milanesado de Carlos IV, cuyo vicario Ferrante I Gonzaga llegó a invadir el nuevo estado. Sin embargo, la alternando el uso de la fuerza y de la diplomacia, Carlos V casó ese mismo año a su hija bastarda Margarita de Austria con el heredero de Parma, Octavio Farnesio. El duque de Florencia Cosme I de Médici, enfrentado a la profrancesa república de Siena, estableció una alianza similar con su boda con Leonor de Toledo y se proclamó Gran Duque de Toscana. Varias de las sobrinas de Carlos V terminarían casándose con casas italianas aliadas a los Habsburgo como los Gonzaga, Este o Medici, consolidando la influencia de la dinastía en Italia.
Buscando nuevos apoyos, Francia recurrió al Imperio Otomano de Solimán I, que le apoyaron durante el sitio de Niza, ciudad proespañola en la frontera francoitaliana, que resultó infructuoso. La Guerra italiana de 1542-1546, librada en paralelo a otros conflictos entre habsburgos y otomanos, vería una victoria francesa en Cerisoles en 1544, pero también una invasión angloespañola sobre Picardía y finalmente la vuelta al estado inicial.
El siguiente rey francés, Enrique II de Francia, desencadenaría la última guerra italiana, fracasando en su ataque en Toscana al ser derrotado en la batalla de Marciano pese a éxitos previos en la frontera germana, terminó con el territorio sienés repartido entre los florentinos aliados a los españoles y nuevas guarniciones costeras de la monarquía habsburgo. Los franceses fueron finalmente rechazado por una alianza entre España y Manuel Filiberto de Saboya en la batalla de San Quintín de 1557. Tras algunos combates menores en Flandes, Francia se avino finalmente al tratado de Cateau-Cambresis, también conocido como de las damas, que puso fin a las guerras en 1559. Por sus condiciones, Francia renunciaba a Italia, donde España lograba la supremacía. Entre las implicaciones del tratado Manuel Filiberto recuperó finalmente sus dominios saboyanos.

## El dominio extranjero y la Unificación (s.XVIalXIX)

### El dominio español (1559-1714)

La Cruz de Borgoña, estandarte de las fuerzas españolas y bandera del Imperio español.

Carlos V acabó abdicando y repartiendo sus dominios entre su hijo, Felipe II, que heredó las numerosas posesiones de su padre, incluyendo Cerdeña, Sicilia, Nápoles, los Presidios de la Toscana y Milán, y su hermano, Fernando I, que le sucedió en el trono imperial y los dominios originarios de la dinastía Habsburgo. Aunque Felipe II se estableció en España, designó virreyes para los antiguos reinos de la Corona de Aragón en Italia y un gobernador para Milán que gestionaran la administración de las provincias italianas.
Este control de Italia por una potencia extranjera fue al mismo tiempo una fuente de arte y cultura y un foco para los sentimientos antiespañoles. Los intercambios culturales fueron bidireccionales: la culta Italia, depositaria de los tesoros de la Antigüedad Clásica era un lugar de aprendizaje para los artistas del naciente Siglo de Oro español. Artistas de la talla del pintor Diego Velázquez o los escritores Francisco de Quevedo y Miguel de Cervantes peregrinaron en sus comienzos a Italia a aprender de los artistas del Renacimiento italiano. Otros muchos, como Lope de Vega muestran en su obra la huella del arte renacentista italiano.
Las numerosas guerras que encaró la monarquía hispánica también tuvieron su efecto en Italia. Aunque como parte de la Corona de Aragón se libró de soportar la parte más dura del esfuerzo bélico (que llevó a un endeudamiento soportado gracias a los banqueros genoveses), pasó a ser parte del camino español, la ruta por la que los soldados españoles marchaban a los campos de batalla de los Países Bajos y Alemania. El hijo de Margarita de Parma (y nieto de Carlos V), Alejandro Farnesio alcanzó por ejemplo un notable éxito al mando del ejército español en las guerras que este libraba en Europa.
Asimismo, la actividad pirata de turcos y berberiscos asoló las costas del golfo de Tarento y Sicilia, llegándo a tomar los turcos brevemente el puerto napolitano de Otranto en 1480. Malta, tradicionalmente dependiente del poder siciliano fue entregado a los Caballeros Hospitalarios en 1530 como baluarte contra los turcos tras la caída de su base en Rodas. La contribución italiana, no ya napolitana y siciliana sino incluso de aliados venecianos, genoveses, florentinos y romanos, reunidos en la Liga Santa fue constante en las guerras contra el Imperio otomano, como en el Sitio de Malta (1565) o la batalla de Lepanto (1571). Pescara fue asediada por los turcos en 1566 infructuosamente.
Su hijo y sucesor, Felipe III vio su hegemonía en riesgo ante los recelos de Francia y potencias locales como Saboya y Venecia. Desde 1613 se dio la guerra de sucesión de Montferrato, donde el ducado de Montferrato fue disputado entre Saboya y Mantua, con Francia terminando apoyando a Saboya. El duque de Saboya, Manuel Filiberto osciló a lo largo de su reinado entre alianzas con españoles y franceses. En 1618 los recelos al poder español en Italia explotaron en Venecia en la llamada Conjuración de Venecia, que supuso la persecución de los pro-españoles en la república. Desde 1620 y con una Francia en auge en Europa durante el gobierno del cardenal Richelieu, la política italiana de Felipe III se vio centrada en el asunto de la Valtelina, los valles del norte de Milán que comunicaban con Suiza y Alemania. El territorio, históricamente disputado entre Milán y los grisones, fue ocupado por los españoles sólo para ser expulsados de nuevo por los protestantes suizos con el apoyo francés.
La España de su sucesor Felipe IV, ya en franca decadencia, vio sus últimos logros con la Guerra de Sucesión de Mantua, donde, habiendo muerto sin sucesión el último duque de Mantua, Francia defendió a un candidato a la sucesión contra Saboya y España. La guerra permitió a Felipe anexionarse el territorio, aunque la guerra de los Treinta Años distrajo su atención de Italia. En ella y en el perenne conflicto en Flandes brilló el general Ambrosio de Spínola, oriundo de Génova que se había puesto al servicio del rey de España. Las revoluciones de la década de 1640, en plena decadencia marcada por Rocroi y los Pirineos, supusieron una sublevación de carácter nacionalista y antiespañol liderada por Masaniello en el Reino de Nápoles así como en Sicilia.
El reinado del último Habsburgo, Carlos II de España, no trajo grandes cambios en la vida política italiana, aunque el problema sucesorio que plantó su testamento, en favor de un pariente francés generó una Guerra de Sucesión que implicó a prácticamente toda Europa occidental. Mientras en la península ibérica los acontecimientos favorables a uno y otro bando se alternaban, el duque de Saboya y Austria tomaron las posesiones españolas en Italia. La victoria final de Felipe V llevó a la Paz de Utrecht, que supuso el fin de la presencia española en Italia.

### Borbones y Habsburgos (1712-1796)

Armas de los Habsburgo-Lorrena, grandes duques de Toscana y emperadores de Austria.

Tras la guerra de sucesión española en 1714, las posesiones del Imperio español fuera de la península ibérica, entre ellas el dominio de Milán, Nápoles y Cerdeña, pasaron a la otra rama de la familia Habsburgo, emperadores de Sacro Imperio y archiduques de Austria. El pretendiente Carlos heredó el título imperial como Carlos VI del Sacro Imperio Romano Germánico. La Casa de Saboya, por su apoyo en la guerra recibió el título de rey y la isla de Sicilia.
En 1717 hubo un intento español de recobrar las posesiones italianas perdidas que tomó Sicilia y Cerdeña, pero una coalición de Austria, Francia, Gran Bretaña y Holanda derrotó a los españoles en la batalla del cabo Passaro. Reorganizando la situación de Utrecht, austríacos y piamonteses intercambiaron Sicilia por Cerdeña en el Tratado de La Haya de 1720, dando origen al Reino de Cerdeña o del Piamonte con el fin de facilitar la defensa de los territorios. Se trató de apaciguar las pretensiones españolas entregando el Ducado de Parma y el Gran Ducado de la Toscana a Carlos, hijo del nuevo rey español.
Sin embargo, los Pactos de Familia entre los Borbones y la debilidad austríaca en la guerra de sucesión polaca permitió a Carlos conquistar la corona del Reino de las Dos Sicilias dando lugar a una nueva rama de la dinastía, los Borbón-Dos Sicilias. A cambio, Austria recibía el pequeño ducado de Parma. Francisco Esteban, duque de Lorena desposeído por los reajustes territoriales era compensado con el Gran Ducado de la Toscana. Sin embargo, la situación seguía sin ser definitiva: El ascenso de Carlos al trono español como Carlos III de España tras la muerte de su hermano y la incapacidad de su hijo primogénito llevó la herencia de sus reinos italianos a su segundo hijo Fernando I de las Dos Sicilias.
Pero sobre todo, el reparto de los reinos fue perturbado por la guerra de sucesión austríaca (1740-1748). La muerte de Carlos VI dejando como heredera a su hija María Teresa I de Austria, ante la falta de hijos varones, no fue reconocida por las potencias europeas pese a la Pragmática Sanción de 1713 que su padre había promulgado. Con diversos intereses, Prusia, Francia y España atacaron y comenzaron una guerra que terminó en Italia con la devolución a los Borbones de Parma, Guastalla y Piacenza. Felipe, hijo de Felipe V de España, dio con ello nacimiento a la Casa de Borbón-Parma. Las implicaciones en Alemania y el resto de Europa de la guerra causaron la guerra de los Siete Años (1756-1763) como revancha sin más efectos en Italia. El matrimonio de María Teresa con Francisco Esteban supuso la incorporación de Toscana a sus dominios en la nueva casa de Habsburgo Lorena.

Italia 1796

### Las guerras napoleónicas (1796-1815)

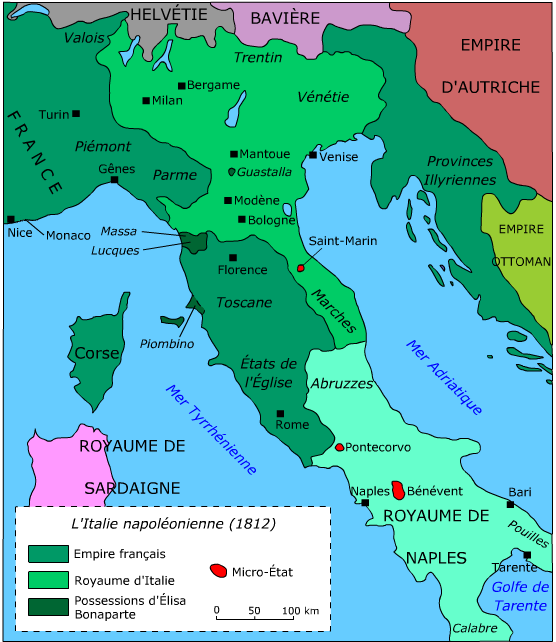
Mapa de Italia durante el dominio Francés.

Tras la Revolución francesa de 1789 Italia no se convirtió en un gran campo de batalla, aunque hubo enfrentamientos con Saboya cuando los franceses trataron de ocupar las tierras situadas más allá de los Alpes (Niza y el condado de Saboya). La cosa se complicó dado que el Imperio austríaco, enemigo de los revolucionarios, dominaba buena parte del país. Por ello, se encomendó en 1796 al joven general Napoleón Bonaparte que realizara una maniobra de distracción contra los intereses austríacos en el sur, mientras que las principales fuerzas atacaban por el Norte.
Sorprendentemente, fue el débil ejército de Italia el que en batallas como Lodi y Dego obtuvo la victoria mientras el ejército del Rin se quedaba estancado. Napoleón puso fin al dominio austríaco de Italia, que dividió en repúblicas afines a Francia como la República Ligur, la República Cisalpina, y la República Partenopea mientras conquistaba la gloria militar y escalaba puestos en su ascenso al poder. Tras sufrir repetidas derrotas, los austríacos firmaron en 1797 el tratado de Campoformio con el que Austria se rendía a Francia y le reconocía sus conquistas, incluidas Lombardía, a cambio de Venecia. El fracaso de la siguiente expedición de Napoleón en Egipto dio la oportunidad a Austria de volver a intervenir en Italia, pero la derrota en la batalla de Marengo supuso la definitiva renuncia a Italia, que desde entonces fue uno de los territorios más firmemente controlados por Napoleón.
Las diversas repúblicas se convertirían en la República de Italia, cuyo presidente fue Napoleón y que se convertirían en el Reino de Italia. Nápoles fue conquistada, y el Reino de Nápoles entregado a José Bonaparte, primero, y a Joaquín Murat posteriormente. Los Estados Pontificios fueron anexionados a Francia en 1804, ante la poca cooperación del papa.
Durante el posterior transcurso de las guerras napoleónicas Italia estaría controlada por los franceses hasta los últimos momentos. El Congreso de Viena de 1815 marcaría la restauración del sistema político previo.

### La Unificación (1815-1914)
La Europa posterior al Congreso de Viena estuvo marcado por un desarrollo del nacionalismo vinculado al romanticismo, una intensa actividad revolucionaria de carácter liberal y, a partir del conflicto social de la Revolución industrial, por el movimiento obrero. Italia no fue ajena a estas luchas, que tuvieron su foco en el deseo de unir a las distintas regiones de habla y cultura italiana en un mismo país. Se habla muchas veces de un Risorgimiento, un renacer de la cultura italiana y de la conciencia nacional. Grupos masónicos como los carbonari, y revolucionarios como la Joven Italia de Mazzini o el aventurero Giuseppe Garibaldi, proliferaron en este ambiente con el apoyo de Reino Unido y Francia, interesados en desgastar a los austríacos. Los grandes enemigos a batir en la construcción de esta identidad nacional fueron los intereses temporales del papa y los monarcas absolutistas como el Reino de las Dos Sicilias y especialmente el dominio extranjero austrohúngaro de Lombardía, el Véneto y la Toscana.

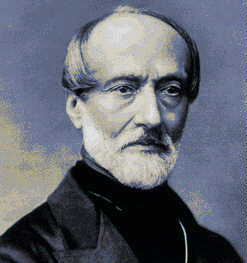
Giuseppe Mazzini, uno de los primero ideólogos del Risorgimiento.

Tan temprano como en 1820, coincidiendo con la revolución liberal en España, hubo insurrecciones sin éxito. Guglielmo Pepe llegó en el Reino de las Dos Sicilias a tomar la parte continental y forzar al rey a una constitución liberal, pero la intervención de la Santa Alianza, una coalición de monarcas absolutistas abortó la situación. En 1823, Santorre di Santarosa trató de producir una revolución en el Piamonte, usando los colores de la antigua República Cisalpina. Sin embargo, la intervención del rey Carlos Félix de Cerdeña motivó que fuera un fracaso. En 1830, se repitió la situación. Tras unas declaraciones de Francisco IV de Módena en las que alentaba el nacionalismo italiano, los revolucionarios se organizaron y produjeron levantamientos en Bolonia, Parma, Pésaro, Urbino y Romaña. El papa Gregorio XVI pidió ayuda a Austria, y en 1831 Metternich había sofocado la revuelta.
La Primavera de los pueblos de 1848 fue ya un intento cercano al éxito, con sublevaciones en Mesina, Milán y Palermo, pero la falta de apoyo de Saboya permitió a los austríacos aplastar la insurrección. Tras la batalla de Custoza, el Armisticio de Salasco recuperó el statu quo del Congreso de Viena. Apenas un año después, se proclamó la República Romana presidida por Mazzini, mientras Leopoldo II de Toscana tenía que abandonar Florencia y Carlos Alberto de Cerdeña entraba en guerra con Austria. De nuevo, los austríacos retomaron la insurrecta Venecia pese a la resistencia de Leonardo Andervolti y frustraron los deseos de unificación de Saboya en la batalla de Novara. El ejército francés de Napoleón III, ferviente católico y defensor del papa, acabó con la República Romana.

Italia en 1860 durante la unificación italiana y la anexión francesa de Niza y Saboya.

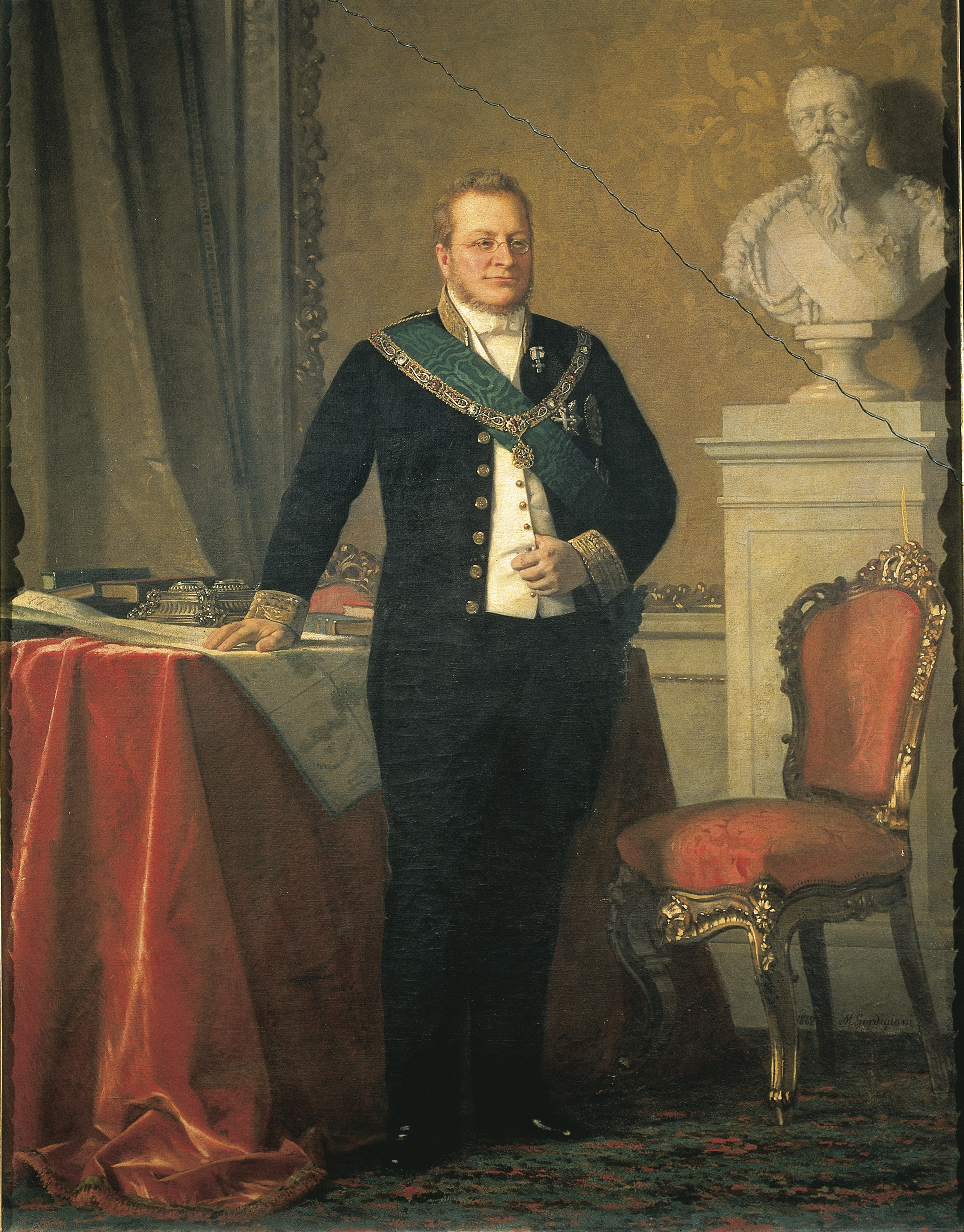
El conde de Cavour, primer ministro del Piamonte.

El Reino del Piamonte fue el protagonista final de este proceso. Camilo Benso, conde de Cavour, primer ministro desde 1852, obtuvo el apoyo del Segundo Imperio Francés. El 14 de mayo de 1859, un ejército francosardo declaró la guerra a Austria e invadió Lombardía con apoyo francés en 1859. Merced a las sucesivas victorias en Montebello, Palestro y Magenta, la región fue conquistada y el 5 de junio, los sardos entraron en Milán. Giuseppe Garibaldi, vuelto del exilio y al mando de los Cazadores de los Alpes, operó al norte retomando Como. Tras una última y dura lucha, con la victoria de Solferino fueron liberadas Brescia, Bérgamo y Verona. Los austríacos se replegaron detrás del Quadrilatero, su línea defensiva que separaba el Véneto del resto de la península. La crudeza de la lucha motivaría a Henri Dunant a escribir Un Recuerdo de Solferino y a fundar la Cruz Roja. El 10 de noviembre, se firmó el Tratado de Zúrich, que ratificó la tregua que se había alcanzado en Villafranca. Según sus términos, Austria cedía Lombardía a Francia, que a su vez se la entregaba al Piamonte a cambio de Niza y la comarca de Saboya. Los estados italianos formarían una coalición encabezada por el papa.
A pesar de que el balance global había sido una ganancia de territorios para los italianos de Piamonte-Cerdeña, estos se sintieron traicionados. Contra la idea de dejar el resto de territorios italianos como estaban tras la paz, se apoyaron regímenes prounificación en el Gran Ducado de Toscana, el Ducado de Parma y el Ducado de Módena, así como las Delegaciones Papales de Bolonia, Ferrara y Romaña. Estos territorios se agruparon como las Provincias Unidas de Italia Central, que se unieron al Reino de Cerdeña tras un referéndum en marzo de 1860.

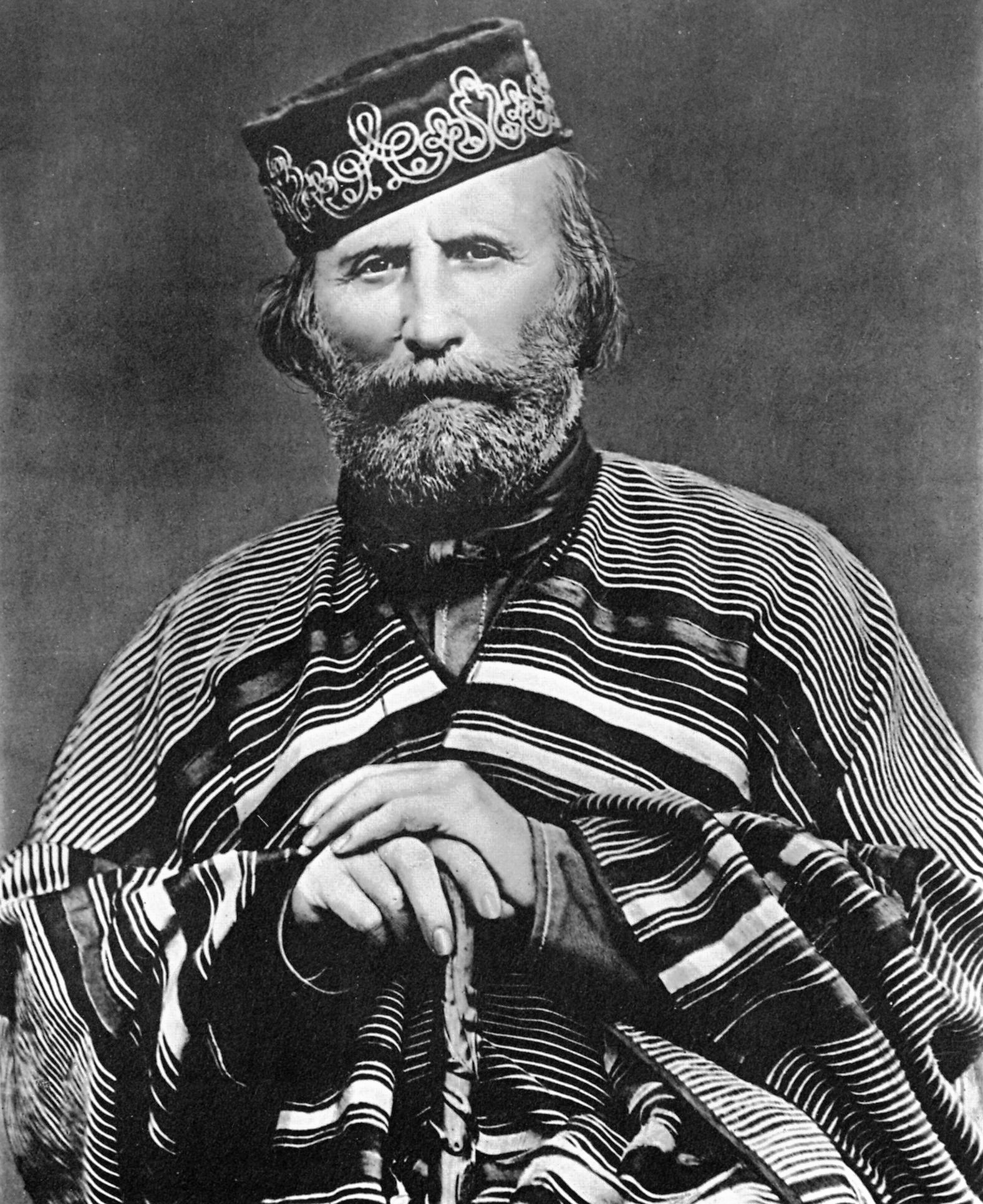
Giuseppe Garibaldi, revolucionario italiano.

El 6 de mayo de 1860, el aventurero y discípulo de Mazzini, Giuseppe Garibaldi embarcó en la llamada Expedición de los Mil con destino al Reino de las Dos Sicilias. Sorprendentemente y a pesar de su inferioridad numérica, ganó la batalla de Calatafimi y entró en Palermo. Desde ahí cruzó el estrecho de Mesina y puso en aprietos Nápoles. La retirada hacia el norte de Francisco II de las Dos Sicilias le permitió entrar en la capital. Otro plebiscito apoyó la incorporación al Piamonte, mientras que la resistencia real sufría un golpe en la batalla del Volturno. Tras ser asediado en Gaeta el rey se exilió. Las últimas fortalezas (Mesina y Civitella del Tronto) cayeron a comienzos de 1861. El 17 de marzo de 1861, el soberano del Piamonte, Víctor Manuel II, era coronado rey de Italia. 

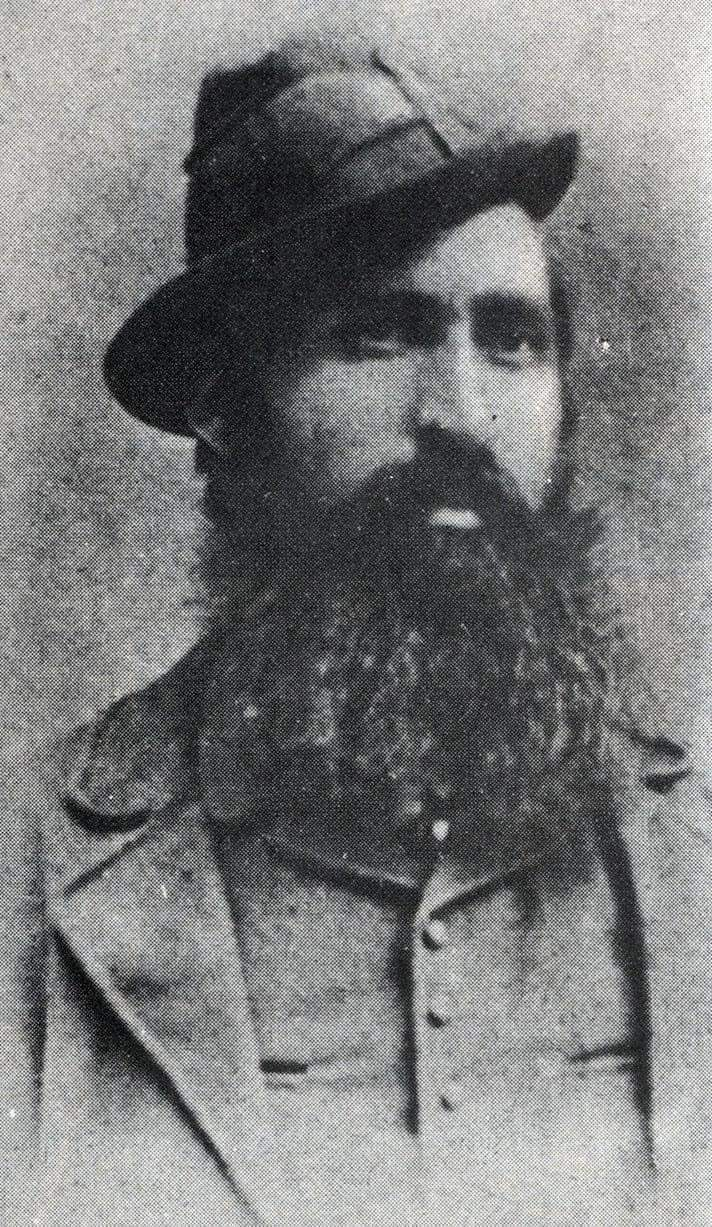
Carmine Crocco, bandolero italiano.

Entre tanto, después de la anexión del Reino de las Dos Sicilias, estalló una rebelión en las regiones del sur, debido a los problemas sociales persistentes y a las promesas incumplidas por parte del nuevo gobierno. La rebelión, conocida como «brigantaggio post-unitario», se transformó en una sangrienta guerra civil que duró casi diez años. El Gobierno borbónico en el exilio explotó la rabia del pueblo en un intento de recuperar el trono, nombrando algunos bandoleros para conducir las revueltas, de los cuales el más famoso fue Carmine Crocco.
En 1866, aprovechando que Alemania se enfrentaba a Austria en la guerra de las Siete Semanas, los italianos también le declararon la guerra a Austria. Al concluir esta se anexionaron el Véneto con su capital, Venecia, aunque Bolzano, Trento y algunas de las regiones en disputa siguieron en manos austríacas.
Por último, en 1870, y aprovechando que Alemania en su propio proceso de unificación había desencadenado la guerra francoprusiana y que Francia tuvo que llamar a todas las tropas que defendían Roma de una posible invasión italiana (Napoleón III, ferviente católico era el principal defensor del papa), Víctor Manuel invadió los Estados Pontificios y proclamó Roma capital de Italia. Esta anexión generó un conflicto entre Iglesia y Estado conocido como Cuestión Romana, que no se resolvería hasta 1929, con la creación de la Ciudad del Vaticano.
El nacionalismo italiano siguió manteniendo sin embargo sus reclamaciones sobre regiones que consideraba italianas, pero que permanecían en manos extranjeras, a las que calificaba de Italia Irredenta. Esta incluía varias ciudades y comarcas en la frontera con Austria y Croacia, a las que los sectores más extremistas añadían Niza y Saboya, Malta, Córcega y la región italoparlante de Suiza.

## Reino de Italia (1861-1946)
Desde 1861 hasta 1946, Italia fue el reino gobernado por la casa de Saboya, esta entidad política fue el Reino de Italia.

### Reino temprano
Fue llamado Statuto Albertino, y permaneció sin cambios desde que Carlo Alberto lo concedió en 1848 incluso a pesar de los amplios poderes concedidos al rey (como, por ejemplo, nombrar a los senadores).

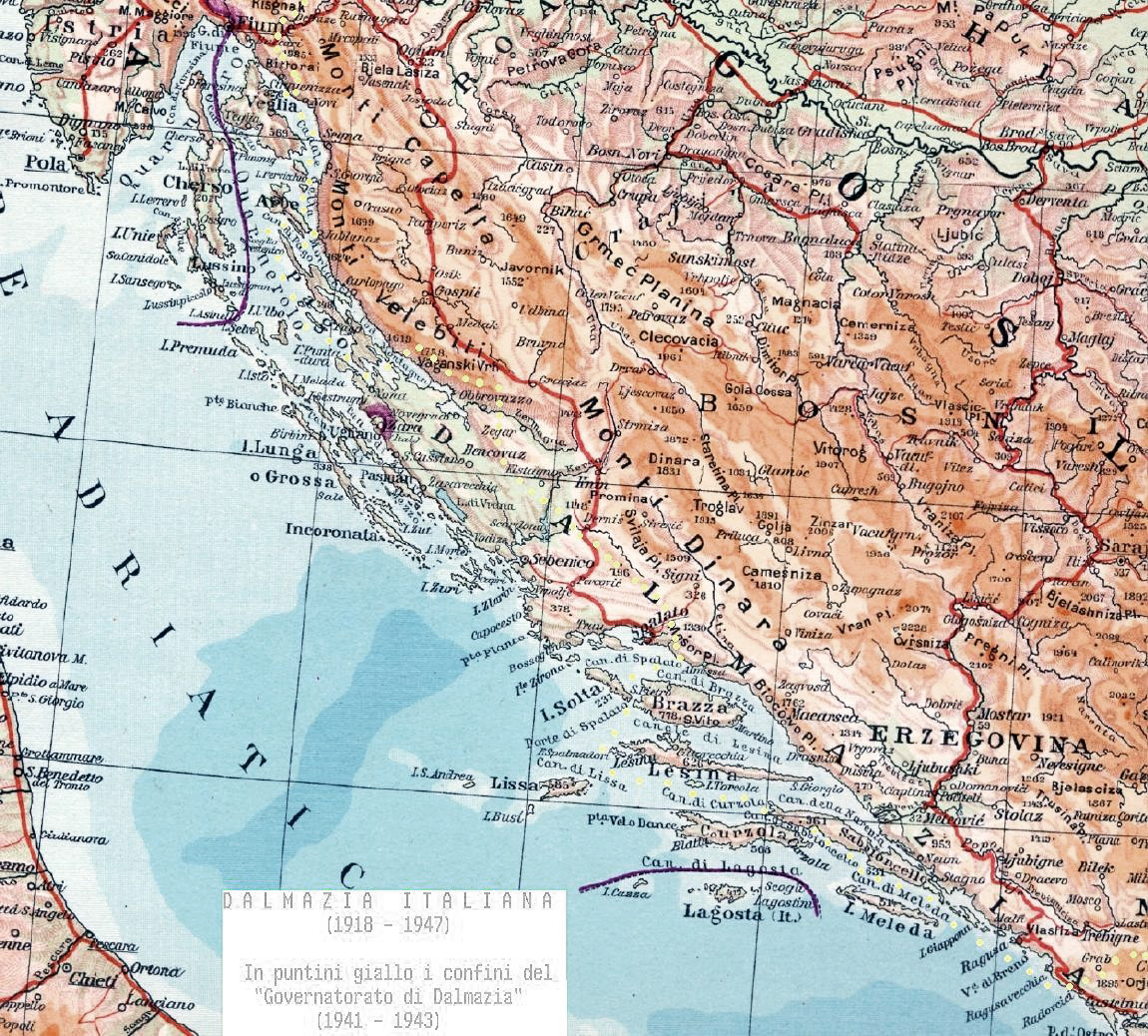
La final expansión del Reino de Italia fue en el Adriático oriental con la Dalmacia italiana.
En color violeta los territorios del Reino de Italia en Dalmacia entre 1918 y 1947, con las islas de Cherso y Lussino cerca de Istria, la provincia de Zara al centro y las islas de Lagosta y Cazza en el Adriático meridional.
En color amarillo los límites del italiano Gobiernatorado de Dalmacia entre 1941 y 1943, durante la Segunda Guerra Mundial.

El nuevo estado sufría varios problemas tanto por la pobreza general y el analfabetismo como de las profundas diferencias culturales entre varias partes: incluso hubo revueltas por el retorno a las antiguas leyes.
En política exterior, Italia fue mientras tanto excluida del reparto colonial de África en la Conferencia de Berlín. Logra sin embargo establecer algunas posiciones en Eritrea y Somalia cuando la empresa italiana de navegación Rubattino compra la Bahía de Assab, que el gobierno comprará el 10 de marzo de 1882. Poco a poco las fuerzas italianas van conquistando la costa entera hasta ocupar la ciudad portuaria de Massawa en el 5 de febrero de 1885. El 1 de enero de 1890 se declara Eritrea colonia italiana. La expansión no logra avanzar mucho más, fracasando en su intento de conquistar Etiopía, que liderada por Menelik II los expulsó en la batalla de Adua.
La política nacionalista del Reino de Italia estuvo centrada a finales del siglo XIX alrededor de las "Tierras italianas irredentas", especialmente en el mar Adriático. Los territorios de Trieste, Istria, Dalmacia, poblados mayoritariamente por Italianos, fueron objeto de muchas reivindicaciones políticas por parte del Irredentismo italiano y terminaron por llevar a Italia a la Primera Guerra Mundial en contra del Imperio austriaco.

### La Primera Guerra Mundial (1914-1918)
Las agitaciones en los Balcanes permitió a Italia ocupar las Islas del Dodecaneso, con las que formó el Dodecaneso italiano y la actual Libia ante la debilidad del Imperio otomano. Mientras el ambiente internacional se iba enrareciendo, Italia se acercó al bloque alemán, debido a los conflictos coloniales con Francia, que en su expansión por Argelia y Túnez amenazaba la posibilidad de extenderse por el norte de África de Italia.
Sin embargo, al comienzo de la Primera Guerra Mundial, Italia permaneció neutral, ya que la Triple Alianza sólo tenía intereses defensivos, y el Imperio austrohúngaro era el que comenzaba la guerra. Sin embargo, ambos bandos trataron de acercar a Italia a su lado, y en el 15 de abril de 1915 el gobierno italiano se unió al Pacto de Londres al declarar la guerra a Austria a cambio de varios territorios (Trento, Trieste, Istria, Dalmacia). En octubre de 1917, los austríacos, que habían recibido refuerzos alemanes, rompieron las líneas italianas en Caporetto, pero los italianos, ayudados por los aliados, pararon su avance en el río Piave, no lejos de Venecia. Después de otro año de guerra de trincheras y una triunfal ofensiva italiana, la exhausta Austria se rendía a los aliados el 4 de noviembre de 1918, siendo pronto seguida por Alemania.

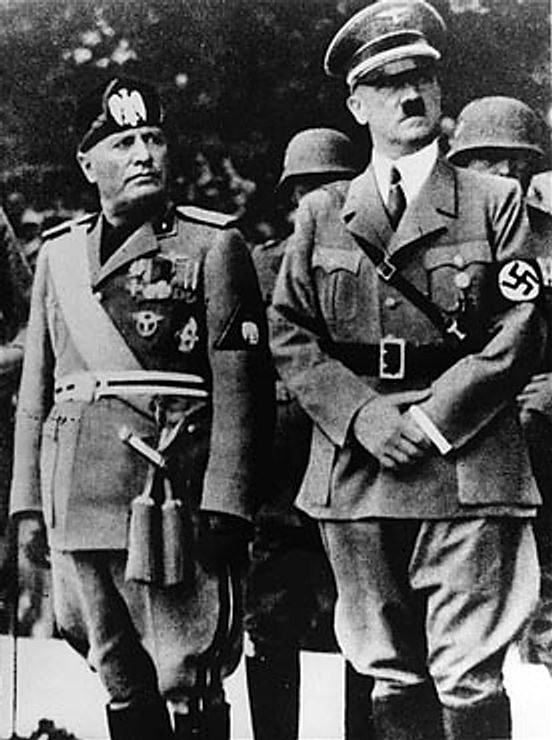
Benito Mussolini y Adolf Hitler.

### El régimen fascista (1919-1945)
En la posguerra, Italia recibió los territorios prometidos en el acuerdo de 1915 excepto Dalmacia, que pasó al recién formado reino de Yugoslavia, siendo el origen de la Cuestión Adriática. Italia prosiguió su expansión por el Adriático, bombardeando y ocupando Corfú en 1923 como respuesta al asesinato de un diplomático italiano, y anexionándose la ciudad de Fiume (hoy Rijeka) en 1924 que había sido declarada libre.
Algunos trabajadores italianos, inspirados en la Revolución rusa, causaron miedo al gobierno, lo que produjo la aparición de un pequeño partido fascista, liderado por Benito Mussolini (un antiguo socialista convertido en nacionalista), cuya violenta reacción a las huelgas fue mucho más apreciada que la tibia reacción del gobierno. Después de varios años de incidentes, en octubre de 1922, los fascistas emprendieron una marcha sobre Roma (Marcia su Roma). Los fascistas eran un número reducido, pero el rey dio orden al ejército de no intervenir, y formó una alianza con Mussolini, convenciendo al partido liberal de aprobar el gobierno liderado por los fascistas. Durante los años siguientes, Mussolini (al que se apodó el "Duce", el líder) suprimió todos los partidos políticos, y limitó las libertades para "prevenir revoluciones".
En 1929 Mussolini pactó con la Iglesia católica (Pactos de Letrán), con la que Italia había estado en conflicto desde la anexión de los Estados Pontificios en 1870, permitiendo la formación del estado del Vaticano y obteniendo de la Iglesia el reconocimiento de la unidad de Italia. Inicialmente mantenía buenas relaciones con Francia y Gran Bretaña pero en 1935-1936 la situación cambio por la invasión italiana de Etiopía y por las afinidades ideológicas entre el partido fascista italiano de Mussolini y el nacionalsocialista (nazi) alemán de Adolf Hitler.

### Ocupación italiana de Albania y Etiopía

El imperio italiano en 1940.

Cuando Alemania se anexionó Austria e invadió Checoslovaquia, Italia vio la oportunidad de convertirse en un miembro del eje. Después de que Hitler invadiera Checoslovaquia sin avisar a Mussolini, este decidió anexionarse Albania. El rey italiano Víctor Manuel III, se opuso al plan, por ser excesivamente arriesgado.
El régimen fascista trató de ampliar su imperio colonial, retomando la conquista de Etiopía, que, tratando de evitar las reivindicaciones italianas, firmó acuerdos comerciales con Japón y Estados Unidos para buscarse su favor. En la noche del 2 al 3 de octubre de 1935, tropas italianas procedentes de Eritrea invadieron Etiopía. La capital, Adís Abeba, fue tomada por los italianos el 5 de mayo de 1936. Italia se anexionó formalmente Etiopía el 9 de mayo de 1936. El emperador tuvo que exiliarse en Gran Bretaña y la Sociedad de Naciones no resolvió el conflicto en favor de los intereses etíopes a pesar de las reclamaciones de Francia y el Reino Unido.
A pesar de ello, Roma dio un ultimátum a Tirana el 25 de marzo de 1939, exigiendo la aceptación de la ocupación italiana. El rey, Zog, rechazó aceptar dinero en compensación por la colonización de su país, y en el 7 de abril de ese mismo año, las tropas de Mussolini invadieron Albania. Tras una breve resistencia, especialmente intensa en Durrës, los italianos resultaron vencedores.
El rey Zog, su mujer, Geraldine Apponyi, y su hijo Leka huyeron a Grecia y, posteriormente, a Londres. El 12 de abril, el parlamento albanés votó a favor de unificar el país con Italia. Víctor Manuel III tomó la corona albanesa, y los italianos establecieron un régimen fascista bajo Shefqet Verlaci, cuyos servicios militares y políticos dependían de Italia.

### La Segunda Guerra Mundial (1939-1945)
Al inicio de la Segunda Guerra Mundial, Italia permaneció neutral (con el consentimiento de Hitler), pero declaró la guerra a Francia y Gran Bretaña el 10 de junio de 1940, cuando Francia se veía derrotada. Mussolini creyó que Gran Bretaña pediría la paz, lo que resultó un error de cálculo.
Después de que el ejército alemán invadiera Polonia, Francia y Dinamarca, Mussolini decidió usar Albania como cabeza de puente para invadir Grecia. Las fuerzas italianas desembarcaron el 28 de octubre de 1940 y en un encuentro entre ambos dictadores, Mussolini sorprendió a Hitler con el anuncio de la invasión. Mussolini contaba con una rápida victoria, pero la resistencia griega fue superior a la esperada, rechazando el ataque italiano, y contratacando en Albania. Los griegos tomaron Korçë y Gjirokastër y amenazaron Vlorë.
El miedo a caer bajo el dominio griego evitó la cooperación entre los albaneses y las fuerzas griegas, y las tropas de Mussolini se reagruparon en Albania Central. Incómodo ante esta situación en los Balcanes, Hitler intervino el 6 de abril de 1941, en coalición con Bulgaria y Hungría contra Grecia y Yugoslavia. Un mes más tarde la Albania dominada por Italia se había visto engrandecida con el territorio de Kosovo. Irónicamente, el nacionalismo albanés consiguió sus metas bajo dominio extranjero.

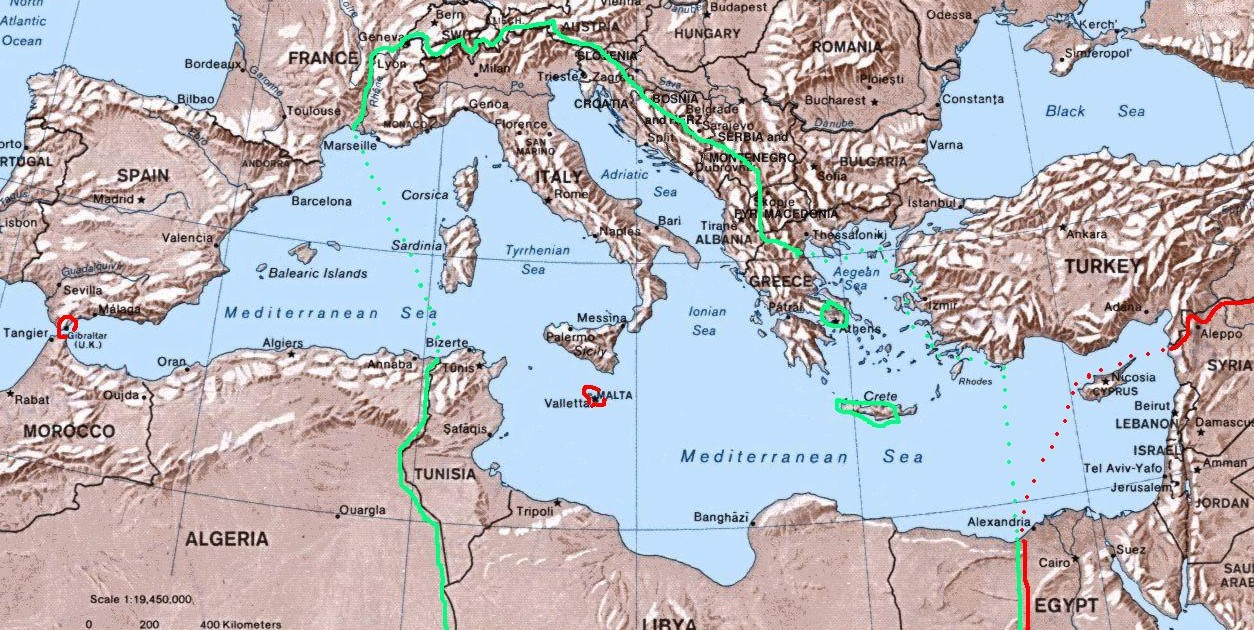
Mapa del Mare Nostrum Italiano en 1942. El color verde delimita las áreas controladas por Italia, mientras que el rojo delimita las inglesas.

El 22 de mayo se firmó el Pacto de Acero, que consolidó la alianza entre las dos dictaduras. Con la sola excepción de la armada, las fuerzas italianas colaboraron con las alemanas en Grecia y el norte de África. Desde la primavera de 1941 hasta noviembre de 1942 la Italia de Mussolini consiguió extender su control a toda el área central del Mediterráneo (Mare Nostrum Italiano).
Tras la fallida invasión de la URSS (1941-42) y la entrada de los Estados Unidos en la guerra (1941) la situación del Eje se deterioró. En mayo de 1943 el mariscal Bernard Montgomery derrotó definitivamente a las Afrika Korps en el norte de África y en julio tropas aliadas invadieron Sicilia. El rey Víctor Manuel III mandó arrestar a Mussolini y nombró al mariscal Badoglio primer ministro. Entre tanto, las tropas coloniales británicas habían logrado que Haile Selassie recuperara el trono etíope.
El nuevo gobierno continuó oficialmente como aliado del eje, pero comenzó a negociar la paz con los aliados, lo que no gustó a Hitler que envió tropas a Italia con el pretexto de luchar contra la invasión aliada. El 8 de septiembre de 1943 el nuevo gobierno declaró un armisticio con los aliados, sin declarar la guerra a Alemania, lo que dejó desorientado al ejército. Badoglio y la familia real se desplazaron entonces a la zona controlada por los aliados. En la subsiguiente confusión el ejército italiano fue barrido por los alemanes (excepto en Roma y en la isla griega de Cefalonia), quedando las tropas de Hitler como dueñas del norte de Italia que, tras la liberación de Mussolini, se convertiría en la República Social Italiana. Con la ocupación alemana surgió un movimiento de oposición armada (la llamada Resistencia partisana) que aglutinó a los opositores al fascismo y al nazismo. A través de una guerra de guerrillas los partisanos contribuyeron a desestabilizar el poder de los alemanes y del gobierno de Mussolini.
Mientras los aliados empujaban lentamente a las tropas alemanas al norte (Roma cayó en junio de 1944 y Milán en abril de 1945) la monarquía finalmente declaró la guerra a Alemania. La liberación italiana se concretó en abril de 1945.

## República de Italia (1946-presente)
En el referéndum de 1946, se selló el fin de la monarquía de la Casa de Saboya, desprestigiada por su implicación en la Segunda Guerra Mundial y la dictadura fascista, y el nacimiento de la República italiana. En 1948 entró en vigor una nueva Constitución. Con ajustes menores en la frontera en favor de Francia y Yugoslavia y la pérdida de su imperio colonial, se llegó a la configuración territorial definitiva del país. En las primeras elecciones hubo una dura lucha entre la Democracia Cristiana, favorecida por los Estados Unidos y los poderosos Partido Socialista Italiano y Partido Comunista Italiano, que eran respaldados por la otra potencia vencedora, la URSS. Las presiones del presidente de los Estados Unidos Truman llevaron a la exclusión de los comunistas del gobierno y permitieron a la larga la victoria cristianodemócrata en las Elecciones generales de Italia de 1946.
La Italia de la posguerra fue, junto al Benelux, Francia y Alemania, el corazón del europeísmo. En 1949 Italia se adhirió a la Organización del Tratado del Atlántico Norte y en 1955 se unió a las Naciones Unidas. Ese mismo año, se fundó la Comunidad Económica Europea, antecesora de la Unión Europea, de la que Italia fue miembro fundador. Desde entonces Italia ha participado de los avances en pro de una política comunitaria, con participación en eventos como la creación del Euro (1999).

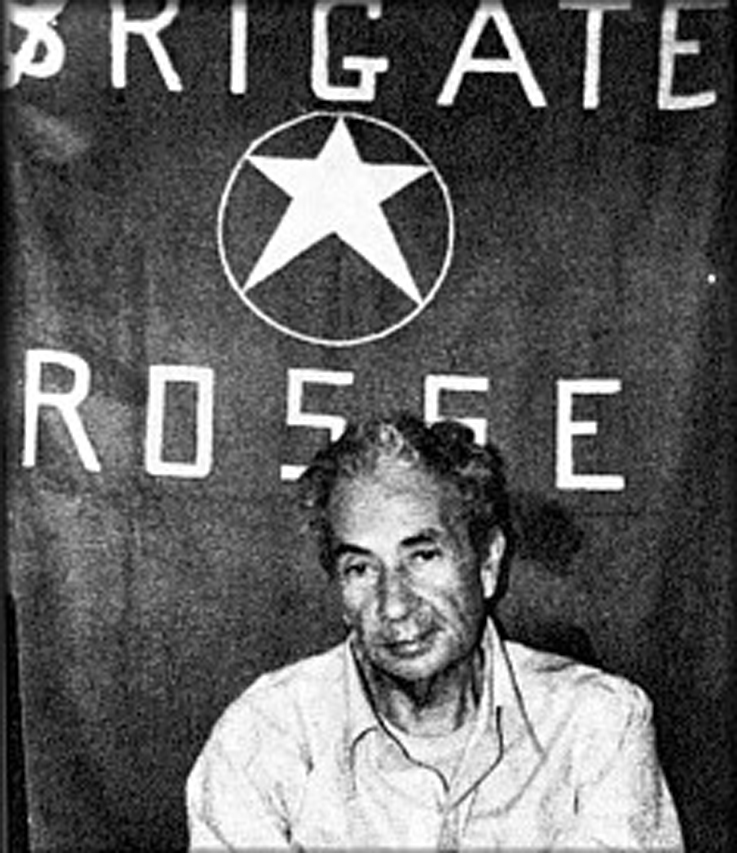
Foto de Aldo Moro el segundo día de su secuestro.

Durante la década de los años 70 Italia sufrió una crisis social llamada posteriormente como los anni di piombo (años de plomo), en donde la insatisfacción por la situación política-institucional caótica con gobiernos que duraban apenas unos pocos días, se tradujo en un principio en violencia callejera y sucesivamente en lucha armada, llevada a cabo por grupos organizados de izquierdas que usaron el terrorismo como arma con el objetivo de crear las condiciones para influenciar o derrocar el orden institucional y político italianos. Tras algunos ataques y asesinatos contra jóvenes neofascistas ("matar un fascista no es delito", se decía), algunos no dudaron en responder formando a su vez grupos armados. Estas turbulencias llegaron a su apogeo en 1978 con el asesinato del líder cristianodemócrata Aldo Moro por las Brigadas Rojas, que supuso el fin de la política de reconciliación con los comunistas conocida como compromiso histórico italiano. La intervención de los servicios secretos italianos y de algún otro país, a los que se les considera responsables de una "estrategia de la tensión", agravó la crisis deteniendo a miles de activistas de extrema-izquierda. El brutal atentado contra la estación de Bolonia fue uno de los más duros golpes de aquellos enfrentamientos. Atribuida a Ordine Nuovo, un grupo terrorista de ultraderecha, nunca se llegó a aclarar completamente.
Esa Italia inestable se vio asimismo salpicada por escándalos judiciales. Es conocida la lucha contra la mafia, que saltó a la fama con el asesinato del juez Giovanni Falcone (1992). El ex primer ministro democratacristiano Giulio Andreotti fue acusado de ser un padrino político de la mafia. También fue un escándalo el reconocimiento oficial de la existencia de la Operación Gladio, en la que servicios secretos de la OTAN auspiciaban actividades anticomunista. En 1992 los jueces del Tribunal de Milán, el más famoso Antonio Di Pietro, empezaron muchos procesos, conocidos como Operación Manos Limpias, contra partidos políticos descubriendo una corrupción enorme. La mayoría de los diputados del Parlamento fueron involucrados.

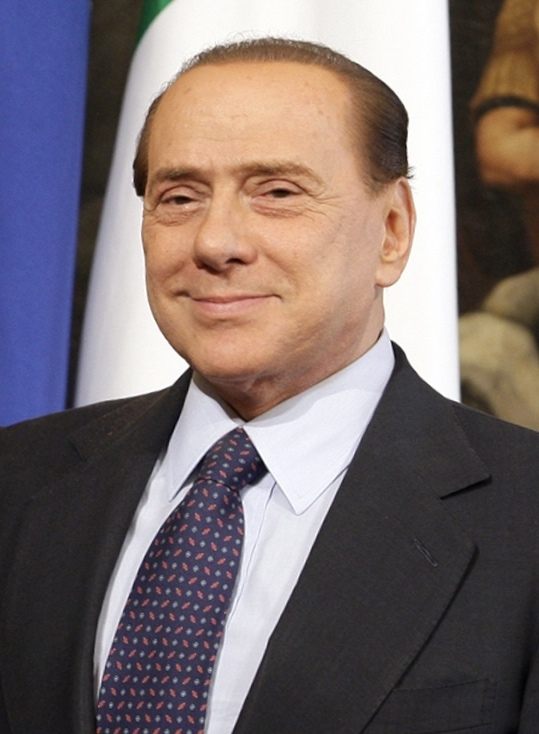
Silvio Berlusconi.

En 1994 aprovechando de la crisis de los partidos tradicionales, Silvio Berlusconi empresario mediático y propietario de tres cadenas de televisión privadas fundó un nuevo partido Forza Italia que ganó las elecciones con la ayuda de su control de los medios de comunicación. Berlusconi gobernó en coalición, con el apoyo de la federalista e incluso separatista Liga Norte, que empezó a ganar influencia en el norte del país (Padania), rico e industrializado y otros partidos conservadores o neofascistas como Alianza Nacional por solo ocho meses.

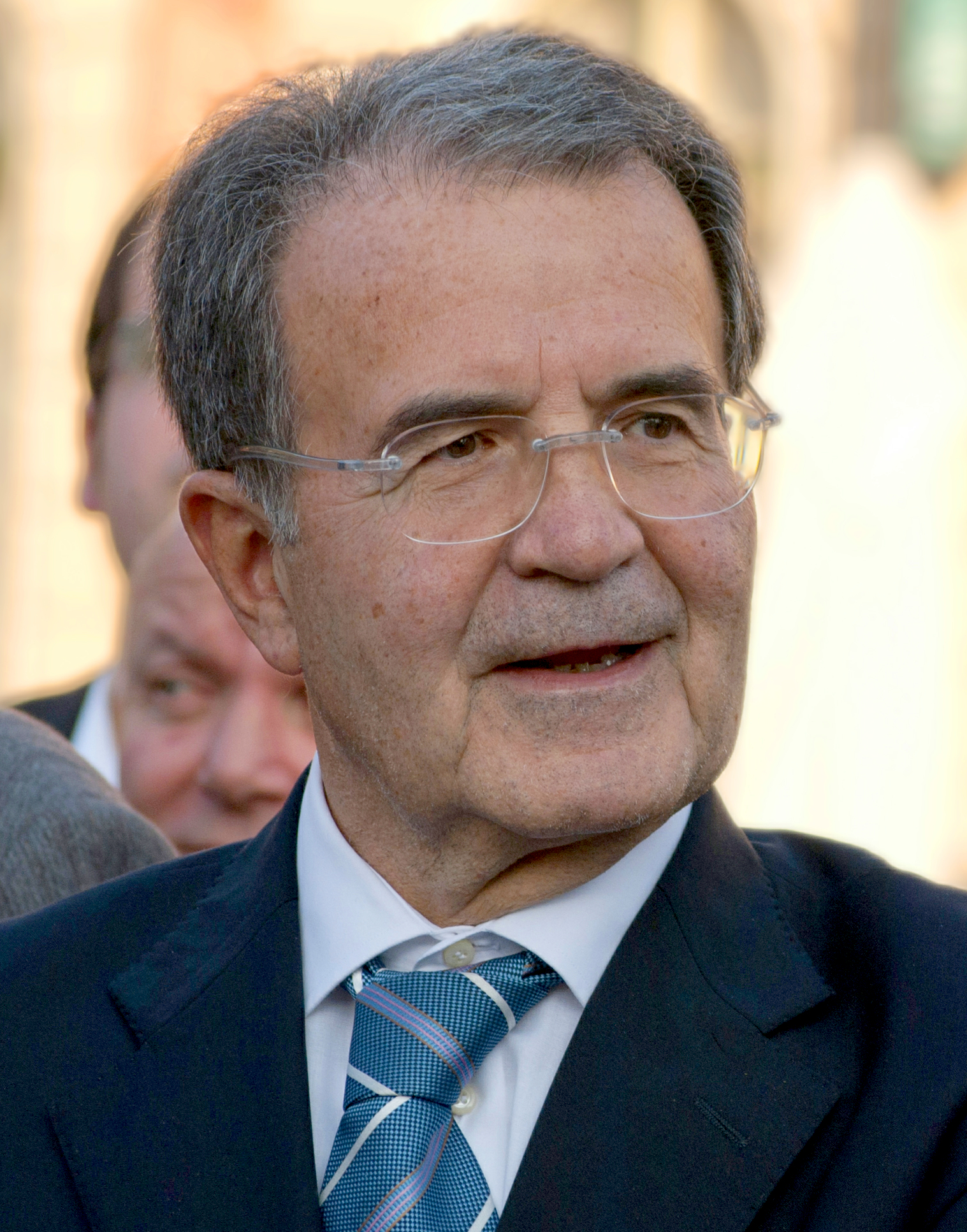
Romano Prodi.

Acusado de corrupción y de hacerse con el control del estado, Berlusconi fue un revulsivo para la oposición. En 1996 ganó las elecciones una coalición de centro izquierda, el Olivo, encabezada por Romano Prodi. Las tensiones internas en la coalición de izquierdas hicieron que solo dos años después hubiera sido sustituido por Massimo D'Alema y permitieron en 2001 a Silvio Berlusconi recuperar el poder. Bajo su segundo gobierno, Italia fue miembro de la alianza que participó en la lucha antiterrorista de Estados Unidos, en Afganistán e Irak, países en los que aún mantiene tropas.
La historia se repitió cuando Prodi logró volver al cargo de primer ministro. El 9 y 10 de abril de 2006, en elecciones generales, la coalición de Berlusconi fue derrotada por la centroizquierdista alianza L'Unione, que postulaba al expresidente de la Comisión Europea y ex primer ministro Romano Prodi, por un estrecho margen, que le llevó a depender de los senadores vitalicios en el senado. Este nuevo gobierno comenzó un proceso de reformas para modernizar el país, pero tuvo que encarar numerosas crisis por la fragilidad de la coalición, como en la elección de los presidentes del Congreso y Senado, que dividió a la coalición, o la pérdida de una moción de confianza sobre la política exterior, que se ganó la oposición de los comunistas. El 25 y 26 de junio de 2006, los italianos rechazaron en un referéndum la propuesta del ex primer ministro Berlusconi para dar más poderes al jefe de Gobierno y dar los primeros pasos al federalismo, reclamación de una Italia del norte cada vez más federalista. Los resultados fueron una victoria política para Romano Prodi. Sin embargo, varias polémicas en torno a un caso de espionaje móvil o controversias sobre cambios en la dirección de la Guardia de Finanzas han seguido poniendo en jaque a la clase política.
En abril de 2008 Silvio Berlusconi gana las elecciones al frente de una coalición y es nombrado primer ministro. Su gobierno volvió a dar escándalos como la ley Alfano, uno de los intentos de Berlusconi de evitar su persecución legal por delitos de corrupción o los escándalos de su villa en Cerdeña. Paralelamente comenzó un proceso de reorganización política buscando disminuir las coaliciones inestables: en marzo de 2009 los partidos que formaban la coalición, Forza Italia, Alianza Nacional y otros, se unen para formar un nuevo partido, el Popolo della Liberta. El sucesor de Prodi y exalcalde de Roma, Walter Veltroni congregó a las izquierdas en un nuevo Partido Democrático que no ha logrado recuperar el poder ni bajo Veltroni ni bajo una variedad de líderes. Tampoco ha logrado Berlusconi la estabilidad política afrontando la secesión de Gianfranco Fini, presidente del Parlamento, que abandonó el partido gubernamental dejándolo sin mayoría en el congreso. Tras la crisis de gobierno de 2018, asume Giuseppe Conte como primer ministro.